# Partido Socialista (Portugal)
O Partido Socialista (PS) é um partido político português de centro-esquerda, fundado a 19 de abril de 1973 por e membros da Acção Socialista Portuguesa (ASP).

## História

### Fundação
No dia 19 de abril de 1973, pelas 18:00  UTC+1, na cidade alemã de Bad Münstereifel, militantes da Acção Socialista Portuguesa idos de Portugal e de diversos núcleos no estrangeiro, de entre outros países e cidades de Londres, Paris, Genebra, Suécia, Argélia e Brasil, reunidos em Congresso da Acção Socialista Portuguesa e "ponderando os superiores interesses da Pátria, a actual estrutura e dimensão do movimento, as exigências concretas do presente e a necessidade de dinamizar os militantes para as grandes tarefas do futuro, deliberou transformar a A.S.P. em Partido Socialista", aprovaram, por 20 votos a favor e 7 contra, a transformação da Acção Socialista Portuguesa em Partido Socialista. A decisão não foi consensual para os vinte e sete delegados aí presentes, pois alguns discordavam, não da sua fundação, mas do momento desta. Finda a votação, às 18 horas desse dia, todos os congressistas aplaudiram de pé a deliberação e discutiram e aprovaram os diversos documentos preparatórios dessa reunião, bem como, outros que viriam a ser publicados na sequência direta da fundação do PS. De entre estes, o que se veio a revelar mais mediático foi a brochura de protesto contra a visita de Marcelo Caetano a Londres e de divulgação da criação do Partido Socialista.
A Declaração de Princípios e Programa do Partido Socialista foram aprovados em agosto de 1973 e resultaram de diversas contribuições de militantes e simpatizantes do interior e do exterior. Na Declaração de Princípios afirmava-se a defesa do socialismo em liberdade, ao mesmo tempo que se defendia como objetivo último uma sociedade sem classes e o marxismo era aceite como "inspiração teórica predominante", embora permanentemente repensado. O programa refletia, assim, um compromisso entre o sistema parlamentar da Europa Ocidental e uma estratégia de rutura com a organização capitalista da economia.

#### Membros fundadores

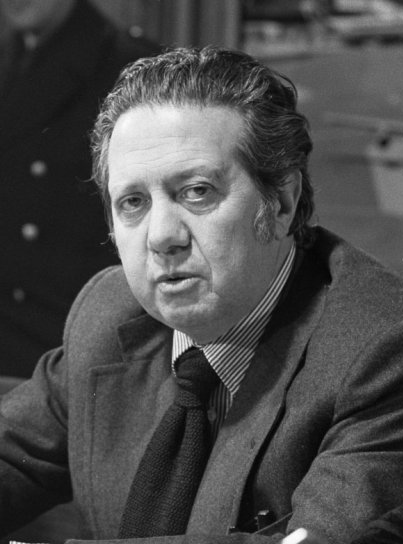
Mário Soares foi um dos fundadores e o primeiro Secretário-Geral do Partido Socialista.

A lista dos membros fundadores do Partido Socialista foi elaborada em 1977, por Manuel Tito de Morais e Joaquim Catanho de Menezes, tendo sido constituída pelos militantes do Partido que contribuíram para a sua fundação e que, na data em que a lista foi organizada, continuavam como membros efectivos. Posteriormente foram-lhe acrescentados os nomes de quatro militantes que, tendo subscrito a ata da fundação, haviam saído do PS no momento da elaboração da lista.
- Abílio Mendes
- Adelino Cabral Júnior
- Albano Pina
- Alberto Arons de Carvalho
- Alberto Oliveira e Silva
- Alfredo Barroso
- Alfredo Carvalho
- Alfredo Costa Azevedo
- Álvaro Guerra
- Álvaro Monteiro
- António Arnaut
- António Campos
- António Coimbra Martins
- António Gomes Pereira
- António Macedo
- António Neves Gonçalves
- António Paulouro
- António José Sousa Pereira
- António Reis
- António Santos Cartaxo Júnior
- Armando Bacelar
- Armando Cardoso Meireles
- Armando Nunes Diogo
- Armando Soares
- Arnaldo Cândido Veiga Pires
- Artur Cunha Coelho
- Augusto Duarte Rozeira de Mariz
- Augusto Pereira de Oliveira
- Augusto Sá da Costa
- Áurea Rego
- Beatriz Cal Brandão
- Bernardino Carmo Gomes
- Carlos Alberto Novo
- Carlos Candal
- Carlos Carvalho
- Carlos José Queixinhas
- Carlos Torres D'Assunção
- Dieter Dellinger
- Dino Monteiro
- Eduardo Jorge Santiago Campelo
- Eduardo Ralha
- Fernando Antunes Costa
- Fernando Borges
- Fernando Grade Silvestre
- Fernando Loureiro
- Fernando Raposo
- Fernando Valle
- Firmino Silva
- Francisco de Barros Cachapuz
- Francisco Marcelo Curto
- Francisco Ramos da Costa
- Francisco Salgado Zenha
- Francisco Sarmento Pimentel
- Francisco Seruca Salgado
- Francisco Tinoco de Faria
- Gil Francisco Ferreira Martins
- Gustavo Soromenho
- Herculano Pires
- Inácio Peres Fernandes
- Jaime Gama
- Jaime Vilhena de Andrade
- João da Costa Neves
- João Gomes
- João Lima João Manuel Tito de Morais
- João Sarmento Pimentel
- Joaquim António Calheiros da Silveira
- Joaquim Catanho de Meneses
- Joaquim Lourenço Gago
- Joaquim Rocha e Silva
- Jorge Campinos
- José Emídio Figueiredo Medeiros
- José Leitão
- José Luís Nunes
- José Magalhães Godinho
- José Maria Roque Lino
- José Neves
- José Rabaça
- José Ribeiro dos Santos
- José Tiago de Oliveira
- Júlio Carrapato
- Júlio Montalvão Machado
- Lafayette Machado
- Liberto Cruz
- Lucas do Ó
- Luís Castro Caseiro
- Luís Gaspar da Silva
- Luís Nunes da Ponte
- Luís Roseira
- Maia Cadete
- Manuel Alfredo Tito de Morais
- Manuel António Garcia
- Manuel Belo
- Manuel Cabanas
- Manuel da Costa e Melo
- Manuel Pedroso Marques
- Manuel Tito de Morais
- Maria Carolina Tito de Morais
- Maria de Jesus Barroso
- Maria Emília Tito de Morais
- Maria Teresa Cunha Rêgo
- Mário Cal Brandão
- Mário Mesquita
- Mário Soares
- Mário Sottomayor Cardia
- Nuno Godinho de Matos
- Olindo Figueiredo
- Paulo de Lemos
- Pedro Coelho
- Raul Rêgo
- Rodolfo Crespo
- Rui Mateus
- Sebastião Dantas Baracho
- Teófilo Carvalho dos Santos
- Vasco da Gama Fernandes
- Vítor Cunha Rego

### Período pós-revolucionário

Francisco Salgado Zenha foi uma das principais figuras dos primeiros anos do Partido Socialista.

#### I Governo Provisório
A 16 de maio de 1974 deu-se a tomada de posse do I Governo Provisório, presidido por Adelino da Palma Carlos.
Sendo o primeiro governo empossado depois do 25 de abril, tinha membros do PPD/PSD, do PS, do PCP e do MDP/CDE. Francisco Sá Carneiro, Presidente do PPD/PSD, Álvaro Cunhal, Secretário-Geral do PCP, e Francisco Pereira de Moura, representante do MDP/CDE, eram ministros sem pasta. Neste governo tiveram três figuras do PS: Mário Soares, Secretário-Geral do PS, como Ministro dos Negócios Estrangeiros; Francisco Salgado Zenha, como Ministro da Justiça; Raul Rêgo, como Ministro da Comunicação Social.
O Governo caiu menos de dois meses depois, a 11 de julho de 1974, na sequência de uma proposta apresentada pelo Primeiro-Ministro de realização das eleições presidenciais em outubro de 1974 e a realização de um referendo a uma Constituição Provisória, que vigorasse até à aprovação de uma Constituição, por parte da Assembleia Constituinte. As presidenciais ocorreriam antes das eleições para a Assembleia Constituinte, relegando estas últimas para finais de 1976. Esta proposta contrariava o Programa do MFA e constituía uma forma de reforçar o poder do Presidente da República, António de Spínola. A proposta foi rejeitada por quase todo o espectro político, incluindo o Conselho de Estado. Sentindo-se desautorizado, Adelino da Palma Carlos pediu a sua demissão.

#### II Governo Provisório
Após a demissão de Adelino da Palma Carlos, António de Spínola indigitou Vasco Gonçalves para Primeiro-Ministro. Tomou posse a 17 de julho. Mário Soares e Francisco Salgado Zenha mantiveram-se como ministros; Raul Rêgo foi substituído.
A 28 de setembro, António de Spínola abandonou a Presidência da República, sendo escolhido para Presidente o General Francisco da Costa Gomes.
A 30 de setembro, o Governo caiu.

#### III Governo Provisório
A 30 de setembro, o III Governo Provisório, chefiado por Vasco Gonçalves. Mário Soares e Francisco Salgado Zenha mantiveram-se como ministros. Durante o mandato deste governo, são extintos a Junta de Salvação Nacional e o Conselho de Estado e em sua substituição é criado o Conselho da Revolução. É dado início a um grande plano de nacionalizações.
De 13 a 15 de dezembro de 1974, realizou-se o I Congresso do PS, na legalidade, em Lisboa. A linha de Mário Soares, mais moderada e reformista saiu vitoriosa. Alguns militantes considerados mais à esquerda, liderados por Manuel Serra, abandonaram o partido, vindo a formar no ano seguinte, a 9 de janeiro de 1976, a FSP-Frente Socialista Popular.
A 1 de fevereiro de 1975, o PS legalizou a sua situação junto do Tribunal Constitucional, apesar de ter sido fundado em 1973.
A 26 de março, o Governo cessou funções.

#### IV Governo Provisório
A 26 de março de 1975, o IV Governo Provisório, chefiado por Vasco Gonçalves, tomou posse. O PS estava em minoria neste governo, tendo Francisco Salgado Zenha como Ministro da Justiça e Mário Soares como Ministro sem Pasta.
A 25 de abril realizaram-se as eleições para a Assembleia Constituinte, as primeiras eleições após o 25 de abril de 1974. O PS venceu as eleições obtendo 37,87% dos votos (2 162 972 votos) e elegendo 116 Deputados. O Partido Popular Democrático (PPD/PSD) obteve 26,39% dos votos (81 Deputados), seguido do Partido Comunista Português (PCP) com 12,46% dos votos (30 Deputados) e do CDS - Centro Democrático Social com 7,61% dos votos (16 Deputados).
A 8 de julho, a Assembleia do MFA aprovou o "Documento-Guia da Aliança Povo-MFA", que suscitou protestos veementes por parte do PS, do PPD/PSD e do CDS.
A 10 de julho, vários partidos e outros grupos de extrema-esquerda organizaram uma manifestação de apoio ao "Documento-Guia da Aliança Povo-MFA". Foram recebidos por Costa Gomes e Vasco Gonçalves, que discursaram, sendo visíveis as diferenças de conteúdo dos dois discursos.

Raul Rêgo, militante do PS, Ministro da Comunicação Social do I Governo Provisório e Deputado eleito pelo PS para a Assembleia Constituinte e para todas as legislaturas desde a I até à VII.

Nesse mesmo dia o Jornal República reapareceu sob a orientação de uma "Comissão Coordenadora de Trabalhadores", isto depois de a 19 de maio ter começado a crise no Jornal República entre trabalhadores e a direção, encabeçada por Raul Rêgo (militante histórico do PS e jornal da oposição conotado com o PS no Estado Novo). O PS reagiu violentamente. Mário Soares encabeçou uma manifestação de protesto junto à sede do jornal e acusou o PCP de estar por detrás dos acontecimentos. No dia seguinte, os militares fizeram evacuar o local do jornal e selaram-no. Mário Soares denunciou a ilegalidade do fecho do jornal e ameaçou abandonar o Governo de Vasco Gonçalves, assim como os ministros do PS. Perante estes acontecimentos, da Manifestação e do reaparecimento do Jornal República com uma redação conotada com o PCP, os ministros do PS abandonaram o IV Governo Provisório. Uma semana mais tarde, a 17 de julho, os ministros do PPD/PSD (Joaquim Magalhães Mota e Jorge Sá Borges) tomam idêntica atitude e abandonam o Governo, assim como os ministros independentes José da Silva Lopes e António de Almeida Santos.
A 12 de julho, o Conselho da Revolução emitiu um comunicado no qual criticou a saída dos ministros socialistas do Governo.
A 15 de julho, o PS promoveu uma manifestação de apoio aos seus representantes que abandonaram o Governo e em resposta o PCP e a extrema-esquerda, partidários do IV Governo Provisório, organizaram manifestações em Lisboa e no Porto, organizadas por Comissões de Trabalhadores que, entre outras reivindicações, pediam a dissolução da Assembleia Constituinte, que tinha sido ganha maioritariamente pelos partidos mais moderados.
Nos dias 18 e 19 de julho, o PS convocou dois comícios (no Estádio das Antas, no Porto, e Fonte Luminosa, em Lisboa), que são um êxito retumbante com milhares de pessoas. Mário Soares exigiu a demissão de Vasco Gonçalves e ameaçou que "o PS pode paralisar o país".
A 2 de agosto, é criado na reunião da Internacional Socialista, em Estocolmo, o "Comité Internacional de Apoio ao Socialismo Democrático em Portugal".
No dia 7 de agosto, nove membros do Conselho da Revolução, entre os quais Melo Antunes, entregaram ao General Costa Gomes um documento em que recusavam, quer a via totalitária ("Documento-Guia da Aliança Povo-MFA"), quer a via social-democrata (defendida na altura pelo PS e pelo PPD/PSD). Este documento conhecido como o "Documento dos Nove" é condenado severamente pelo Diretório do MFA. Nesse dia, Mário Soares escreveu uma carta aberta ao general Costa Gomes, intimando-o a escolher uma via.
O Governo cessou funções a 8 de agosto.

#### V Governo Provisório
No dia 8 de agosto, o V Governo Provisório, chefiado por Vasco Gonçalves, tomou posse, sendo composto por elementos do PCP, MDP/CDE, independentes e militares. Nesse dia "O Jornal Novo" publicou o "Documento dos Nove" (também conhecido por "Documento Melo Antunes").
Três dias depois, o Diretório do MFA, suspendeu os oficiais subscritores do "Documento dos Nove": Francisco Charais; Pezarat Correia; Vítor Alves; Melo Antunes; Costa Neves; Canto e Castro; Vítor Crespo; Vasco Lourenço e Sousa e Castro.
Entretanto e mobilizada pelo PCP e pelo PS, a população portuguesa dividia-se: enquanto o PS exigia a demissão do V Governo Provisório, o PCP protestava contra a "violência reacionária".
Teve início uma série de reuniões entre os "Nove" e Otelo Saraiva de Carvalho, do COPCON (que dias antes tinha divulgado um documento intitulado "Autocrítica revolucionária do COPCON e proposta de trabalho para um programa político", conhecido como o "Documento do COPCON") tendentes à elaboração de um documento e projeto de convergência política.
No Norte e Centro do país agudizou-se a hostilidade em relação ao V Governo Provisório, ao PCP e aos partidos de extrema-esquerda, havendo assaltos e destruições das sedes destes partidos que ocorreram um pouco por todo o lado.
O PS promoveu uma manifestação, a 15 de agosto, em Belém, de apoio ao "Documento dos Nove". O PCP reagiu com um comício realizado no Pavilhão dos Desportos em que apela "à unidade dos democratas e antifascistas".
A 19 de agosto, o Presidente da República, Costa Gomes reuniu com os subscritores do "Documento dos Nove" e com Otelo Saraiva de Carvalho, que lhe apresentaram o Plano Político do MFA, elaborado pelos "Nove" e Otelo Saraiva de Carvalho. Deste modo, o Presidente decidiu encetar o processo de consultas para formação do VI Governo Provisório. No dia seguinte, Otelo Saraiva de Carvalho consuma a rutura com Vasco Gonçalves; em carta pessoal, proibiu Vasco Gonçalves de visitar as unidades militares integradas no COPCON e pediu ao general que "descanse, repouse, serene, medite e leia".
A 24 de agosto foi apresentado o elenco do VI Governo Provisório que deveria ser chefiado por Carlos Fabião. No dia seguinte, este recusou a nomeação, sendo Pinheiro de Azevedo indigitado para formar o VI Governo Provisório. Vasco Gonçalves é proposto para Chefe do Estado-Maior General das Forças Armadas (CEMGFA).
Foi criada a FUR - Frente de Unidade Revolucionária com a participação do PCP, do MDP/CDE, do MES, da FSP - Frente Socialista Popular, da LUAR, da LCI e do PRP/BR. Iniciou-se a publicação do jornal A Luta.
No dia seguinte, o Conselho da Revolução, sentindo-se legitimado pelo Presidente da República General Costa Gomes, suspendeu a 5.ª Divisão, de linha pró-FUR e ligada ao Vasco Gonçalves, sendo encerrada no dia 27 de agosto por uma força militar chefiada por Jaime Neves. Nesse dia, a Frente de Unidade Revolucionária promoveu, junto ao Palácio de Belém, em Lisboa, uma manifestação de apoio a Vasco Gonçalves e a Costa Gomes. Ambos receberam os manifestantes com discursos mas, mais uma vez, foram notórias as diferenças de tom e de conteúdo utilizados pelos oradores.
No dia 31 de agosto, o Coronel Jaime Neves e outros oficiais do Regimento de Comandos da Amadora foram proibidos de entrar na unidade.
Nesse dia, José Pinheiro de Azevedo iniciou as primeiras diligências para a formação do VI Governo Provisório, tendo o PS e o PPD/PSD opondo-se publicamente à nomeação de Vasco Gonçalves para CEMGFA.
A 1 de setembro, Pinheiro de Azevedo anunciou a pretensão de constituição de uma plataforma comum entre o PS, o PPD/PSD e o PCP.
Dois dias depois, o PCP e o MDP/CDE, em conferência de imprensa conjunta, alertaram para a "ofensiva reacionária"; acusaram o PPD/PSD, o CDS e o PCTP/MRPP da onda de violência e o PS da passividade e cumplicidade.
Uma Assembleia Geral do MFA, em Tancos, modificou a composição do Conselho da Revolução e afastou Vasco Gonçalves do cargo de CEMGFA.
No dia seguinte, a 6 de setembro o V Governo Provisório demitiu-se.

#### VI Governo Provisório
A 19 de setembro deu-se a tomada de posse do VI Governo Provisório, constituído por militares, independentes e representantes do PS, PPD/PSD e PCP, e chefiado pelo Vice-Almirante Pinheiro de Azevedo.
Dois dias depois, a 21 de setembro, apareceram os "Soldados Unidos Vencerão - SUV", no Porto, e no dia 22 de setembro começaram as "jornadas de luta" promovidas pelos deficientes das Forças Armadas. A 25 de setembro realizou-se uma manifestação dos SUV em Lisboa, com a libertação de soldados presos na Trafaria.
Depois de uma série de ocupações por manifestantes ligados à extrema-esquerda, a 29 de setembro, o Primeiro-Ministro Pinheiro de Azevedo ordenou a ocupação militar das emissoras de Rádio e Televisão. Várias organizações de extrema-esquerda convocaram uma manifestação de protesto junto do Ministério da Comunicação Social. Em resposta à manifestação das forças de extrema-esquerda, o PS e o PPD organizaram, no dia seguinte, uma manifestação de apoio ao VI Governo Provisório.
A 1 de outubro, depois dos ânimos serenarem, o Governo mandou desocupar as emissoras de rádio e televisão, à exceção da Rádio Renascença. No mesmo dia, o PS denunciou "a preparação de um golpe de Estado de esquerda", sendo apoiado por uma noticia saída nesse dia no jornal O Século que publica o chamado "plano dos coronéis". No dia seguinte, o Jornal Novo que contém um comunicado do PS sobre uma tentativa de golpe de Estado, foi impedido de sair.
O Regimento de Artilharia da Serra do Pilar (RASP), no Porto, no dia 7 de outubro, foi ocupado por forças da extrema-esquerda.
Dois dias depois um documento do PCP denunciava "viragem à direita do Governo". Em reação, o PS, o PPD/PSD e o CDS acusaram o PCP de controlar de forma totalitária os principais órgãos de informação.
Quando se deu, em Lisboa, início do Congresso da União Internacional das Juventudes Socialistas (IUSY), a 11 de outubro, sucederam-se por todo o país manifestações de apoio ao VI Governo Provisório, apoiadas e promovidas pelo PS, PPD/PSD e CDS.
A 21 de outubro, a Rádio Renascença foi reocupada por elementos de extrema-esquerda. Dois dias depois recomeçaram as emissões a partir de Lisboa, sendo que no início de novembro e após nova reocupação, o centro emissor desta rádio na Buraca foi destruído por ordem do Conselho da Revolução.
Num "frente a frente" televisivo e histórico de quatro horas, a 6 de novembro, entre Mário Soares e Álvaro Cunhal confirmava-se a profundidade das divergências que os separavam, sendo o PS por uma evolução democrática do regime e o PCP pela adoção de uma via popular e revolucionária tendo como objetivo a implantação de uma República Popular em Portugal.
A 9 de novembro, deu-se uma manifestação no Terreiro do Paço, de milhares de pessoas, de apoio ao VI Governo Provisório, com a mobilização e participação do PS e PPD/PSD.
Uma manifestação de trabalhadores da construção civil, realizada a 11 de novembro, cercou a Assembleia Constituinte, impedindo a saída dos Deputados constituintes e do Primeiro-Ministro do Palácio de São Bento. Após 36 horas e no dia 13 de novembro, o Almirante Pinheiro de Azevedo foi obrigado a ceder às reivindicações dos operários que exigiam aumentos salariais.
A 16 de novembro foi realizada uma manifestação de trabalhadores da cintura industrial de Lisboa e das Unidades Colectivas de Produção Alentejanas no Terreiro do Paço, em Lisboa, de apoio ao "Poder Popular". Nesse dia vários dirigentes e deputados do PS, PPD/PSD e CDS estavam no Porto, correndo rumores que a Assembleia Constituinte poderia vir a ser transferida para aquela cidade.
No dia 20 de novembro, o VI Governo Provisório autossuspendeu-se enquanto não lhe fossem dadas garantias para poder governar. Nesse dia foi realizada uma manifestação em frente ao Palácio de Belém a favor do "Poder Popular". Costa Gomes falou com os manifestantes, afirmando ser indispensável evitar uma guerra civil.

No dia 21 de novembro, o Conselho da Revolução destituiu o General Otelo Saraiva de Carvalho do comando da Região Militar de Lisboa e substituiu-o pelo Capitão Vasco Lourenço, ligado à linha moderada e conotado com o PS. Dois dias depois foi realizado em Lisboa um comício do PS, em apoio ao VI Governo Provisório, na Alameda D. Afonso Henriques; o mesmo contou com milhares de pessoas. No dia seguinte, a 24 de novembro, os agricultores de Rio Maior associados à Confederação dos Agricultores de Portugal (CAP), na altura conotados com a direita tradicional e patriótica, cortaram as estradas de acesso a Lisboa.
Na sequência de uma decisão do Coronel piloto-aviador José Morais da Silva, Chefe do Estado-Maior da Força Aérea, que dias antes tinha mandado passar à disponibilidade cerca de 1000 camaradas de armas de Tancos, paraquedistas da Base Escola de Tancos ocuparam o Comando da Região Aérea de Monsanto, Escola Militar da Força Aérea e mais cinco bases aéreas e detiveram o Tenente-Coronel Aníbal Pinho Freire e exigiram a demissão de Morais da Silva.
Estes atos foram considerados pelos militares ligados ao Grupo dos Nove como o indício de que poderia estar em preparação um golpe de estado vindo de sectores mais radicais, da esquerda. Esses militares apoiados pelos partidos políticos moderados como o PS e o PPD e depois do Presidente da República, General Francisco da Costa Gomes, ter obtido por parte do PCP a confirmação de que não convocaria os seus militantes e apoiantes para qualquer ação de rua, decidiram intervir militarmente para controlar o país.
O Regimento de Artilharia de Lisboa (RALIS), conotado com a Esquerda Militar, tomou posições no aeroporto de Lisboa, portagem de Lisboa A1 e Depósito de Material de Guerra de Beirolas; forças da Escola Prática de Administração Militar ocuparam a RTP e a Polícia Militar controlou a Emissora Nacional; as duas Unidades militares eram conotadas respetivamente com a esquerda revolucionária e com a referida Esquerda Militar ('gonçalvistas') e com a Esquerda Militar Radical ('otelistas').
O Regimento de Comandos da Amadora, conotado com os moderados, com a Direita Militar ('spinolistas' e outros sectores conservadores e ultraconservadores militares) e com o Centro Militar ('melo-antunistas' ou 'moderados'), cercou o Emissor de Monsanto, ocupado pelos paraquedistas, e a emissão da RTP foi transferida para o Porto.
Mário Soares, Jorge Campinos e Mário Sottomayor Cardia, da Comissão Permanente do PS, no seguimento de um plano contrarrevolucionário previamente estabelecido, saíram clandestinamente de Lisboa, na tarde do dia 25, e seguiram para o Porto, onde se apresentaram ao moderado Comandante da Região Militar do Norte António Pires Veloso, no Quartel da Região Militar Norte, e ao Estado-Maior-General das Forças Armadas, através do General piloto-aviador José Lemos Ferreira.
O Presidente da República decretou o estado de sítio na área da Região Militar de Lisboa, e teve um papel determinante na contenção dos extremos. O Tenente-Coronel António Ramalho Eanes, adjunto de Vasco Lourenço e futuro Presidente da República, iludiu pressões dos militares da extrema-direita que o incitaram a mandar bombardear unidades.
Vasco Lourenço deu voz de prisão a Diniz de Almeida, Campos Andrada, Cuco Rosa e Mário Tomé, todos militares conotados forças políticas de esquerda revolucionária, sendo o último inclusivamente filiado na UDP; diversos Oficiais ditos 'moderados' estavam então conotados com o PS (com o qual conspiraram na preparação do plano e das operações que desembocaram no '25 de novembro de 1975') e o PPD/PSD.
Posteriormente, o "Grupo dos Nove", vanguarda de todas as forças políticas e militares do Centro e da Direita (parlamentar e extraparlamentar) e os seus aliados, alcançam o controlo da situação.
No dia 26, Jaime Neves, e uma unidade por si dirigida dos Comandos da Amadora, ligados aos moderados, atacaram o Regimento da Polícia Militar da Ajuda, unidade militar tida como próxima das forças políticas de esquerda revolucionária. Após a rendição, o resultado foram três mortos, tendo posteriormente os militares revoltosos sido presos. As forças das Regiões Militares do Norte e Centro deslocaram-se para Lisboa, e Melo Antunes declarou na RTP que o PCP "é indispensável à democracia”.
Os Generais Carlos Fabião e Otelo Saraiva de Carvalho foram destituídos, respetivamente, dos cargos de Chefe do Estado-Maior do Exército e de Comandante do COPCON. Ramalho Eanes foi nomeado Chefe do Estado-Maior do Exército em substituição de Carlos Fabião e graduado em General. O COPCON foi integrado no Estado-Maior-Geral das Forças Armadas. Por decisão do Conselho de Ministros, a Rádio Renascença foi devolvida à Igreja Católica. Foram enviadas para a prisão de Custóias algumas dezenas de militares detidos na sequência dos acontecimentos do 25 de novembro, sendo que Costa Gomes, Presidente da República, decretou o estado de sítio parcial na região abrangida pela Região Militar de Lisboa.
A 28 de novembro, o VI Governo Provisório retomou as suas funções e foi suspensa a publicação dos jornais estatizados. No dia seguinte, em conferência de imprensa, Sá Carneiro acusou o PCP de ser responsável pela insubordinação militar verificada, o PS teve uma atitude idêntica.
Foi levantado o estado de sítio em Lisboa a 1 de dezembro. No dia seguinte, na Assembleia Constituinte, PS, PPD e CDS acusaram o PCP de estar envolvido nos acontecimentos de 25 de novembro e foram nacionalizadas a RTP e todas as estações de rádio, com exceção da Rádio Renascença.
Em conferência de imprensa, a 4 de dezembro, Mário Soares acusou o PCP de ter participado ativamente no 25 de novembro, utilizando a extrema-esquerda como ponta-de-lança e criticou o PPD/PSD por "anticomunismo retrógrado" ao pretender o afastamento do PCP, como condição da sua permanência no Governo. Nesse mesmo dia, o PS, o PPD e o CDS defendem a revisão do "Pacto MFA-Partidos".
No dia 9 de dezembro, vinte e um deputados dissidentes do PPD, entre eles Mota Pinto, Júlio Castro Caldas, Carlos Macedo, Sá Borges, Emídio Guerreiro e Santos Silva, passaram a independentes; este abandono deu-se na sequência do II Congresso (extraordinário) do PPD/PSD realizado no dia 6 de dezembro.
No dia 17 de dezembro, iniciaram-se conversações entre responsáveis militares e representantes dos partidos políticos (PS incluído) para alteração do "Pacto Constitucional MFA-Partidos" e extinguiu-se os tribunais especiais (que serviam para condenar de forma arbitrária os oposicionistas) e decretou-se a sua proibição.
A 19 de dezembro, o Diário de Notícias voltou a publicar-se, agora sob a direção de Victor Cunha Rego e Mário Mesquita; três dias depois foram nomeados novos diretores para os jornais estatizados e a 28 de dezembro a Rádio Renascença foi restituída à Igreja.
A 13 de janeiro de 1976 e após conversações entabuadas a partir de dezembro de 1975 entre partidos e MFA, foi decidido que o Presidente da República passava a ser eleito por sufrágio universal, não se retirando a cláusula de que devia ser um candidato proveniente dos militares.
No dia 18 de janeiro, na cimeira da Internacional Socialista, em Elsinore, na Dinamarca, Mário Soares pediu a solidariedade da Europa para a consolidação da democracia em Portugal, e no dia 26 de janeiro, o Conselho de Ministros da CEE autorizou a Comissão a encetar negociações com Portugal, com vista ao alargamento e desenvolvimento do Acordo de Comércio Livre.
Nos últimos dias de janeiro realizou-se uma reunião de sindicalistas não ligados à Intersindical, com o objetivo de lançar as bases de uma nova confederação sindical; no início de fevereiro, em diversos pontos do país, decorreu uma série de plenários de agricultores organizados pela referida CAP, que reivindicava a abolição das Leis de Reforma Agrária.
O PS propôs no VI Governo Provisório a concessão de licença de maternidade por 90 dias e esta é aprovada. No mesmo dia, em 7 de fevereiro, os vinte e um deputados dissidentes do PPD formam uma organização política, o MSD - Movimento Social Democrata.
No dia 22 de fevereiro e depois de ouvir o Conselho da Revolução e os partidos políticos (PS, PPD/PSD e o CDS que se pronunciam contra, pois apenas incluiu o MPLA), o Presidente da República Costa Gomes reconheceu o Governo da República Popular de Angola.
No dia 26 de fevereiro, foi assinado o II Pacto Constitucional, com um novo pacto "Pacto MFA-Partidos", subscrito pelo PS, PPD/PSD, CDS e PCP.
No dia 3 de março de 1976, Otelo Saraiva de Carvalho, foi libertado e passa ao regime de residência fixa.
De 13 a 14 de março, realizou-se uma Cimeira Socialista Internacional no Porto, sob o lema "A Europa Connosco", que contou com a presença de delegações e líderes políticos de todos os países da Europa Ocidental.
O GIS - Grupo de Intervenção Socialista, reunindo ex-militantes do Movimento de Esquerda Socialista foi constituído no dia 31 de março.
O VI Governo Provisório cessou funções a 23 de julho.

### Primeiros Governos Constitucionais Socialistas

#### I Governo Constitucional
A 2 de abril, foi aprovada a nova lei fundamental da República Portuguesa com o voto favorável de todos os partidos representados, à exceção do Centro Democrático Social.
As primeiras eleições de 1976 para a Assembleia da República foram ganhas pelo PS com 34,89% dos votos (1 912 921 votos) e 107 Deputados, seguido do PPD/PSD com 24,35% (73 Deputados), do CDS com 15,98% (42 Deputados) e do PCP com 14,39% (40 Deputados).
A 27 de junho ocorreram as primeiras eleições para a Presidência da República. António Ramalho Eanes (comandante operacional do 25 de novembro), foi eleito à primeira volta, com 61,59% dos votos, seguido de Otelo Saraiva de Carvalho (16,46%), Pinheiro de Azevedo (14,37%) e Octávio Pato (7,58% e único que contava com o apoio explicito de um partido, o PCP).
A 8 de julho, a Assembleia da República aprovou o seu Regimento e elegeu o primeiro Presidente da Assembleia da República, Vasco da Gama Fernandes, membro histórico do PS e da oposição antifascista republicana.
A 14 de julho, deu-se a tomada de posse de António Ramalho Eanes como Presidente da República, sendo nomeado e de acordo com a Constituição, pelo Conselho da Revolução. A 16 de julho, Mário Soares é convidado para formar o I Governo Constitucional, de acordo com os resultados eleitorais.
No dia 23 de julho ocorreu a tomada de posse do I Governo Constitucional, em cerimónia presidida pelo Presidente da República, no Palácio de Belém, sendo Primeiro-Ministro Mário Soares, Secretário-Geral do PS. A 11 de agosto, o governo conseguiu a aprovação do seu programa de Governo na Assembleia da República.
Foi realizado, no Pavilhão dos Desportos, em Lisboa, entre 30 de outubro e 1 de novembro, a 1.ª Parte o II Congresso Nacional do PS. Mário Soares foi reeleito secretário-geral e a lista que subscreveu venceu as eleições para a Comissão Nacional; aderiram ao partido António de Almeida Santos, António Sousa Gomes, Rui Vilar, Manuel João da Palma Carlos e Hermínio da Palma Inácio. A 2.ª Parte do Congresso Nacional do PS ocorreu a 30 de janeiro e teve lugar no Liceu Garcia de Orta, no Porto.
A 13 de dezembro de 1976 realizaram-se as primeiras eleições autárquicas. O PS foi o partido mais votado com 33,65% dos votos, seguido do PPD/PSD com 24,77%, da Coligação FEPU - Frente Eleitoral Povo Unido (Coligação entre o PCP, o MDP/CDE e a FSP) com 17,37% e do CDS com 16,31%.
O PS, no seu I Governo Constitucional, prosseguiu uma linha de reformas que implementaram direitos sociais bem como estabeleceram marcos importantes, a saber:
- Aumento do Salário Mínimo Nacional (30 de dezembro de 1976);
- Colocação de 600 médicos na província, passando a haver um médico para 2 000 habitantes, quando antigamente havia apenas um para 600 000, este serviço é absolutamente gratuito, estabelecendo-se assim as bases para o Serviço Nacional de Saúde (26 de janeiro de 1977);
- Criado o sistema público de educação pré-escolar tornando-a obrigatória e gratuita (31 de janeiro);
- Pedido de adesão formal à CEE, a 28 de março de 1976, depois de duas rondas (a 14 de fevereiro e a 18 de março) de visitas de Mário Soares às nove capitais dos países membros, para explicar as razões do pedido de adesão de Portugal e colher opiniões sobre o tema;
- Escolaridade gratuita alargada para 9 anos (8 de agosto);
- Aprovação dos passes para transportes bonificados para estudantes (10 de agosto);
- Definição das atribuições das autarquias e as competências dos respetivos órgãos (25 de outubro).

A 6 de dezembro, Mário Soares apresentou ao Parlamento uma moção de confiança, que foi rejeitada com os votos contra do PPD/PSD, CDS, PCP, UDP e de 5 independentes, sendo I Governo Constitucional derrubado.

#### II Governo Constitucional

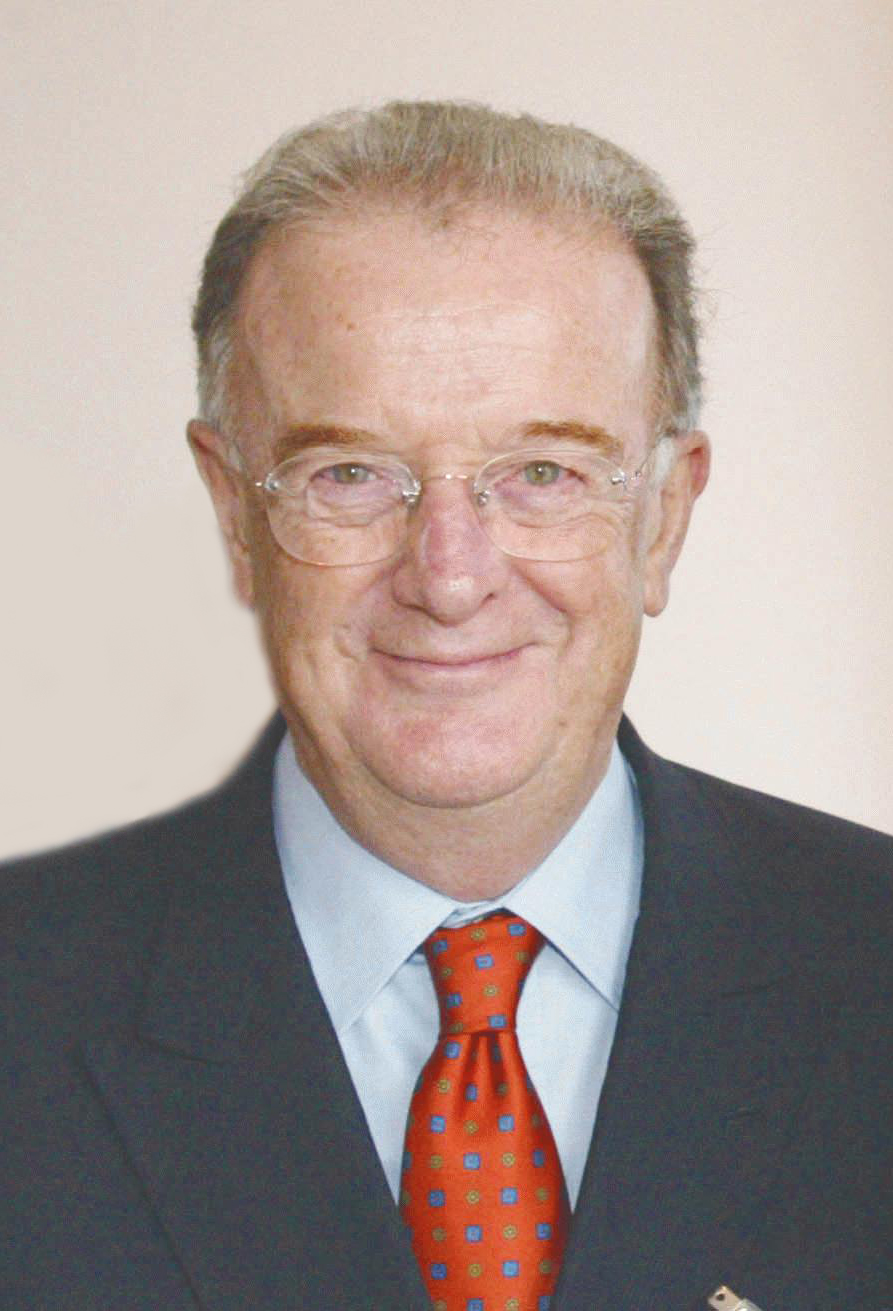
Jorge Sampaio foi um dos elementos do MES que ingressou no PS. Acabaria por se tornar, em 1996, o segundo militante do PS a chegar a Presidente da República

A 28 de dezembro de 1976, Ramalho Eanes encarregou Mário Soares de formar o próximo executivo.
No dia 19 de janeiro de 1978, foi assinado o acordo de âmbito parlamentar e de incidência governamental entre o PS e o CDS - Centro Democrático Social, tendo essa coligação formado o II Governo Constitucional, que tomou posse a 23 de janeiro de 1978. A 8 de fevereiro iniciou-se o debate parlamentar do programa do II Governo Constitucional. O PPD/PSD e o PCP apresentaram moções de rejeição, que foram chumbadas.
A 25 de fevereiro, o GIS - Grupo Intervenção Socialista, formado por ex-militantes do MES, integrou-se no PS; este grupo era integrado por militantes que mais tarde tiveram forte influência no PS, como foi o caso de Jorge Sampaio, Eduardo Ferro Rodrigues, Augusto Mateus, Alberto Martins e João Cravinho.
A 14 de abril, a OCDE anunciou que Portugal tinha registado, em fevereiro, a terceira taxa de inflação mais baixa de entre os seus membros.
Nas comemorações oficiais do 25 de abril de 1978, na Assembleia da República, Ramalho Eanes proferiu um discurso polémico. Perante este discurso, o Governo ponderou a demissão.
A 24 de julho, o CDS denunciou o acordo com o PS. A Comissão Diretiva do PS decidiu a não demissão do Governo até que a Assembleia da República se prenunciasse. A 27 de julho, o Presidente da República exonerou Mário Soares do cargo de Primeiro-Ministro, após ter ouvido o Conselho da Revolução, e o II Governo Constitucional terminou o seu mandato a 29 de agosto de 1978.

### O PS e os governos de iniciativa presidencial

#### III Governo Constitucional
Em comunicação ao país, no dia 1 de agosto de 1978, o Presidente da República, Ramalho Eanes, reforçou o seu juramento de fidelidade à Constituição, rejeitou a hipótese de formação de um novo governo do PS e apresentou as suas alternativas aos partidos políticos: a viabilização pelos partidos de um acordo com incidência governativa ou a formação de um Governo que deveria ter a confiança do PR.
Após a sua primeira alternativa ter falhado, Ramalho Eanes convidou o engenheiro Nobre da Costa para formar governo. A 29 de agosto tomou posse o III Governo Constitucional, chefiado por Alfredo Nobre da Costa. Este foi o primeiro de três governos de iniciativa presidencial.
A 7 de setembro, o Primeiro-Ministro empossado, apresentou na Assembleia da República o seu programa do Governo. O programa foi rejeitado, no dia 14 de setembro, após a aprovação da moção de rejeição apresentada pelo PS que contou com os votos favoráveis do CDS, da UDP e dos Deputados independentes Galvão de Melo, Aires Rodrigues, Brás Pinto, Carmelinda Pereira, António Lopes Cardoso e Vital Rodrigues, com os votos contra do PPD/PSD e dos Deputados independentes António Barreto e Medeiros Ferreira e com a abstenção do PCP. Esta rejeição provocou a queda do III Governo.
A 17 de outubro, Ramalho Eanes, em conferência de imprensa realizada em Londres, garantiu que "não haverá eleições antecipadas".
A 28 de outubro, formou-se a União Geral de Trabalhadores (UGT), organização que legitimava o que as dezasseis direções sindicais divulgavam a 27 de abril de 1976, uma "Carta Aberta" contendo uma análise da situação sindical, e foi resultado da revogação a 30 de setembro de 1976 da lei de unicidade sindical.
A 30 de outubro, Teófilo Carvalho dos Santos, deputado do PS, foi eleito Presidente da Assembleia da República.

#### IV Governo Constitucional
A 22 de novembro, Ramalho Eanes deu posse ao IV Governo Constitucional, segundo governo de iniciativa Presidencial, chefiado por Carlos Alberto da Mota Pinto. A 12 de dezembro, o programa de Governo é aprovado na Assembleia da República, após o chumbo de uma moção de rejeição do PCP que contou com os votos favoráveis do PCP, UDP e dos Deputados independentes Aires Rodrigues, Carmelinda Pereira, António Lopes Cardoso, Brás Pinto e Vital Rodrigues, abstenções do PS e o Deputado independente Galvão de Melo e os votos contra do PSD e CDS.
No dia 15 de dezembro, o secretário-geral do PS, Mário Soares, apresentou ao país o documento "Dez anos para mudar Portugal - Proposta do PS para os anos 80".
Nos dias 27 e 28 de janeiro de 1979, realizou-se, no Porto, o I Congresso da UGT, que conta com o apoio expresso do PS, PPD/PSD e CDS. A 30 de novembro, filiou-se na Confederação Internacional dos Sindicatos Livres.
Nos dias 2, 3 e 4 de março, realizou-se o III Congresso Nacional do PS, no Pavilhão dos Desportos, em Lisboa. Mário Soares foi reeleito secretário-geral e o documento "Dez anos para mudar Portugal - Programa PS para os anos 80" foi aprovado. Depois do final do Congresso, a 5 de março, Vasco da Gama Fernandes, demitiu-se do PS.
A 12 de abril, dissidentes do PPD/PSD anunciaram a constituição de uma associação política, denominada Acção Social Democrata Independente (ASDI); de entre os seus membros faziam parte os Deputados António de Sousa Franco, Joaquim Magalhães Mota e José Manuel Sérvulo Correia, que viraram independentes e constituíram bancada própria, de entre muitos outros militantes mais ou menos ilustres desse partido.
No dia 16 de maio, a Assembleia da República foi aprovado o projeto do PS, do Deputado António Arnaut, relativo ao Serviço Nacional de Saúde (SNS), com os votos favoráveis do PS, do PCP, da UDP e dos Deputados independentes Vasco da Gama Fernandes, António Lopes Cardoso e Brás Pinto, com os votos contra do CDS e com as abstenções do PPD/PSD, dos Deputados independentes sociais-democratas e dos Deputados independentes Carmelinda Pereira e Aires Rodrigues.
No dia 30 de maio, a Assembleia da República aprovou o Orçamento Geral de Estado, com os votos favoráveis do CDS, dos Deputados independentes sociais-democratas e dos Deputados independentes Galvão de Melo e Vasco da Gama Fernandes, votos contra do PCP, da UDP e dos Deputados independentes Brás Pinto, Vital Rodrigues, António Lopes Cardoso, Aires Rodrigues e Carmelinda Pereira e com as abstenções do PS e do PPD/PSD. Apesar da aprovação do Orçamento, a Assembleia da República rejeitou as Grandes Opções do Plano com votos contra do PS, do PCP, da UDP e dos Deputados independentes Brás Pinto, Vital Rodrigues, Lopes Cardoso, Aires Rodrigues e Carmelinda Pereira, os votos a favor do CDS, dos Deputados independentes sociais-democratas Cacela Leitão e Barbosa da Costa, e dos Deputados independentes Galvão de Melo e Vasco da Gama Fernandes e com as abstenções do PPD/PSD e dos restantes Deputados independentes sociais-democratas.

#### V Governo Constitucional
A 1 de agosto, tomou posse o V Governo Constitucional, chefiado por Maria de Lurdes Pintasilgo, o terceiro e último governo de iniciativa Presidencial. No dia 18 de agosto, o seu programa de Governo foi aprovado pela Assembleia da República, após o chumbo de uma moção de rejeição do PPD/PSD e CDS que contou com os votos a favor do PPD/PSD e do CDS, os votos contra dos Deputados independentes sociais-democratas e dos Deputados independentes Vasco da Gama Fernandes, Cunha Simões, Vital Rodrigues, Brás Pinto e António Lopes Cardoso e as abstenções do PS, do PCP, da UDP e do Deputado independente Galvão de Melo.
No dia 11 de setembro, o Presidente da República dissolveu a Assembleia da República e marcou eleições intercalares para 2 de dezembro de 1979.

### O PS e os governos da AD

#### VI Governo Constitucional
A 2 de dezembro, realizaram-se as eleições intercalares que ditaram a vitória da Aliança Democrática (AD), coligação formada pelo PPD/PSD, liderado por Francisco Sá Carneiro, pelo CDS, liderado por Diogo Freitas do Amaral, e pelo Partido Popular Monárquico (PPM), liderado por Gonçalo Ribeiro Teles, que teve 45,26% dos votos e elegeu 128 Deputados. O PS ficou em segundo lugar, conseguindo 27,33% dos votos (1 642 136 votos) e 74 Deputados. Com base nestes resultados, Ramalho Eanes convidou Francisco Sá Carneiro a formar governo.
A 3 de janeiro de 1980, deu-se a posse do VI Governo Constitucional, chefiado por Francisco Sá Carneiro.
A 5 de outubro, realizaram-se as eleições legislativas. A Aliança Democrática (AD) saiu vitoriosa, com 47,59% dos votos e 134 Deputados. Em segundo lugar ficou a Frente Republicana e Socialista (FRS), coligação formada pelo PS, liderado por Mário Soares, pela Acção Social Democrata Independente (ASDI), liderada por António Sousa Franco, e pela União da Esquerda para a Democracia Socialista (UEDS), liderada por António Lopes Cardoso, com 27,76% dos votos (1 673 279 votos) e elegendo 74 Deputados.
Na noite de 4 de dezembro de 1980, o Primeiro-Ministro, Francisco Sá Carneiro, o Ministro da Defesa Nacional, Adelino Amaro da Costa, e a comitiva que os acompanhava, bem como os pilotos morreram num trágico despenhamento de avião (oficialmente tratou-se de um acidente). Assumiu, interinamente, o cargo de Primeiro-Ministro Diogo Freitas do Amaral do CDS - Centro Democrático Social, que era Vice-Primeiro-Ministro. A 13 de dezembro, o Conselho Nacional do PPD/PSD elegeu Francisco Pinto Balsemão para Presidente do partido e para o desempenho do cargo de Primeiro-Ministro, tendo a 19 de dezembro se realizado uma cimeira da AD, onde os três partidos concordaram em participar ativamente no futuro executivo e conceder-lhe todo o apoio no Parlamento. Manifestaram ainda o desejo de chegar a acordo com o PS para efetuar a revisão constitucional.

#### VII Governo Constitucional
Deu-se de seguida a tomada de posse do VII Governo Constitucional, liderado por Francisco Pinto Balsemão a 9 de janeiro de 1981.
A 1 de agosto, o PS fez saber que era contrário à realização de eleições legislativas antecipadas.
A 10 de agosto de 1981, Francisco Pinto Balsemão, anunciou no Conselho Nacional do PPD/PSD a intenção de se demitir do cargo de Primeiro-Ministro, por não ter condições para o seu desempenho, após desentendimentos no seio do Governo da AD, e do qual já se tinham demitido três Ministros (um do PPM e dois do PPD/PSD). Após este anúncio, Pinto Balsemão consumou essa demissão.
A 20 de Agosto, Francisco Pinto Balsemão aceitou a renovada designação do Conselho Nacional do PPD/PSD para chefiar um novo executivo, após ter obtido garantias políticas do CDS e do PPM de que pretendiam continuar com a AD.

#### VIII Governo Constitucional
A 4 de setembro de 1981, Ramalho Eanes deu posse ao VIII Governo Constitucional que teve como Primeiro-Ministro Francisco Pinto Balsemão do PPD/PSD. No parlamento, a 18 de setembro, foi aprovado por maioria absoluta uma moção de confiança ao Governo, sendo as moções de rejeição da FRS, PCP e MDP/CDE foram rejeitadas.
A 10 de outubro, a Comissão Política do PS pôs termo à coligação eleitoral da FRS - Frente Republicana e Socialista.
A 9 de janeiro de 1982, Mário Soares acusou o Governo da AD de politizar as greves, ao recusar o diálogo com as organizações sindicais. Deste modo, a Comissão Nacional do PS decidiu aumentar gradualmente a oposição ao Governo.
A 28 de janeiro o PS e o PCP apresentaram na Assembleia da República uma proposta de impugnação da proposta do Governo, que pretendia atribuir um canal de televisão à Igreja Católica.

### Retorno ao governo em Bloco Central
Após a audição do Conselho de Estado, três dias antes e que se mostrou desfavorável à demissão do Governo, Ramalho Eanes decide em 23 de janeiro de 1983 dissolver a Assembleia da República e convocar eleições gerais antecipadas.
Nas eleições legislativas de 1983, realizadas a 25 de abril, o PS conquistou a maioria simples (36%), à frente do PSD (27,2%).
No dia seguinte realiza-se dentro do PS um referendo junto dos seus militantes recenseados, estes inclinam-se claramente para uma coligação com o Partido Social Democrata - PPD/PSD, em 7 de maio e em reunião da Comissão Nacional do PS, Mário Soares é mandatado para enviar uma carta a Mota Pinto, propondo "um acordo político, parlamentar e governamental de legislatura" a celebrar entre o PS e o PSD, sendo que a 9 de Maio o Partido Social Democrata - PPD/PSD aceita abrir negociações com o PS tendo em vista a formação de um Governo de coligação.
A 27 de maio, Mário Soares é convidado e aceita a indicação para formar o IX Governo Constitucional e Manuel Tito de Morais, do PS, é eleito Presidente da Assembleia da República, a 4 e junho ambos os partidos assinam o acordo político, parlamentar e de Governo, que toma posse a 9 de junho como o IX Governo Constitucional sendo chefiado por Mário Soares, no chamado Bloco Central, governo esse que preparou a entrada de Portugal na CEE.
Depois de 19 de maio de 1985 e do XII Congresso do Partido Social Democrata - PPD/PSD, na Figueira da Foz, ter eleito Aníbal Cavaco Silva e de em 4 de junho a direcção do Partido Social Democrata - PPD/PSD informar a direcção do PS da sua intenção de romper a coligação governamental, decisão essa que é também comunicada à Presidência da República a 13 de junho de 1985 os treze membros do IX Governo Constitucional filiados no Partido Social Democrata - PPD/PSD apresentam a sua demissão, consumando a ruptura do Bloco Central, o Primeiro-Ministro, Mário Soares, foi recebido pelo Presidente da República, Ramalho Eanes e dirigiu uma comunicação ao país anunciando a sua demissão.

### Cavaquismo, Oposição e Presidência Soares

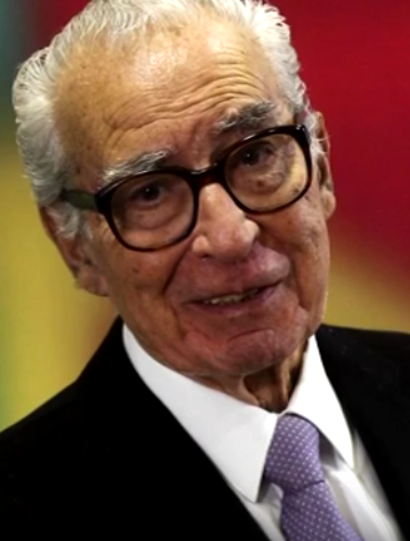
António de Almeida Santos encabeçou a lista do PS nas eleições legislativas de 1985

Em 1985, o Bloco Central desfez-se e o PS, na altura liderado interinamente por António de Almeida Santos, após a demissão de Mário Soares de Secretário-Geral do PS, perdeu as eleições legislativas de 1985 contra Aníbal Cavaco Silva do Partido Social Democrata - PPD/PSD, que venceu as eleições, com 29,8% dos votos, seguido do PS com 20,8%. Aníbal Cavaco Silva declarou-se assim disposto a formar Governo, que é empossado em 6 de novembro de 1985 com uma bancada minoritária.
A 13 de novembro de 1985, Mário Soares, auto-suspendeu-se do cargo de Secretário-Geral do PS, sendo substituído, interinamente, por António Macedo. A 14 de novembro, apresentou a sua candidatura à Presidência da República.
No VI Congresso Nacional do PS, realizado entre 27 e 29 de junho de 1986, foi eleito Secretário-Geral do PS o economista Vitor Constâncio, que ganhou o confronto com Jaime Gama. No mesmo ano, Mário Soares torna-se o primeiro Presidente da República civil, partidário, inequivocamente de esquerda, e do PS.
Em 1987, uma moção de censura apresentada pelo Partido Renovador Democrático e com os votos favoráveis também do PS, derrubou o governo com apoio minoritário parlamentar de Cavaco Silva do PSD, que voltou a vencer as eleições legislativas de 1987 contra Vítor Constâncio com maioria absoluta dos deputados da Assembleia da República.
Em 1989, e após a demissão de Vitor Constâncio a 6 de novembro de 1988 de Secretário-Geral do PS, o Presidente do Grupo Parlamentar do Partido Socialista entre 1986 e 1987, Jorge Sampaio, foi eleito Secretário-Geral, no Congresso seguinte realizado em 1989, um posto que deteve até 1991. Nesse ano de 1989, Jorge Sampaio candidatou-se e foi eleito Presidente da Câmara Municipal de Lisboa, tendo sido reeleito em 1993.
Nas eleições legislativas de 1991, agora com Jorge Sampaio na liderança e candidato a Primeiro-Ministro (com mandato em suspenso na Câmara Municipal de Lisboa), Cavaco Silva do PSD voltou a vencer as eleições com maioria absoluta. Para contrabalançar ainda mais o sucesso do PSD vitorioso nas legislativas para além da vitória da esquerda unida em Lisboa, o socialista Mário Soares foi reeleito no mesmo ano de 1991 (curiosamente apoiado também pelo PSD de Cavaco Silva e tendo como único rival à direita o democrata-cristão, e futuro deputado independente dentro das listas do PS em 2011, Basílio Horta).

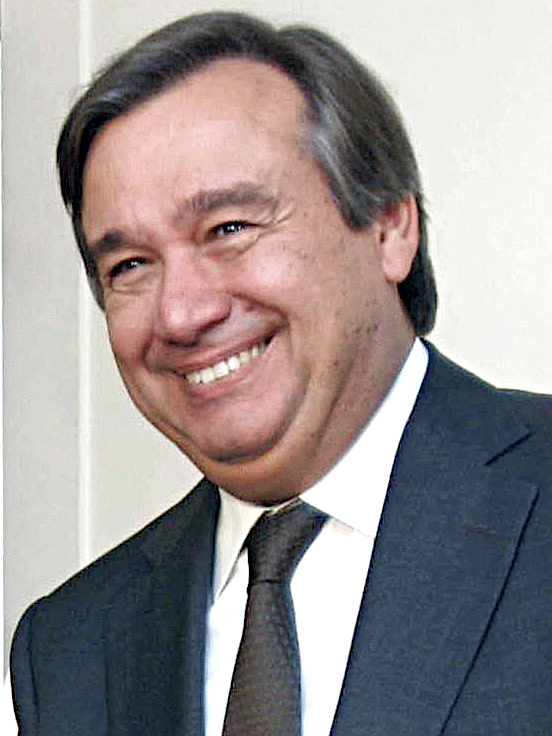
António Guterres foi eleito Secretário-Geral do PS em 1992 e foi Primeiro-Ministro entre 1995 e 2002.

### Governos de António Guterres e Presidências de Jorge Sampaio
Nas eleições legislativas de 1995, o PS, então liderado pelo engenheiro António Guterres, e depois da não recandidatura de Cavaco Silva do Partido Social Democrata - PPD/PSD ao cargo de Primeiro-Ministro e defrontando Fernando Nogueira como candidato do Partido Social Democrata - PPD/PSD, venceu as eleições com maioria relativa, feito esse que voltou a acontecer em 1999.
Em 1996, concorrendo contra o ex-Primeiro-Ministro Cavaco Silva (com a sua popularidade então declinando desde o final do seu mandato), o socialista Jorge Sampaio foi eleito Presidente da República, fazendo com que novamente a Presidência Portuguesa fosse "posse" do PS. Jorge Sampaio é reeleito, contra o social-democrata Joaquim Ferreira do Amaral, em 2001. Assim, o PS manteve a Presidência num período consecutivo de fevereiro de 1986 a março de 2006, tendo os dois cumprido dois mandatos de 5 anos cada um, num total de 20 anos seguidos. Com os dois mandatos de Guterres, o último ano do mandato de Soares e os dois mandatos de Sampaio, de facto o PS conseguiu ter um governo, uma maioria relativa e um Presidente entre 1995 e 2002.

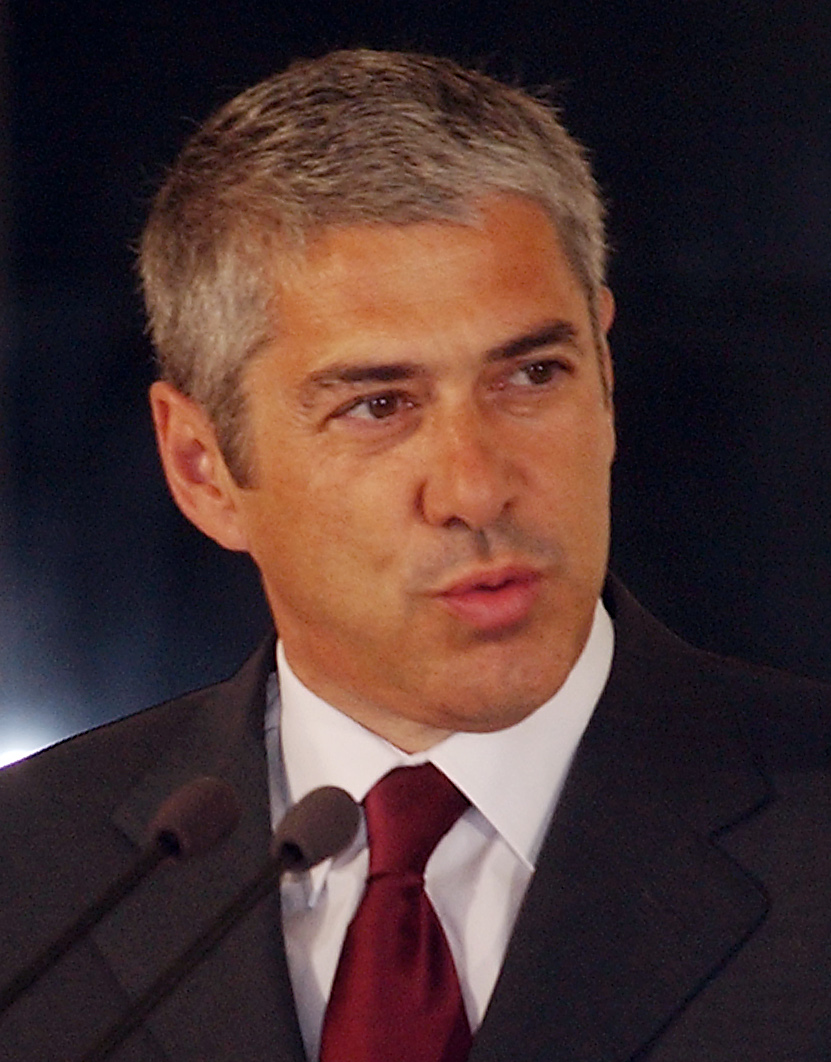
José Sócrates

### Coligação PSD-CDS, oposição e regresso ao poder
As eleições de 2002, subsequentes à renúncia de António Guterres ao cargo de Primeiro-Ministro, em 2001, deram a vitória ao Partido Social Democrata - PPD/PSD, que faz uma coligação pós-eleitoral com o CDS - Partido Popular (vinte anos depois de o terem efectuado); essa coligação é denominada de Coligação Democrática.
No verão de 2004, José Manuel Durão Barroso foi presidir à Comissão Europeia, tendo o Presidente da República nomeado um novo governo PSD/CDS-PP liderado por Pedro Santana Lopes. O novo governo gozou de fraca popularidade e, após quatro meses, o Presidente da República dissolveu a Assembleia que apoiava em maioria o governo e convocou eleições para fevereiro de 2005.
Depois de uma grave crise económica e de falta de liderança no governo e no PSD, as eleições legislativas de 2005 deram a vitória ao PS liderado por José Sócrates, com ampla maioria absoluta, sendo a primeira do PS desde o 25 de abril. Voltou a vencer as eleições legislativas de 2009, mas desta vez sem maioria absoluta.

### Regresso à oposição, eleições primárias e maioria de Esquerda
Dada a crise económica internacional, o Governo de José Sócrates precisou de um programa de austeridade, o Programa de Estabilidade e Crescimento (PEC), em 2010. Em março de 2011, o PEC IV foi chumbado por todos os partidos da oposição — da esquerda à direita — e, como consequência, José Sócrates e o seu governo demitiram-se, provocando eleições antecipadas.
Nas eleições legislastivas de 2011, o PS obteve o seu pior resultado eleitoral desde 1987, ficando-se pelos 28,1% dos votos e José Sócrates abandonou a liderança do partido.

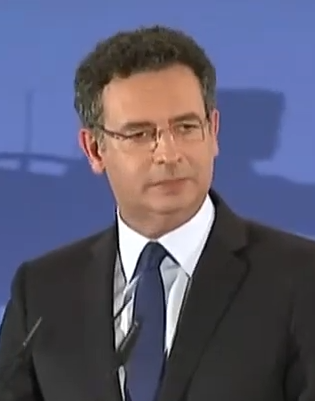
António José Seguro foi Secretário-Geral do PS entre 2011 e 2014

Em julho de 2011, António José Seguro foi eleito o novo Secretário-Geral do PS, conquistando cerca de 70% dos votos nas eleições internas. Após 3 anos de liderança, e, apesar da vitória eleitoral nas autárquicas de 2013 e nas europeias de 2014, a liderança de António José Seguro foi questionada, em especial, por António Costa e seus apoiantes, que consideraram os resultados das europeias como desapontantes.

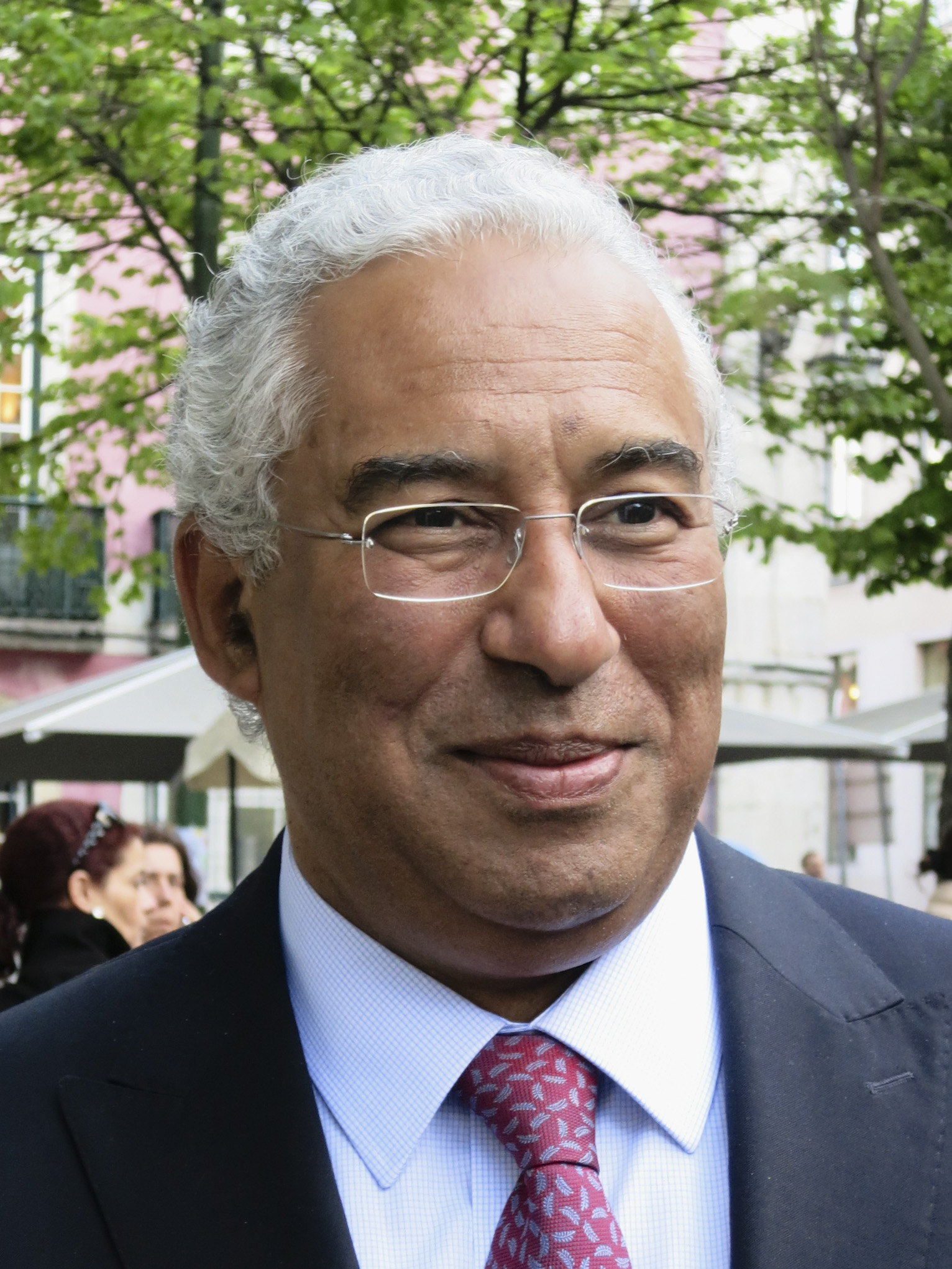
António Costa foi Secretário-Geral do PS entre 2014 e 2024 e o Primeiro-Ministro do Partido Socialista como maior mandato como Primeiro-Ministro.

António José Seguro decidiu marcar eleições primárias no PS, abertas a apoiantes e simpatizantes do partido, para 28 de setembro de 2014. António Costa, adepto de uma visão mais social para o partido de centro-esquerda e até então Presidente da Câmara de Lisboa, foi o grande vencedor das primárias, conquistando 67,7% dos votos, contra os 31,5% de António José Seguro, ideologicamente mais ao centro.
Apesar da mudança de liderança, nas eleições legislativas de 2015, o PS obteve 32,4% dos votos e 86 deputados, contra os 38,5% da coligação Portugal à Frente, constituída por PPD/PSD e CDS-PP, que perdeu a maioria parlamentar que detinha. Após semanas de negociações, o PS conseguiu chegar a um acordo histórico, para formar um governo apoiado pelos partidos à sua esquerda, Bloco de Esquerda, PEV e PCP, tendo António Costa e o seu governo tomado posse a 25 de novembro de 2015. Este XXI Governo Constitucional, apoiado pela esquerda parlamentar que viabilizou os quatro Orçamentos de Estado entre 2015 e 2019, viria a aumentar progressivamente o salário mínimo, repor pensões e subsídios de férias e ainda descongelar carreiras, ao mesmo tempo que procurou manter as contas públicas equilibradas e atingiu o défice mais reduzido da democracia.

### Lei do Financiamento dos Partidos
Em 2017, o PS votou a favor da abolição do limite de angariação de fundos por parte de partidos políticos, com o auxílio do PSD, PCP, BE e PEV, permitindo assim que todos os partidos aceitem de forma ilimitada "donativos" de entidades privadas que, no entanto, não são obrigados a revelar publicamente. A proposta foi aprovada pelo Presidente da República Marcelo Rebelo de Sousa, apesar deste discordar com a mesma.
Entre os principais financiadores do Partido Socialista encontram-se vereadores e ex-presidentes de câmaras socialistas e pessoas associadas ao mundo empresarial português, entre eles o presidente da Mota-Engil António Manuel Queirós Vasconcelos Mota; o presidente do Grupo Pestana, Dionísio Fernandes Pestana; o presidente do Grupo Azinor que detém os hotéis Sana Nazir Din; o presidente do Grupo Simoldes António Silva Rodrigues; e o Presidente do Grupo Barraqueiro Humberto Pedrosa, que, quando entrevistado pela revista Sábado, garantiu nunca ter recebido "qualquer contrapartida como resultado destas doações".

## Órgãos Nacionais
Presidente: Carlos César

### Secretariado Nacional
O Secretariado Nacional é o órgão executivo da Comissão Política Nacional. Compete ao Secretariado Nacional assegurar a execução das deliberações e decisões dos órgãos nacionais do Partido, tomar as deliberações necessárias à sua direção e assegurar o coeso e regular funcionamento da estrutura partidária.
Secretário-Geral: Pedro Nuno Santos
| Membro                                       | Cargo               | Membro                | Cargo                       |
| -------------------------------------------- | ------------------- | --------------------- | --------------------------- |
| Alexandra Leitão                             | Secretária Nacional | Marina Gonçalves      | Secretária Nacional         |
| António Mendonça Mendes                      | Secretário Nacional | Nuno Araújo           | Secretário Nacional         |
| Carla Tavares                                | Secretária Nacional | Pedro Delgado Alves   | Secretário Nacional         |
| Duarte Cordeiro                              | Secretário Nacional | André Pinotes Batista | Secretário Nacional Adjunto |
| Francisco André                              | Secretário Nacional | Bruno Veloso          | Secretário Nacional Adjunto |
| Isabel Moreira                               | Secretária Nacional | Cristina Sousa        | Secretária Nacional Adjunta |
| Isilda Gomes                                 | Secretária Nacional | Hélio Fazendeiro      | Secretário Nacional Adjunto |
| João Paulo Rebelo                            | Secretário Nacional | Joana Sá Pereira      | Secretária Nacional Adjunta |
| João Torres                                  | Secretário Nacional | Maria Begonha         | Secretária Nacional Adjunta |
| Marcos Perestrello                           | Secretário Nacional | Pedro Coimbra         | Secretário Nacional Adjunto |
| Mariana Vieira da Silva                      | Secretária Nacional | Pedro Vaz             | Secretário Nacional Adjunto |
| Total: 14 secretários nacionais e 8 adjuntos |                     |                       |                             |

### Comissão Permanente
A Comissão Permanente é constituída por Secretários Nacionais, sem qualquer função governativa, é designada pelo Secretariado Nacional e apoia o Secretário-geral Adjunto na gestão política quotidiana do PS. A Comissão Permanente exercerá as competências atribuídas ao Secretariado Nacional no intervalo das suas reuniões. Desde 2024, este órgão não possui eleitos, devido ao Secretário-Geral não ser membro do governo.

### Comissão Nacional de Jurisdição
Presidente: Telma Correia
Membros:
- José Manuel Ferreira da Silva
- António Reis
- Noémia Freitas
- Catarina Lourenço
- Francisco Oliveira
- Romualda Nunes Fernandes
- Tiago Abade
- Sérgio Lopes

Suplentes:
- Ana Sofia Rosa
- Jorge Cristino
- Frederico Bessa Cardoso
- Isa Pereira
- Rui Carvalho
- Ana Amorim
- João Paulo Saraiva
- Claúdia Soutinho
- Ana Carla Costa

## Resultados eleitorais

### Eleições legislativas
| Data | Líder                   | Cl.                             | Votos                           | %                               | +/-                             | Deputados | +/- | Status                  |
| ---- | ----------------------- | ------------------------------- | ------------------------------- | ------------------------------- | ------------------------------- | --------- | --- | ----------------------- |
| 1975 | Mário Soares            | 1.º                             | 2 162 972                       | 37,87 / 100,00                  |                                 | 116 / 250 |     | Assembleia Constituinte |
| 1976 | Mário Soares            | 1.º                             | 1 912 921                       | 34,89 / 100,00                  | 2,98                            | 107 / 263 | 9   | Governo (1976-1978)     |
| 1976 | Mário Soares            | 1.º                             | 1 912 921                       | 34,89 / 100,00                  | 2,98                            | 107 / 263 | 9   | Oposição (1978-1979)    |
| 1979 | Mário Soares            | 2.º                             | 1 642 136                       | 27,33 / 100,00                  | 7,56                            | 74 / 250  | 33  | Oposição                |
| 1980 | Mário Soares            | Frente Republicana e Socialista | Frente Republicana e Socialista | Frente Republicana e Socialista | Frente Republicana e Socialista | 66 / 250  | 8   | Oposição                |
| 1983 | Mário Soares            | 1.º                             | 2 061 309                       | 36,11 / 100,00                  |                                 | 101 / 250 | 35  | Governo (Bloco Central) |
| 1985 | Almeida Santos          | 2.º                             | 1 204 321                       | 20,77 / 100,00                  | 15,34                           | 57 / 250  | 44  | Oposição                |
| 1987 | Vítor Constâncio        | 2.º                             | 1 262 506                       | 22,24 / 100,00                  | 1,47                            | 60 / 250  | 3   | Oposição                |
| 1991 | Jorge Sampaio           | 2.º                             | 1 670 758                       | 29,13 / 100,00                  | 6,89                            | 72 / 230  | 12  | Oposição                |
| 1995 | António Guterres        | 1.º                             | 2 583 755                       | 43,76 / 100,00                  | 14,63                           | 112 / 230 | 40  | Governo                 |
| 1999 | António Guterres        | 1.º                             | 2 385 922                       | 44,06 / 100,00                  | 0,30                            | 115 / 230 | 3   | Governo                 |
| 2002 | Eduardo Ferro Rodrigues | 2.º                             | 2 068 584                       | 37,79 / 100,00                  | 6,27                            | 96 / 230  | 19  | Oposição                |
| 2005 | José Sócrates           | 1.º                             | 2 588 312                       | 45,03 / 100,00                  | 7,24                            | 121 / 230 | 25  | Governo                 |
| 2009 | José Sócrates           | 1.º                             | 2 077 695                       | 36,55 / 100,00                  | 8,48                            | 97 / 230  | 24  | Governo                 |
| 2011 | José Sócrates           | 2.º                             | 1 568 168                       | 28,06 / 100,00                  | 8,49                            | 74 / 230  | 23  | Oposição                |
| 2015 | António Costa           | 2.º                             | 1 747 685                       | 32,31 / 100,00                  | 4,25                            | 86 / 230  | 12  | Oposição (2015)         |
| 2015 | António Costa           | 2.º                             | 1 747 685                       | 32,31 / 100,00                  | 4,25                            | 86 / 230  | 12  | Governo (2015-2019)     |
| 2019 | António Costa           | 1.º                             | 1 866 511                       | 36,65 / 100,00                  | 4,34                            | 108 / 230 | 20  | Governo                 |
| 2022 | António Costa           | 1.º                             | 2 343 866                       | 41,38 / 100,00                  | 4,85                            | 120 / 230 | 12  | Governo                 |
| 2024 | Pedro Nuno Santos       | 2.º                             | 1 812 469                       | 27,98 / 100,00                  | 13,50                           | 78 / 230  | 42  | Oposição                |
| 2025 | Pedro Nuno Santos       | 2.º                             | 1 442 194                       | 22,83 / 100,00                  | 5,17                            | 58 / 230  | 20  | Oposição                |

#### Resultados por círculos eleitorais

##### Açores
| Data | Cl. | Votos  | %            | +/-  | Deputados | +/-     |
| ---- | --- | ------ | ------------ | ---- | --------- | ------- |
| 1975 | 2.º | 38 906 | 26,9 / 100,0 |      | 1 / 6     |         |
| 1976 | 2.º | 42 736 | 33,6 / 100,0 | 6,7  | 2 / 6     | 1       |
| 1979 | 2.º | 38 975 | 30,0 / 100,0 | 3,6  | 2 / 5     | Estável |
| 1980 | 2.º | 32 812 | 27,3 / 100,0 | 2,7  | 1 / 5     | 1       |
| 1983 | 2.º | 33 408 | 31,1 / 100,0 | 3,8  | 2 / 5     | 1       |
| 1985 | 2.º | 20 838 | 20,1 / 100,0 | 11,0 | 1 / 5     | 1       |
| 1987 | 2.º | 19 017 | 20,0 / 100,0 | 0,1  | 1 / 5     | Estável |
| 1991 | 2.º | 27 022 | 25,8 / 100,0 | 5,8  | 1 / 5     | Estável |
| 1995 | 2.º | 39 909 | 37,6 / 100,0 | 11,8 | 2 / 5     | 1       |
| 1999 | 1.º | 49 954 | 53,3 / 100,0 | 16,7 | 3 / 5     | 1       |
| 2002 | 2.º | 36 792 | 41,0 / 100,0 | 12,3 | 2 / 5     | 1       |
| 2005 | 1.º | 48 528 | 53,1 / 100,0 | 12,1 | 3 / 5     | 1       |
| 2009 | 1.º | 37 830 | 39,7 / 100,0 | 13,4 | 3 / 5     | Estável |
| 2011 | 2.º | 23 195 | 25,7 / 100,0 | 14,0 | 2 / 5     | 1       |
| 2015 | 1.º | 37 869 | 40,4 / 100,0 | 14,7 | 3 / 5     | 1       |
| 2019 | 1.º | 40.1   | 40,4 / 100,0 | 0,3  | 3 / 5     | Estável |

##### Aveiro
| Data | Cl. | Votos   | %            | +/-     | Deputados | +/-     |
| ---- | --- | ------- | ------------ | ------- | --------- | ------- |
| 1975 | 2.º | 105 098 | 31,8 / 100,0 |         | 5 / 14    |         |
| 1976 | 2.º | 99 647  | 30,8 / 100,0 | 1,0     | 5 / 15    | Estável |
| 1979 | 2.º | 101 574 | 28,4 / 100,0 | 2,4     | 5 / 15    | Estável |
| 1980 | 2.º | 97 547  | 27,1 / 100,0 | 0,3     | 4 / 15    | 1       |
| 1983 | 1.º | 125 035 | 36,6 / 100,0 | 9,5     | 6 / 15    | 2       |
| 1985 | 2.º | 80 849  | 23,0 / 100,0 | 13,6    | 4 / 15    | 2       |
| 1987 | 2.º | 81 675  | 22,9 / 100,0 | 0,1     | 4 / 15    | Estável |
| 1991 | 2.º | 103 308 | 27,8 / 100,0 | 4,9     | 4 / 14    | Estável |
| 1995 | 2.º | 154 396 | 40,2 / 100,0 | 12,4    | 6 / 14    | 2       |
| 1999 | 1.º | 145 577 | 40,2 / 100,0 | Estável | 7 / 15    | 1       |
| 2002 | 2.º | 122 606 | 33,5 / 100,0 | 6,7     | 5 / 15    | 2       |
| 2005 | 1.º | 159 955 | 41,1 / 100,0 | 7,6     | 8 / 15    | 3       |
| 2009 | 2.º | 131 787 | 33,8 / 100,0 | 7,3     | 6 / 16    | 2       |
| 2011 | 2.º | 99 646  | 25,9 / 100,0 | 7,9     | 5 / 16    | 1       |
| 2015 | 2.º | 102 726 | 27,9 / 100,0 | 2,0     | 5 / 16    | Estável |
| 2019 | 1.º | 120 839 | 34,3 / 100,0 | 6,4     | 7 / 16    | 2       |

##### Beja
| Data | Cl. | Votos  | %            | +/-  | Deputados | +/-     |
| ---- | --- | ------ | ------------ | ---- | --------- | ------- |
| 1975 | 2.º | 45 930 | 35,6 / 100,0 |      | 3 / 6     |         |
| 1976 | 2.º | 38 405 | 32,0 / 100,0 | 3,6  | 2 / 6     | 1       |
| 1979 | 2.º | 27 503 | 22,0 / 100,0 | 10,0 | 1 / 5     | 1       |
| 1980 | 3.º | 25 996 | 21,1 / 100,0 | 0,9  | 1 / 5     | Estável |
| 1983 | 2.º | 32 265 | 28,0 / 100,0 | 6,9  | 2 / 5     | 1       |
| 1985 | 2.º | 22 805 | 20,1 / 100,0 | 7,9  | 1 / 5     | 1       |
| 1987 | 3.º | 20 742 | 20,3 / 100,0 | 0,2  | 1 / 5     | Estável |
| 1991 | 3.º | 27 470 | 28,4 / 100,0 | 8,1  | 1 / 4     | Estável |
| 1995 | 1.º | 44 168 | 45,8 / 100,0 | 17,4 | 2 / 4     | 1       |
| 1999 | 1.º | 39 729 | 46,7 / 100,0 | 0,9  | 2 / 3     | Estável |
| 2002 | 1.º | 35 814 | 43,5 / 100,0 | 3,2  | 2 / 3     | Estável |
| 2005 | 1.º | 44 556 | 51,0 / 100,0 | 7,5  | 2 / 3     | Estável |
| 2009 | 1.º | 28 619 | 34,8 / 100,0 | 16,2 | 2 / 3     | Estável |
| 2011 | 1.º | 22 308 | 29,8 / 100,0 | 5,0  | 1 / 3     | 1       |
| 2015 | 1.º | 27 775 | 37,3 / 100,0 | 7,5  | 1 / 3     | Estável |
| 2019 | 1.º | 26 161 | 40,7 / 100,0 | 3,4  | 2 / 3     | 1       |

##### Braga
| Data | Cl. | Votos   | %            | +/-  | Deputados | +/-     |
| ---- | --- | ------- | ------------ | ---- | --------- | ------- |
| 1975 | 2.º | 92 481  | 27,4 / 100,0 |      | 5 / 15    |         |
| 1976 | 1.º | 110 586 | 32,3 / 100,0 | 4,9  | 6 / 15    | 1       |
| 1979 | 2.º | 114 886 | 30,2 / 100,0 | 2,1  | 5 / 15    | 1       |
| 1980 | 2.º | 113 648 | 29,3 / 100,0 | 0,9  | 5 / 15    | Estável |
| 1983 | 1.º | 149 782 | 39,7 / 100,0 | 10,4 | 7 / 16    | 2       |
| 1985 | 2.º | 86 285  | 21,8 / 100,0 | 17,9 | 4 / 16    | 3       |
| 1987 | 2.º | 104 172 | 25,9 / 100,0 | 4,1  | 5 / 17    | 1       |
| 1991 | 2.º | 133 607 | 31,5 / 100,0 | 5,6  | 5 / 16    | Estável |
| 1995 | 1.º | 194 375 | 42,9 / 100,0 | 11,4 | 8 / 16    | 3       |
| 1999 | 1.º | 194 979 | 44,3 / 100,0 | 1,4  | 8 / 17    | Estável |
| 2002 | 2.º | 169 672 | 37,4 / 100,0 | 6,9  | 8 / 18    | Estável |
| 2005 | 1.º | 218 665 | 45,4 / 100,0 | 8,0  | 9 / 18    | 1       |
| 2009 | 1.º | 207 695 | 41,7 / 100,0 | 3,7  | 9 / 19    | Estável |
| 2011 | 2.º | 159 477 | 32,9 / 100,0 | 8,8  | 7 / 19    | 2       |
| 2015 | 2.º | 146 412 | 30,9 / 100,0 | 2,0  | 7 / 19    | Estável |
| 2019 | 1.º | 169 468 | 36,4 / 100,0 | 5,5  | 8 / 19    | 1       |

##### Bragança
| Data | Cl. | Votos  | %            | +/-  | Deputados | +/-     |
| ---- | --- | ------ | ------------ | ---- | --------- | ------- |
| 1975 | 2.º | 24 789 | 24,7 / 100,0 |      | 1 / 4     |         |
| 1976 | 3.º | 21 514 | 22,6 / 100,0 | 2,1  | 1 / 5     | Estável |
| 1979 | 2.º | 23 346 | 22,2 / 100,0 | 0,4  | 1 / 4     | Estável |
| 1980 | 2.º | 21 905 | 21,3 / 100,0 | 0,9  | 1 / 4     | Estável |
| 1983 | 2.º | 28 185 | 30,4 / 100,0 | 9,1  | 1 / 4     | Estável |
| 1985 | 2.º | 20 852 | 22,7 / 100,0 | 7,7  | 1 / 4     | Estável |
| 1987 | 2.º | 17 817 | 19,2 / 100,0 | 3,5  | 1 / 4     | Estável |
| 1991 | 2.º | 23 300 | 25,7 / 100,0 | 6,5  | 1 / 4     | Estável |
| 1995 | 2.º | 36 532 | 40,3 / 100,0 | 14,6 | 2 / 4     | 1       |
| 1999 | 2.º | 32 715 | 39,7 / 100,0 | 0,6  | 2 / 4     | Estável |
| 2002 | 2.º | 25 357 | 30,0 / 100,0 | 9,7  | 1 / 4     | 1       |
| 2005 | 1.º | 34 699 | 42,1 / 100,0 | 12,1 | 2 / 4     | 1       |
| 2009 | 2.º | 27 695 | 33,0 / 100,0 | 9,1  | 1 / 3     | Estável |
| 2011 | 2.º | 19 736 | 26,1 / 100,0 | 6,9  | 1 / 3     | Estável |
| 2015 | 2.º | 23 718 | 34,1 / 100,0 | 8,0  | 1 / 3     | Estável |
| 2019 | 2.º | 23 215 | 36,5 / 100,0 | 2,4  | 1 / 3     | Estável |

##### Castelo Branco
| Data | Cl. | Votos  | %            | +/-  | Deputados | +/-     |
| ---- | --- | ------ | ------------ | ---- | --------- | ------- |
| 1975 | 1.º | 63 591 | 41,5 / 100,0 |      | 5 / 7     |         |
| 1976 | 1.º | 51 822 | 36,4 / 100,0 | 5,1  | 3 / 7     | 2       |
| 1979 | 2.º | 42 659 | 27,8 / 100,0 | 8,6  | 2 / 6     | 1       |
| 1980 | 2.º | 46 182 | 30,3 / 100,0 | 2,5  | 2 / 6     | Estável |
| 1983 | 1.º | 51 483 | 37,1 / 100,0 | 6,8  | 3 / 6     | 1       |
| 1985 | 3.º | 26 073 | 18,5 / 100,0 | 18,6 | 1 / 6     | 2       |
| 1987 | 2.º | 30 784 | 22,4 / 100,0 | 3,9  | 2 / 6     | 1       |
| 1991 | 2.º | 43 777 | 32,4 / 100,0 | 10,0 | 2 / 5     | Estável |
| 1995 | 1.º | 72 760 | 53,2 / 100,0 | 20,8 | 3 / 5     | 1       |
| 1999 | 1.º | 63 309 | 51,6 / 100,0 | 1,6  | 3 / 5     | Estável |
| 2002 | 1.º | 55 140 | 46,1 / 100,0 | 5,5  | 3 / 5     | Estável |
| 2005 | 1.º | 69 795 | 56,0 / 100,0 | 9,9  | 4 / 5     | 1       |
| 2009 | 1.º | 48 169 | 41,0 / 100,0 | 15,0 | 2 / 4     | 2       |
| 2011 | 2.º | 38 316 | 34,8 / 100,0 | 6,2  | 2 / 4     | Estável |
| 2015 | 1.º | 40 502 | 38,9 / 100,0 | 4,1  | 2 / 4     | Estável |
| 2019 | 1.º | 38 302 | 40,9 / 100,0 | 2,0  | 3 / 4     | 1       |

##### Coimbra
| Data | Cl. | Votos   | %            | +/-  | Deputados | +/-     |
| ---- | --- | ------- | ------------ | ---- | --------- | ------- |
| 1975 | 1.º | 114 109 | 43,2 / 100,0 |      | 7 / 12    |         |
| 1976 | 1.º | 98 162  | 40,9 / 100,0 | 2,3  | 6 / 12    | 1       |
| 1979 | 2.º | 94 256  | 35,1 / 100,0 | 5,8  | 5 / 12    | 1       |
| 1980 | 2.º | 95 350  | 35,9 / 100,0 | 0,8  | 5 / 12    | Estável |
| 1983 | 1.º | 112 518 | 45,3 / 100,0 | 9,4  | 6 / 11    | 1       |
| 1985 | 2.º | 70 257  | 28,5 / 100,0 | 16,8 | 3 / 11    | 3       |
| 1987 | 2.º | 69 745  | 28,7 / 100,0 | 0,2  | 4 / 11    | 1       |
| 1991 | 2.º | 84 879  | 34,4 / 100,0 | 5,7  | 4 / 10    | Estável |
| 1995 | 1.º | 125 166 | 49,1 / 100,0 | 14,7 | 6 / 10    | 2       |
| 1999 | 1.º | 109 536 | 47,2 / 100,0 | 1,9  | 6 / 10    | Estável |
| 2002 | 1.º | 96 806  | 41,3 / 100,0 | 5,9  | 5 / 10    | 1       |
| 2005 | 1.º | 111 042 | 45,4 / 100,0 | 4,1  | 6 / 10    | 1       |
| 2009 | 1.º | 89 805  | 37,9 / 100,0 | 7,5  | 4 / 10    | 2       |
| 2011 | 2.º | 66 197  | 29,2 / 100,0 | 8,7  | 3 / 9     | 1       |
| 2015 | 2.º | 77 684  | 35,3 / 100,0 | 6,1  | 4 / 9     | 1       |
| 2019 | 1.º | 79 590  | 39,0 / 100,0 | 3,7  | 5 / 9     | 1       |

##### Évora
| Data | Cl. | Votos  | %            | +/-  | Deputados | +/-     |
| ---- | --- | ------ | ------------ | ---- | --------- | ------- |
| 1975 | 1.º | 48 163 | 37,9 / 100,0 |      | 3 / 5     |         |
| 1976 | 2.º | 36 679 | 30,3 / 100,0 | 7,6  | 2 / 6     | 1       |
| 1979 | 3.º | 21 229 | 16,9 / 100,0 | 13,4 | 1 / 5     | 1       |
| 1980 | 3.º | 23 484 | 18,7 / 100,0 | 1,8  | 1 / 5     | Estável |
| 1983 | 2.º | 28 486 | 23,9 / 100,0 | 5,2  | 1 / 5     | Estável |
| 1985 | 4.º | 16 895 | 14,3 / 100,0 | 9,6  | 1 / 5     | Estável |
| 1987 | 3.º | 16 907 | 15,4 / 100,0 | 1,1  | 0 / 4     | 1       |
| 1991 | 3.º | 27 121 | 25,9 / 100,0 | 10,8 | 1 / 4     | 1       |
| 1995 | 1.º | 44 488 | 42,6 / 100,0 | 16,7 | 2 / 4     | 1       |
| 1999 | 1.º | 42 325 | 45,7 / 100,0 | 3,1  | 2 / 4     | Estável |
| 2002 | 1.º | 38 907 | 42,8 / 100,0 | 2,9  | 1 / 3     | 1       |
| 2005 | 1.º | 48 082 | 49,7 / 100,0 | 6,9  | 2 / 3     | 1       |
| 2009 | 1.º | 32 016 | 35,0 / 100,0 | 14,7 | 1 / 3     | 1       |
| 2011 | 1.º | 25 032 | 29,1 / 100,0 | 5,9  | 1 / 3     | Estável |
| 2015 | 1.º | 31 811 | 37,5 / 100,0 | 8,4  | 1 / 3     | Estável |
| 2019 | 1.º | 28 371 | 38,3 / 100,0 | 0,8  | 2 / 3     | 1       |

##### Faro
| Data | Cl. | Votos  | %            | +/-  | Deputados | +/-     |
| ---- | --- | ------ | ------------ | ---- | --------- | ------- |
| 1975 | 1.º | 93 263 | 45,4 / 100,0 |      | 6 / 9     |         |
| 1976 | 1.º | 85 313 | 44,6 / 100,0 | 0,8  | 6 / 9     | Estável |
| 1979 | 2.º | 70 069 | 34,0 / 100,0 | 10,6 | 3 / 9     | 3       |
| 1980 | 2.º | 71 588 | 34,7 / 100,0 | 0,7  | 4 / 9     | 1       |
| 1983 | 1.º | 83 718 | 43,2 / 100,0 | 8,5  | 5 / 9     | 1       |
| 1985 | 2.º | 44 180 | 22,3 / 100,0 | 20,9 | 2 / 9     | 3       |
| 1987 | 2.º | 47 218 | 24,9 / 100,0 | 2,6  | 3 / 9     | 1       |
| 1991 | 2.º | 60 770 | 31,2 / 100,0 | 6,3  | 3 / 8     | Estável |
| 1995 | 1.º | 98 323 | 49,6 / 100,0 | 18,4 | 5 / 8     | 2       |
| 1999 | 1.º | 87 239 | 48,4 / 100,0 | 1,2  | 5 / 8     | Estável |
| 2002 | 1.º | 75 468 | 40,5 / 100,0 | 7,9  | 4 / 8     | 1       |
| 2005 | 1.º | 98 570 | 49,3 / 100,0 | 8,8  | 6 / 8     | 2       |
| 2009 | 1.º | 64 271 | 31,9 / 100,0 | 17,4 | 3 / 8     | 3       |
| 2011 | 2.º | 46 174 | 23,0 / 100,0 | 8,9  | 2 / 9     | 1       |
| 2015 | 1.º | 62 422 | 32,8 / 100,0 | 9,8  | 4 / 9     | 2       |
| 2019 | 1.º | 63 469 | 36,8 / 100,0 | 4,0  | 5 / 9     | 1       |

##### Guarda
| Data | Cl. | Votos  | %            | +/-     | Deputados | +/-     |
| ---- | --- | ------ | ------------ | ------- | --------- | ------- |
| 1975 | 2.º | 35 796 | 28,2 / 100,0 |         | 2 / 6     |         |
| 1976 | 3.º | 30 746 | 25,2 / 100,0 | 3,0     | 2 / 6     | Estável |
| 1979 | 2.º | 35 112 | 26,3 / 100,0 | 1,1     | 1 / 5     | 1       |
| 1980 | 2.º | 34 428 | 26,3 / 100,0 | Estável | 1 / 5     | Estável |
| 1983 | 1.º | 39 618 | 33,5 / 100,0 | 7,2     | 2 / 5     | 1       |
| 1985 | 2.º | 27 652 | 23,3 / 100,0 | 10,2    | 2 / 5     | Estável |
| 1987 | 2.º | 25 783 | 21,8 / 100,0 | 1,5     | 1 / 5     | 1       |
| 1991 | 2.º | 30 288 | 26,8 / 100,0 | 5,0     | 1 / 4     | Estável |
| 1995 | 1.º | 49 498 | 43,7 / 100,0 | 16,9    | 2 / 4     | 1       |
| 1999 | 1.º | 44 271 | 43,4 / 100,0 | 0,4     | 2 / 4     | Estável |
| 2002 | 2.º | 34 991 | 34,7 / 100,0 | 8,7     | 2 / 4     | Estável |
| 2005 | 1.º | 47 290 | 46,8 / 100,0 | 12,1    | 2 / 4     | Estável |
| 2009 | 1.º | 36 825 | 36,0 / 100,0 | 12,8    | 2 / 4     | Estável |
| 2011 | 2.º | 26 294 | 28,3 / 100,0 | 7,7     | 1 / 4     | 1       |
| 2015 | 2.º | 28 868 | 33,8 / 100,0 | 5,5     | 2 / 4     | 1       |
| 2019 | 1.º | 28 783 | 37,6 / 100,0 | 3,8     | 2 / 3     | Estável |

##### Leiria
| Data | Cl. | Votos  | %            | +/-  | Deputados | +/-     |
| ---- | --- | ------ | ------------ | ---- | --------- | ------- |
| 1975 | 2.º | 80 180 | 33,2 / 100,0 |      | 5 / 11    |         |
| 1976 | 2.º | 69 236 | 31,1 / 100,0 | 2,1  | 4 / 11    | 1       |
| 1979 | 2.º | 58 955 | 23,2 / 100,0 | 7,9  | 3 / 11    | 1       |
| 1980 | 2.º | 57 117 | 22,7 / 100,0 | 0,5  | 3 / 11    | Estável |
| 1983 | 2.º | 78 041 | 32,7 / 100,0 | 10,0 | 4 / 11    | 1       |
| 1985 | 2.º | 47 181 | 19,6 / 100,0 | 13,1 | 2 / 11    | 2       |
| 1987 | 2.º | 45 277 | 18,7 / 100,0 | 0,9  | 2 / 11    | Estável |
| 1991 | 2.º | 55 442 | 23,0 / 100,0 | 4,3  | 3 / 10    | 1       |
| 1995 | 2.º | 89 771 | 36,7 / 100,0 | 12,7 | 4 / 10    | 1       |
| 1999 | 2.º | 85 593 | 36,8 / 100,0 | 0,1  | 4 / 10    | Estável |
| 2002 | 2.º | 70 339 | 29,5 / 100,0 | 7,3  | 3 / 10    | 1       |
| 2005 | 2.º | 88 623 | 35,6 / 100,0 | 6,1  | 4 / 10    | 1       |
| 2009 | 2.º | 74 712 | 30,2 / 100,0 | 5,4  | 4 / 10    | Estável |
| 2011 | 2.º | 51 503 | 20,7 / 100,0 | 9,5  | 3 / 10    | 1       |
| 2015 | 2.º | 59 184 | 24,8 / 100,0 | 4,1  | 3 / 10    | Estável |
| 2019 | 2.º | 69 482 | 31,1 / 100,0 | 6,3  | 4 / 10    | 1       |

##### Lisboa
| Data | Cl. | Votos   | %            | +/-  | Deputados | +/-     |
| ---- | --- | ------- | ------------ | ---- | --------- | ------- |
| 1975 | 1.º | 583 741 | 46,0 / 100,0 |      | 29 / 55   |         |
| 1976 | 1.º | 458 713 | 38,3 / 100,0 | 7,7  | 25 / 58   | 3       |
| 1979 | 3.º | 339 032 | 25,8 / 100,0 | 12,5 | 15 / 56   | 10      |
| 1980 | 2.º | 370 412 | 28,1 / 100,0 | 3,3  | 17 / 56   | 2       |
| 1983 | 1.º | 453 116 | 35,8 / 100,0 | 7,7  | 21 / 56   | 4       |
| 1985 | 4.º | 255 030 | 19,8 / 100,0 | 16,0 | 12 / 56   | 9       |
| 1987 | 2.º | 261 129 | 21,2 / 100,0 | 1,4  | 12 / 56   | Estável |
| 1991 | 2.º | 365 112 | 29,7 / 100,0 | 8,5  | 16 / 50   | 4       |
| 1995 | 1.º | 559 551 | 44,3 / 100,0 | 14,6 | 24 / 50   | 8       |
| 1999 | 1.º | 486 624 | 42,7 / 100,0 | 1,6  | 23 / 49   | 1       |
| 2002 | 1.º | 440 790 | 38,7 / 100,0 | 4,0  | 20 / 48   | 3       |
| 2005 | 1.º | 523 537 | 44,1 / 100,0 | 5,4  | 23 / 48   | 3       |
| 2009 | 1.º | 417 542 | 36,4 / 100,0 | 7,7  | 19 / 47   | 4       |
| 2011 | 2.º | 321 952 | 27,5 / 100,0 | 8,9  | 14 / 47   | 5       |
| 2015 | 2.º | 385 272 | 33,5 / 100,0 | 6,0  | 18 / 47   | 4       |
| 2019 | 1.º | 404 677 | 36,7 / 100,0 | 3,2  | 20 / 48   | 2       |

##### Madeira
| Data | Cl. | Votos  | %            | +/-  | Deputados | +/-     |
| ---- | --- | ------ | ------------ | ---- | --------- | ------- |
| 1975 | 2.º | 24 737 | 19,6 / 100,0 |      | 1 / 6     |         |
| 1976 | 2.º | 28 645 | 24,9 / 100,0 | 5,3  | 1 / 6     | Estável |
| 1979 | 2.º | 21 921 | 17,2 / 100,0 | 7,7  | 1 / 5     | Estável |
| 1980 | 2.º | 20 531 | 16,5 / 100,0 | 0,7  | 1 / 5     | Estável |
| 1983 | 2.º | 28 888 | 24,4 / 100,0 | 7,9  | 1 / 5     | Estável |
| 1985 | 2.º | 15 976 | 13,2 / 100,0 | 11,2 | 1 / 5     | Estável |
| 1987 | 2.º | 19 288 | 16,2 / 100,0 | 3,0  | 1 / 5     | Estável |
| 1991 | 2.º | 25 190 | 20,2 / 100,0 | 4,0  | 1 / 5     | Estável |
| 1995 | 2.º | 43 622 | 32,9 / 100,0 | 12,7 | 2 / 5     | 1       |
| 1999 | 2.º | 42 637 | 35,1 / 100,0 | 2,2  | 2 / 5     | Estável |
| 2002 | 2.º | 32 335 | 25,8 / 100,0 | 9,3  | 1 / 5     | 1       |
| 2005 | 2.º | 49 122 | 35,0 / 100,0 | 9,2  | 3 / 6     | 2       |
| 2009 | 2.º | 26 822 | 19,5 / 100,0 | 15,5 | 1 / 6     | 2       |
| 2011 | 2.º | 20 401 | 14,7 / 100,0 | 4,8  | 1 / 6     | Estável |
| 2015 | 2.º | 26 152 | 20,9 / 100,0 | 6,2  | 2 / 6     | 1       |
| 2019 | 2.º | 43 373 | 33,4 / 100,0 | 12,5 | 3 / 6     | 1       |

##### Portalegre
| Data | Cl. | Votos  | %            | +/-  | Deputados | +/-     |
| ---- | --- | ------ | ------------ | ---- | --------- | ------- |
| 1975 | 1.º | 53 604 | 52,4 / 100,0 |      | 3 / 4     |         |
| 1976 | 1.º | 40 238 | 41,9 / 100,0 | 10,5 | 3 / 4     | Estável |
| 1979 | 2.º | 29 426 | 29,8 / 100,0 | 12,1 | 1 / 4     | 2       |
| 1980 | 2.º | 32 119 | 32,4 / 100,0 | 2,6  | 1 / 4     | Estável |
| 1983 | 1.º | 34 299 | 38,5 / 100,0 | 6,1  | 2 / 4     | 1       |
| 1985 | 2.º | 22 155 | 23,7 / 100,0 | 14,8 | 1 / 3     | Estável |
| 1987 | 2.º | 21 883 | 25,1 / 100,0 | 1,4  | 1 / 3     | Estável |
| 1991 | 2.º | 27 978 | 33,5 / 100,0 | 8,5  | 1 / 3     | Estável |
| 1995 | 1.º | 41 499 | 50,5 / 100,0 | 17,0 | 2 / 3     | 1       |
| 1999 | 1.º | 36 545 | 51,2 / 100,0 | 0,7  | 2 / 3     | Estável |
| 2002 | 1.º | 31 004 | 45,3 / 100,0 | 5,9  | 2 / 3     | Estável |
| 2005 | 1.º | 38 739 | 54,9 / 100,0 | 9,6  | 2 / 2     | Estável |
| 2009 | 1.º | 25 314 | 38,3 / 100,0 | 16,6 | 1 / 2     | 1       |
| 2011 | 2.º | 19 978 | 32,4 / 100,0 | 5,9  | 1 / 2     | Estável |
| 2015 | 1.º | 25 037 | 42,4 / 100,0 | 10,0 | 1 / 2     | Estável |
| 2019 | 1.º | 23 013 | 44,6 / 100,0 | 2,2  | 2 / 2     | 1       |

##### Porto
| Data | Cl. | Votos   | %            | +/-  | Deputados | +/-     |
| ---- | --- | ------- | ------------ | ---- | --------- | ------- |
| 1975 | 1.º | 356 377 | 42,6 / 100,0 |      | 18 / 36   |         |
| 1976 | 1.º | 336 960 | 40,7 / 100,0 | 1,9  | 18 / 38   | Estável |
| 1979 | 2.º | 317 078 | 34,8 / 100,0 | 5,9  | 14 / 38   | 4       |
| 1980 | 2.º | 316 032 | 34,3 / 100,0 | 0,5  | 14 / 38   | Estável |
| 1983 | 1.º | 383 485 | 43,0 / 100,0 | 8,7  | 18 / 38   | 4       |
| 1985 | 2.º | 217 356 | 23,6 / 100,0 | 19,4 | 10 / 39   | 8       |
| 1987 | 2.º | 249 443 | 26,7 / 100,0 | 3,1  | 11 / 39   | 1       |
| 1991 | 2.º | 313 893 | 32,9 / 100,0 | 6,2  | 13 / 37   | 2       |
| 1995 | 1.º | 467 512 | 46,7 / 100,0 | 13,8 | 18 / 37   | 5       |
| 1999 | 1.º | 439 176 | 48,0 / 100,0 | 1,3  | 19 / 37   | 1       |
| 2002 | 1.º | 386 004 | 41,2 / 100,0 | 6,8  | 17 / 38   | 2       |
| 2005 | 1.º | 485 975 | 48,5 / 100,0 | 7,3  | 20 / 38   | 3       |
| 2009 | 1.º | 422 053 | 41,8 / 100,0 | 6,7  | 18 / 39   | 2       |
| 2011 | 2.º | 318 100 | 32,0 / 100,0 | 9,8  | 14 / 39   | 4       |
| 2015 | 2.º | 314 084 | 32,7 / 100,0 | 0,7  | 14 / 39   | Estável |
| 2019 | 1.º | 342 496 | 36,7 / 100,0 | 4,0  | 17 / 40   | 3       |

##### Santarém
| Data | Cl. | Votos   | %            | +/-  | Deputados | +/-     |
| ---- | --- | ------- | ------------ | ---- | --------- | ------- |
| 1975 | 1.º | 126 630 | 42,9 / 100,0 |      | 8 / 13    |         |
| 1976 | 1.º | 104 422 | 38,4 / 100,0 | 4,5  | 6 / 13    | 2       |
| 1979 | 2.º | 78 893  | 27,3 / 100,0 | 11,1 | 3 / 12    | 1       |
| 1980 | 2.º | 88 389  | 30,4 / 100,0 | 3,1  | 4 / 12    | 1       |
| 1983 | 1.º | 104 824 | 38,4 / 100,0 | 8,0  | 5 / 12    | 1       |
| 1985 | 3.º | 51 459  | 18,6 / 100,0 | 19,8 | 2 / 12    | 3       |
| 1987 | 2.º | 57 778  | 21,7 / 100,0 | 3,1  | 3 / 12    | 1       |
| 1991 | 2.º | 78 232  | 29,4 / 100,0 | 7,7  | 3 / 10    | Estável |
| 1995 | 1.º | 123 379 | 45,8 / 100,0 | 16,4 | 5 / 10    | 2       |
| 1999 | 1.º | 110 345 | 45,5 / 100,0 | 0,3  | 5 / 10    | Estável |
| 2002 | 1.º | 93 164  | 38,4 / 100,0 | 7,1  | 4 / 10    | 1       |
| 2005 | 1.º | 117 193 | 46,1 / 100,0 | 7,7  | 6 / 10    | 2       |
| 2009 | 1.º | 83 123  | 33,7 / 100,0 | 12,4 | 4 / 10    | 2       |
| 2011 | 2.º | 61 343  | 25,9 / 100,0 | 7,8  | 3 / 10    | 1       |
| 2015 | 2.º | 74 905  | 32,9 / 100,0 | 7,0  | 3 / 9     | Estável |
| 2019 | 1.º | 76 836  | 37,1 / 100,0 | 4,2  | 4 / 9     | 1       |

##### Setúbal
| Data | Cl. | Votos   | %            | +/-  | Deputados | +/-     |
| ---- | --- | ------- | ------------ | ---- | --------- | ------- |
| 1975 | 1.º | 143 917 | 38,2 / 100,0 |      | 7 / 16    |         |
| 1976 | 2.º | 115 352 | 32,2 / 100,0 | 6,0  | 7 / 17    | Estável |
| 1979 | 3.º | 86 192  | 21,4 / 100,0 | 10,8 | 4 / 17    | 3       |
| 1980 | 3.º | 95 841  | 23,5 / 100,0 | 2,1  | 4 / 17    | Estável |
| 1983 | 2.º | 122 531 | 30,6 / 100,0 | 7,1  | 6 / 17    | 2       |
| 1985 | 3.º | 69 595  | 16,5 / 100,0 | 14,1 | 3 / 17    | 3       |
| 1987 | 3.º | 69 408  | 17,6 / 100,0 | 1,1  | 3 / 17    | Estável |
| 1991 | 2.º | 114 867 | 28,4 / 100,0 | 10,8 | 5 / 16    | 2       |
| 1995 | 1.º | 194 313 | 44,9 / 100,0 | 16,5 | 9 / 17    | 4       |
| 1999 | 1.º | 170 685 | 43,7 / 100,0 | 1,2  | 8 / 17    | 1       |
| 2002 | 1.º | 154 794 | 39,3 / 100,0 | 4,4  | 7 / 17    | 1       |
| 2005 | 1.º | 186 365 | 43,6 / 100,0 | 4,2  | 8 / 17    | 1       |
| 2009 | 1.º | 142 626 | 34,0 / 100,0 | 9,6  | 7 / 17    | 1       |
| 2011 | 1.º | 114 358 | 27,1 / 100,0 | 6,9  | 5 / 17    | 2       |
| 2015 | 1.º | 145 302 | 34,3 / 100,0 | 7,2  | 7 / 18    | 2       |
| 2019 | 1.º | 152 433 | 38,3 / 100,0 | 4,0  | 9 / 18    | 2       |

##### Viana do Castelo
| Data | Cl. | Votos  | %            | +/-  | Deputados | +/-     |
| ---- | --- | ------ | ------------ | ---- | --------- | ------- |
| 1975 | 2.º | 34 224 | 24,5 / 100,0 |      | 2 / 6     |         |
| 1976 | 2.º | 33 094 | 25,5 / 100,0 | 1,0  | 2 / 7     | Estável |
| 1979 | 2.º | 36 186 | 24,9 / 100,0 | 0,6  | 2 / 6     | Estável |
| 1980 | 2.º | 33 245 | 22,8 / 100,0 | 2,1  | 1 / 6     | 1       |
| 1983 | 2.º | 44 711 | 32,5 / 100,0 | 9,7  | 2 / 6     | 1       |
| 1985 | 2.º | 25 924 | 18,4 / 100,0 | 14,1 | 1 / 6     | 1       |
| 1987 | 2.º | 28 351 | 20,3 / 100,0 | 1,9  | 1 / 6     | Estável |
| 1991 | 2.º | 35 212 | 25,2 / 100,0 | 4,9  | 2 / 6     | 1       |
| 1995 | 2.º | 56 234 | 38,8 / 100,0 | 13,6 | 3 / 6     | 1       |
| 1999 | 1.º | 55 149 | 40,2 / 100,0 | 1,4  | 3 / 6     | Estável |
| 2002 | 2.º | 49 122 | 35,3 / 100,0 | 4,9  | 3 / 6     | Estável |
| 2005 | 1.º | 59 676 | 42,0 / 100,0 | 6,7  | 3 / 6     | Estável |
| 2009 | 1.º | 51 305 | 36,3 / 100,0 | 5,7  | 3 / 6     | Estável |
| 2011 | 2.º | 35 319 | 26,2 / 100,0 | 10,1 | 2 / 6     | 1       |
| 2015 | 2.º | 38 309 | 29,8 / 100,0 | 3,6  | 2 / 6     | Estável |
| 2019 | 1.º | 42 392 | 34,8 / 100,0 | 5,0  | 3 / 6     | 1       |

##### Vila Real
| Data | Cl. | Votos  | %            | +/-  | Deputados | +/-     |
| ---- | --- | ------ | ------------ | ---- | --------- | ------- |
| 1975 | 2.º | 38 140 | 27,1 / 100,0 |      | 2 / 6     |         |
| 1976 | 2.º | 34 277 | 26,3 / 100,0 | 0,8  | 2 / 7     | Estável |
| 1979 | 2.º | 36 184 | 24,8 / 100,0 | 1,5  | 2 / 6     | Estável |
| 1980 | 2.º | 32 733 | 22,8 / 100,0 | 2,0  | 1 / 6     | 1       |
| 1983 | 2.º | 42 758 | 32,3 / 100,0 | 9,5  | 2 / 6     | 1       |
| 1985 | 2.º | 30 129 | 23,0 / 100,0 | 9,3  | 2 / 6     | Estável |
| 1987 | 2.º | 27 639 | 20,3 / 100,0 | 2,7  | 1 / 6     | 1       |
| 1991 | 2.º | 34 051 | 26,0 / 100,0 | 5,7  | 2 / 6     | 1       |
| 1995 | 2.º | 53 259 | 40,0 / 100,0 | 14,0 | 2 / 5     | Estável |
| 1999 | 2.º | 50 713 | 40,8 / 100,0 | 0,8  | 2 / 5     | Estável |
| 2002 | 2.º | 40 368 | 31,9 / 100,0 | 8,9  | 2 / 5     | Estável |
| 2005 | 1.º | 55 123 | 43,8 / 100,0 | 11,9 | 3 / 5     | 1       |
| 2009 | 2.º | 45 606 | 36,1 / 100,0 | 7,7  | 2 / 5     | 1       |
| 2011 | 2.º | 34 814 | 29,1 / 100,0 | 7,0  | 2 / 5     | Estável |
| 2015 | 2.º | 36 461 | 33,1 / 100,0 | 4,0  | 2 / 5     | Estável |
| 2019 | 2.º | 37 306 | 37,2 / 100,0 | 4,1  | 2 / 5     | 2       |

##### Viseu
| Data | Cl. | Votos  | %            | +/-  | Deputados | +/-     |
| ---- | --- | ------ | ------------ | ---- | --------- | ------- |
| 1975 | 2.º | 50 473 | 21,5 / 100,0 |      | 2 / 10    |         |
| 1976 | 3.º | 50 033 | 23,0 / 100,0 | 1,5  | 3 / 11    | 1       |
| 1979 | 2.º | 52 183 | 21,4 / 100,0 | 1,6  | 2 / 10    | 1       |
| 1980 | 2.º | 50 272 | 20,9 / 100,0 | 0,5  | 2 / 10    | Estável |
| 1983 | 2.º | 68 835 | 30,9 / 100,0 | 10,0 | 4 / 10    | 2       |
| 1985 | 2.º | 44 476 | 20,0 / 100,0 | 10,9 | 2 / 10    | 2       |
| 1987 | 2.º | 40 762 | 17,9 / 100,0 | 2,1  | 2 / 10    | Estável |
| 1991 | 2.º | 42 289 | 19,4 / 100,0 | 1,5  | 2 / 9     | Estável |
| 1995 | 2.º | 83 325 | 38,4 / 100,0 | 19,0 | 4 / 9     | 2       |
| 1999 | 2.º | 77 726 | 38,1 / 100,0 | 0,3  | 4 / 9     | Estável |
| 2002 | 2.º | 65 673 | 31,1 / 100,0 | 7,0  | 3 / 9     | 1       |
| 2005 | 1.º | 86 497 | 40,4 / 100,0 | 9,3  | 4 / 9     | 1       |
| 2009 | 2.º | 74 745 | 34,7 / 100,0 | 5,7  | 4 / 9     | Estável |
| 2011 | 2.º | 54 107 | 26,7 / 100,0 | 8,0  | 3 / 9     | 1       |
| 2015 | 2.º | 56 543 | 29,7 / 100,0 | 3,0  | 3 / 9     | Estável |
| 2019 | 2.º | 62 833 | 35,4 / 100,0 | 5,7  | 4 / 8     | 1       |

##### Europa
| Data | Cl. | Votos  | %            | +/-  | Deputados | +/-     |
| ---- | --- | ------ | ------------ | ---- | --------- | ------- |
| 1976 | 1.º | 23 824 | 46,1 / 100,0 |      | 1 / 2     | Estável |
| 1979 | 2.º | 14 018 | 33,2 / 100,0 | 12,9 | 1 / 2     | Estável |
| 1980 | 2.º | 11 142 | 25,4 / 100,0 | 7,8  | 1 / 2     | Estável |
| 1983 | 1.º | 11 939 | 33,6 / 100,0 | 8,2  | 1 / 2     | Estável |
| 1985 | 2.º | 5 700  | 24,2 / 100,0 | 9,4  | 1 / 2     | Estável |
| 1987 | 2.º | 5 467  | 28,4 / 100,0 | 4,2  | 1 / 2     | Estável |
| 1991 | 2.º | 9 393  | 31,9 / 100,0 | 3,5  | 1 / 2     | Estável |
| 1995 | 1.º | 9 067  | 35,1 / 100,0 | 3,2  | 1 / 2     | Estável |
| 1999 | 1.º | 14 277 | 55,4 / 100,0 | 20,3 | 2 / 2     | 1       |
| 2002 | 1.º | 10 021 | 42,1 / 100,0 | 13,3 | 1 / 2     | 1       |
| 2005 | 1.º | 12 728 | 54,3 / 100,0 | 12,2 | 1 / 2     | Estável |
| 2009 | 1.º | 7 219  | 43,0 / 100,0 | 11,3 | 1 / 2     | Estável |
| 2011 | 1.º | 7 204  | 40,2 / 100,0 | 2,8  | 1 / 2     | Estável |
| 2015 | 2.º | 4 081  | 29,9 / 100,0 | 10,3 | 1 / 2     | Estável |

##### Fora da Europa
| Data | Cl. | Votos | %            | +/-  | Deputados | +/-     |
| ---- | --- | ----- | ------------ | ---- | --------- | ------- |
| 1976 | 3.º | 2 517 | 6,3 / 100,0  |      | 0 / 2     | Estável |
| 1979 | 3.º | 4 142 | 5,7 / 100,0  | 0,6  | 0 / 2     | Estável |
| 1980 | 2.º | 2 596 | 4,0 / 100,0  | 1,7  | 0 / 2     | Estável |
| 1983 | 3.º | 3 384 | 7,0 / 100,0  | 3,0  | 0 / 2     | Estável |
| 1985 | 3.º | 2 654 | 7,8 / 100,0  | 0,8  | 0 / 2     | Estável |
| 1987 | 3.º | 2 221 | 7,3 / 100,0  | 0,5  | 0 / 2     | Estável |
| 1991 | 3.º | 1 557 | 4,9 / 100,0  | 2,4  | 0 / 2     | Estável |
| 1995 | 2.º | 2 608 | 12,8 / 100,0 | 7,9  | 0 / 2     | Estável |
| 1999 | 2.º | 6 818 | 39,8 / 100,0 | 27,0 | 1 / 2     | 1       |
| 2002 | 2.º | 3 417 | 21,5 / 100,0 | 17,3 | 0 / 2     | 1       |
| 2005 | 2.º | 3 552 | 26,3 / 100,0 | 4,8  | 0 / 2     | Estável |
| 2009 | 2.º | 1 916 | 22,0 / 100,0 | 4,3  | 0 / 2     | Estável |
| 2011 | 2.º | 2 714 | 18,0 / 100,0 | 4,0  | 0 / 2     | Estável |
| 2015 | 3.º | 1 592 | 10,8 / 100,0 | 7,2  | 0 / 2     | Estável |

### Eleições europeias
| Data | Cabeça de Lista             | Cl. | Votos     | %              | +/-   | Deputados | +/-     |
| ---- | --------------------------- | --- | --------- | -------------- | ----- | --------- | ------- |
| 1987 | Maria de Lourdes Pintasilgo | 2.º | 1 267 672 | 22,48 / 100,00 |       | 6 / 24    |         |
| 1989 | João Cravinho               | 2.º | 1 184 380 | 28,54 / 100,00 | 6,06  | 7 / 24    | 1       |
| 1994 | António Vitorino            | 1.º | 1 061 560 | 34,87 / 100,00 | 6,33  | 10 / 25   | 3       |
| 1999 | Mário Soares                | 1.º | 1 493 146 | 43,07 / 100,00 | 8,20  | 12 / 25   | 2       |
| 2004 | António Costa               | 1.º | 1 516 001 | 44,53 / 100,00 | 1,46  | 12 / 24   | Estável |
| 2009 | Vital Moreira               | 2.º | 946 818   | 26,53 / 100,00 | 18,00 | 7 / 22    | 5       |
| 2014 | Francisco Assis             | 1.º | 1 033 158 | 31,46 / 100,00 | 4,93  | 8 / 21    | 1       |
| 2019 | Pedro Marques               | 1.º | 1 105 945 | 33,38 / 100,00 | 1,92  | 9 / 21    | 1       |
| 2024 | Marta Temido                | 1.º |           | 0 / 100,00     | Baixa | 8 / 21    | 1       |

### Eleições Presidenciais
| Data | Candidato apoiado        | 1ª Volta                 | 1ª Volta                 | 1ª Volta                 | 2ª Volta                 | 2ª Volta                 | 2ª Volta                 |
| Data | Candidato apoiado        | Cl.                      | Votos                    | %                        | Cl.                      | Votos                    | %                        |
| ---- | ------------------------ | ------------------------ | ------------------------ | ------------------------ | ------------------------ | ------------------------ | ------------------------ |
| 1976 | António Ramalho Eanes    | 1.º                      | 2 967 137                | 61,59 / 100,00           |                          |                          |                          |
| 1980 | António Ramalho Eanes    | 1.º                      | 3 262 520                | 56,44 / 100,00           |                          |                          |                          |
| 1986 | Mário Soares             | 2.º                      | 1 443 683                | 25,43 / 100,00           | 1.º                      | 3 010 756                | 51,18 / 100,00           |
| 1991 | Mário Soares             | 1.º                      | 3 459 521                | 70,35 / 100,00           |                          |                          |                          |
| 1996 | Jorge Sampaio            | 1.º                      | 3 035 056                | 53,91 / 100,00           |                          |                          |                          |
| 2001 | Jorge Sampaio            | 1.º                      | 2 401 015                | 55,55 / 100,00           |                          |                          |                          |
| 2006 | Mário Soares             | 3.º                      | 785 355                  | 14,31 / 100,00           |                          |                          |                          |
| 2011 | Manuel Alegre            | 2.º                      | 831 838                  | 19,76 / 100,00           |                          |                          |                          |
| 2016 | Nenhum candidato apoiado | Nenhum candidato apoiado | Nenhum candidato apoiado | Nenhum candidato apoiado | Nenhum candidato apoiado | Nenhum candidato apoiado | Nenhum candidato apoiado |
| 2021 | Nenhum candidato apoiado | Nenhum candidato apoiado | Nenhum candidato apoiado | Nenhum candidato apoiado | Nenhum candidato apoiado | Nenhum candidato apoiado | Nenhum candidato apoiado |

### Eleições autárquicas (exclui os resultados de coligações envolvendo o PS)

#### Câmaras Municipais
| Data | Cl. | Votos     | %              | +/-  | Presidentes CM | +/- | Vereadores  | +/- |
| ---- | --- | --------- | -------------- | ---- | -------------- | --- | ----------- | --- |
| 1976 | 1.º | 1 386 362 | 33,24 / 100,00 |      | 115 / 304      |     | 691 / 1 908 |     |
| 1979 | 1.º | 1 380 134 | 27,67 / 100,00 | 5,57 | 60 / 305       | 55  | 516 / 1 900 | 175 |
| 1982 | 1.º | 1 595 723 | 31,10 / 100,00 | 3,43 | 83 / 305       | 23  | 619 / 1 913 | 103 |
| 1985 | 2.º | 1 330 029 | 27,41 / 100,00 | 3,69 | 79 / 305       | 4   | 574 / 1 975 | 45  |
| 1989 | 1.º | 1 598 571 | 32,32 / 100,00 | 4,91 | 116 / 305      | 37  | 728 / 1 997 | 154 |
| 1993 | 1.º | 1 950 133 | 36,06 / 100,00 | 3,74 | 126 / 305      | 10  | 792 / 2 006 | 64  |
| 1997 | 1.º | 2 041 307 | 38,07 / 100,00 | 2,01 | 127 / 305      | 1   | 869 / 2 021 | 77  |
| 2001 | 1.º | 1 792 690 | 34,12 / 100,00 | 3,95 | 113 / 308      | 14  | 829 / 2 044 | 40  |
| 2005 | 1.º | 1 931 564 | 35,84 / 100,00 | 1,72 | 109 / 308      | 4   | 852 / 2 046 | 23  |
| 2009 | 1.º | 2 084 382 | 37,67 / 100,00 | 1,83 | 132 / 308      | 23  | 921 / 2 078 | 69  |
| 2013 | 1.º | 1 812 029 | 36,26 / 100,00 | 1,41 | 149 / 308      | 17  | 923 / 2 086 | 2   |
| 2017 | 1.º | 1 956 703 | 37,82 / 100,00 | 1,56 | 159 / 308      | 10  | 952 / 2 074 | 29  |
| 2021 | 1.º | 1 711 725 | 34,22 / 100,00 | 3,60 | 148 / 308      | 11  | 888 / 2 064 | 64  |

#### Assembleias Municipais
| Data | Cl. | Votos     | %              | +/-  | Deputados     | +/-   |
| ---- | --- | --------- | -------------- | ---- | ------------- | ----- |
| 1976 | 1.º | 1 392 181 | 35,02 / 100,00 |      | 1 698 / 5 135 |       |
| 1979 | 1.º | 1 245 306 | 28,38 / 100,00 | 6,64 | 2 682 / 9 703 | 988   |
| 1982 | 1.º | 1 583 804 | 32,56 / 100,00 | 4,18 | 3 182 / 9 897 | 496   |
| 1985 | 2.º | 1 142 381 | 25,08 / 100,00 | 7,48 | 1 796 / 6 672 | 1 386 |
| 1989 | 1.º | 1 574 632 | 33,17 / 100,00 | 8,09 | 2 429 / 6 753 | 633   |
| 1993 | 1.º | 1 930 816 | 35,70 / 100,00 | 2,53 | 2 629 / 6 769 | 200   |
| 1997 | 1.º | 2 030 025 | 37,85 / 100,00 | 2,15 | 2 887 / 6 807 | 258   |
| 2001 | 1.º | 1 788 089 | 34,03 / 100,00 | 3,82 | 2 721 / 6 876 | 166   |
| 2005 | 1.º | 1 923 845 | 35,69 / 100,00 | 1,66 | 2 794 / 6 695 | 73    |
| 2009 | 1.º | 2 028 681 | 36,67 / 100,00 | 0,98 | 2 855 / 6 946 | 61    |
| 2013 | 1.º | 1 746 819 | 34,95 / 100,00 | 1,72 | 2 659 / 6 487 | 196   |
| 2017 | 1.º | 1 883 841 | 36,42 / 100,00 | 1,47 | 2 731 / 6 461 | 72    |
| 2021 | 1.º | 1 645 211 | 32,89 / 100,00 | 3,52 | 2 590 / 6 448 | 141   |

#### Assembleias de Freguesia
| Data | Cl. | Votos     | %              | +/-  | Deputados       | +/-   |
| ---- | --- | --------- | -------------- | ---- | --------------- | ----- |
| 1976 | 1.º | 1 339 460 | 32,69 / 100,00 |      | 8 345 / 26 135  |       |
| 1979 | 1.º | 1 219 298 | 28,59 / 100,00 | 4,10 | 10 613 / 40 110 | 2 268 |
| 1982 | 1.º | 1 527 322 | 31,03 / 100,00 | 2,44 | 12 803 / 41 636 | 2 190 |
| 1985 | 2.º | 1 303 425 | 27,02 / 100,00 | 4,01 | 9 039 / 31 941  | 3 764 |
| 1989 | 2.º | 1 522 653 | 32,16 / 100,00 | 5,14 | 11 188 / 33 000 | 2 149 |
| 1993 | 1.º | 1 860 188 | 34,53 / 100,00 | 2,37 | 12 312 / 33 458 | 1 124 |
| 1997 | 1.º | 1 952 468 | 36,56 / 100,00 | 2,03 | 13 626 / 33 953 | 1 314 |
| 2001 | 1.º | 1 775 531 | 33,85 / 100,00 | 2,71 | 13 195 / 34 569 | 431   |
| 2005 | 1.º | 1 907 721 | 35,45 / 100,00 | 1,60 | 13 484 / 34 498 | 289   |
| 2009 | 1.º | 2 002 955 | 36,27 / 100,00 | 0,82 | 13 736 / 34 672 | 252   |
| 2013 | 1.º | 1 733 687 | 34,69 / 100,00 | 1,58 | 10 838 / 27 167 | 2 898 |
| 2017 | 1.º | 1 874 800 | 36,25 / 100,0  | 1,04 | 10 623 / 27 019 | 215   |
| 2021 | 1.º | 1 664 453 | 33,29 / 100,0  | 2,95 | 10 307 / 26 772 | 316   |

### Eleições Legislativas Regionais

#### Região Autónoma dos Açores

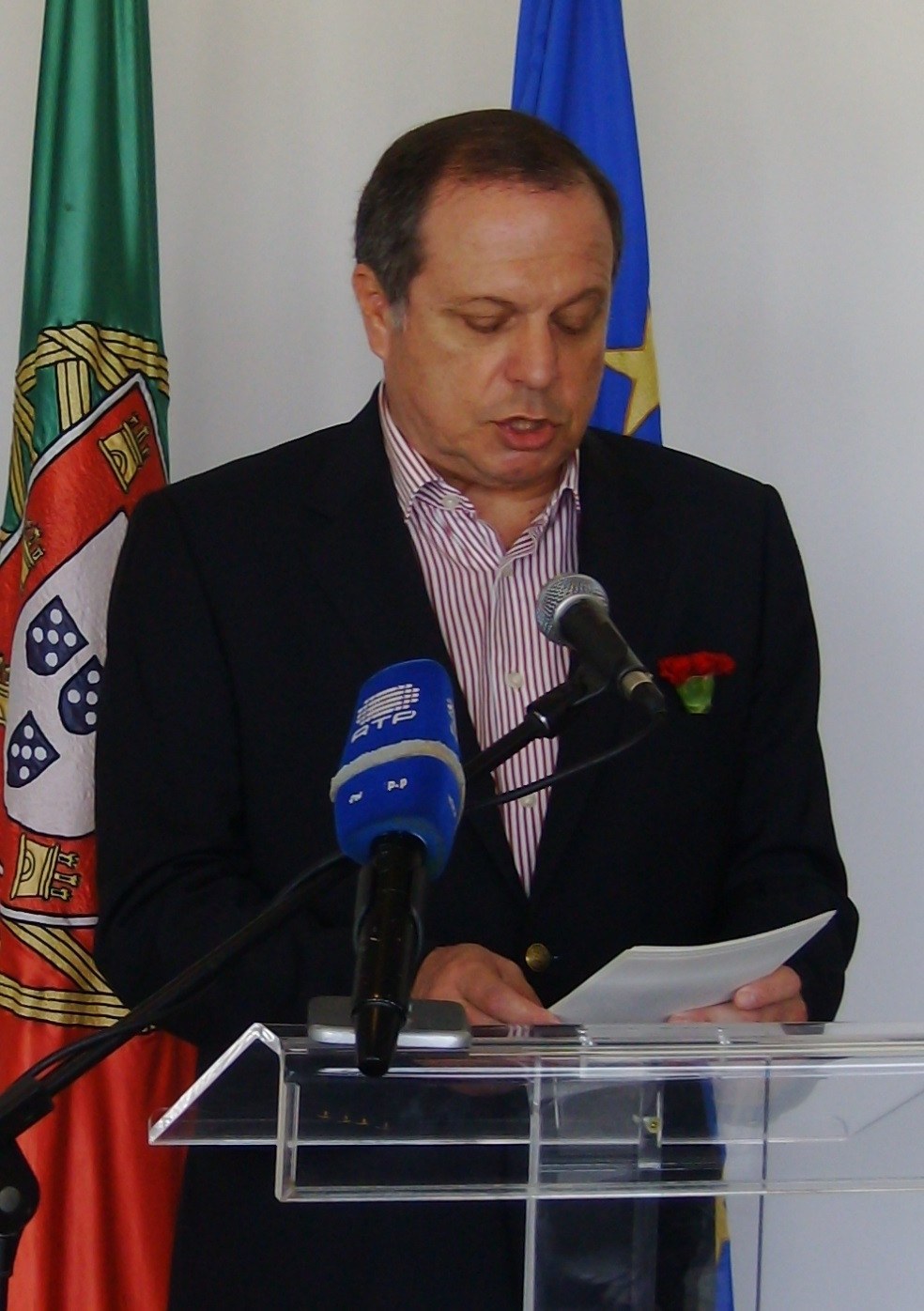
Carlos César foi Presidente do Governo Regional dos Açores entre 1996 e 2012

| Data | Líder          | Cl. | Votos  | %             | +/-  | Deputados | +/- | Status   |
| ---- | -------------- | --- | ------ | ------------- | ---- | --------- | --- | -------- |
| 1976 | Jaime Gama     | 2.º | 36 049 | 32,8 / 100,0  |      | 14 / 43   |     | Oposição |
| 1980 |                | 2.º | 32 790 | 27,3 / 100,0  | 5,5  | 12 / 43   | 2   | Oposição |
| 1984 |                | 2.º | 25 835 | 24,2 / 100,0  | 3,1  | 13 / 44   | 1   | Oposição |
| 1988 |                | 2.º | 37 625 | 35,5 / 100,0  | 11,3 | 22 / 51   | 9   | Oposição |
| 1992 |                | 2.º | 41 519 | 36,4 / 100,0  | 0,9  | 21 / 51   | 1   | Oposição |
| 1996 | Carlos César   | 1.º | 51 906 | 45,8 / 100,0  | 9,4  | 24 / 52   | 3   | Governo  |
| 2000 | Carlos César   | 1.º | 49 438 | 49,2 / 100,0  | 3,4  | 30 / 52   | 6   | Governo  |
| 2004 | Carlos César   | 1.º | 60 140 | 57,0 / 100,0  | 7,8  | 31 / 52   | 1   | Governo  |
| 2008 | Carlos César   | 1.º | 44 940 | 49,9 / 100,0  | 7,1  | 30 / 57   | 1   | Governo  |
| 2012 | Vasco Cordeiro | 1.º | 52 827 | 49,0 / 100,0  | 0,9  | 31 / 57   | 1   | Governo  |
| 2016 | Vasco Cordeiro | 1.º | 43 266 | 46,4 / 100,0  | 2,6  | 30 / 57   | 1   | Governo  |
| 2020 | Vasco Cordeiro | 1.º | 40 701 | 39,1 / 100,0  | 7,3  | 25 / 57   | 5   | Oposição |
| 2024 | Vasco Cordeiro | 2.º | 41 538 | 35,91 / 100,0 | 3,2  | 23 / 57   | 2   | Oposição |

#### Região Autónoma da Madeira
| Data | Líder/Candidato   | Cl.               | Votos             | %                 | +/-               | Deputados | +/-     | Status   |
| ---- | ----------------- | ----------------- | ----------------- | ----------------- | ----------------- | --------- | ------- | -------- |
| 1976 |                   | 2.º               | 23 968            | 22,3 / 100,0      |                   | 8 / 41    |         | Oposição |
| 1980 |                   | 2.º               | 18 606            | 15,0 / 100,0      | 7,3               | 5 / 44    | 3       | Oposição |
| 1984 |                   | 2.º               | 18 553            | 15,3 / 100,0      | 0,3               | 6 / 50    | 1       | Oposição |
| 1988 |                   | 2.º               | 21 058            | 16,8 / 100,0      | 1,5               | 7 / 53    | 1       | Oposição |
| 1992 |                   | 2.º               | 29 443            | 22,5 / 100,0      | 5,7               | 12 / 57   | 5       | Oposição |
| 1996 | Emanuel Fernandes | 2.º               | 33 790            | 24,8 / 100,0      | 2,3               | 13 / 59   | 1       | Oposição |
| 2000 | Mota Torres       | 2.º               | 27 290            | 21,0 / 100,0      | 3,8               | 13 / 61   | Estável | Oposição |
| 2004 | Jacinto Freitas   | 2.º               | 37 751            | 27,4 / 100,0      | 6,4               | 19 / 68   | 6       | Oposição |
| 2007 | Jacinto Freitas   | 2.º               | 21 692            | 15,4 / 100,0      | 12,0              | 7 / 47    | 12      | Oposição |
| 2011 | Maximiano Martins | 3.º               | 16 942            | 11,5 / 100,0      | 3,9               | 6 / 47    | 1       | Oposição |
| 2015 | Coligação Mudança | Coligação Mudança | Coligação Mudança | Coligação Mudança | Coligação Mudança | 5 / 47    | 1       | Oposição |
| 2019 | Paulo Cafôfo      | 2.º               | 51 207            | 35,8 / 100,0      |                   | 19 / 47   | 14      | Oposição |
| 2023 | Sérgio Gonçalves  | 2º                | 28 844            | 21,3 / 100,0      | 14,5              | 11 / 47   | 8       | Oposição |
| 2024 | Paulo Cafôfo      | 2º                | 28 981            | 21,3 / 100,0      | Estável           | 11 / 47   | Estável | Oposição |

## Congressos Nacionais do Partido Socialista
| #     | Localidade           | Dias                                  |
| ----- | -------------------- | ------------------------------------- |
| I     | Lisboa               | 13 a 15 de Dezembro de 1974           |
| II    | Lisboa               | 29 de Outubro a 2 de Novembro de 1976 |
| III   | Lisboa               | 2 a 4 de Março de 1979                |
| IV    | Lisboa               | 8 a 10 de Maio de 1981                |
| V     | Lisboa               | 30 de Setembro a 1 de Outubro de 1983 |
| VI    | Lisboa               | 27 a 29 de Junho de 1986              |
| VII   | Lisboa               | 19 a 21 de Fevereiro de 1988          |
| VIII  | Lisboa               | 14 e 15 de Janeiro de 1989            |
| IX    | Porto                | 25 a 27 de Maio de 1990               |
| X     | Lisboa               | 21 a 23 de Fevereiro de 1992          |
| XI    | Lisboa               | 5 a 7 de Fevereiro de 1999            |
| XII   | Lisboa               | 4 a 6 de Maio de 2001                 |
| XIII  | Lisboa               | 15 a 17 de Novembro de 2002           |
| XIV   | Guimarães            | 1 a 3 de Outubro de 2004              |
| XV    | Santarém             | 10 a 12 de Novembro de 2006           |
| XVI   | Espinho              | 27 de Fevereiro a 1 de Março de 2009  |
| XVII  | Matosinhos           | 8 a 10 de Abril de 2011               |
| XVIII | Braga                | 9 a 11 de Setembro de 2011            |
| XIX   | Santa Maria da Feira | 26 a 28 de Abril de 2013              |
| XX    | Lisboa               | 28 a 30 de Novembro de 2014           |
| XXI   | Lisboa               | 3 a 5 de Junho de 2016                |
| XXII  | Batalha              | 25 a 27 de Maio de 2018               |
| XXIII | Portimão             | 28 a 29 de Agosto de 2021             |
| XXIV  | Lisboa               | 5 a 7 de Janeiro de 2024              |

## Federações
| Federação                       | Presidente            | Sede             |
| ------------------------------- | --------------------- | ---------------- |
| Federação dos Açores            | Francisco César       | Ponta Delgada    |
| Federação do Algarve            | Luís Graça            | Faro             |
| Federação Área Urbana de Lisboa | Carla Tavares         | Lisboa           |
| Federação de Aveiro             | Hugo Oliveira         | Aveiro           |
| Federação do Baixo Alentejo     | Nelson Brito          | Beja             |
| Federação de Braga              | Victor Hugo Salgado   | Braga            |
| Federação de Bragança           | Benjamin Rodrigues    | Bragança         |
| Federação de Castelo Branco     | Vitor Pereira         | Castelo Branco   |
| Federação de Coimbra            | João Portugal         | Coimbra          |
| Federação de Évora              | Luís Dias             | Évora            |
| Federação da Guarda             | Alexandre Lote        | Guarda           |
| Federação de Leiria             | Gonçalo Lopes         | Leiria           |
| Federação da Madeira            | Paulo Cafôfo          | Funchal          |
| Federação de Portalegre         | Luis Testa            | Portalegre       |
| Federação do Porto              | Nuno Araújo           | Porto            |
| Federação Regional do Oeste     | Brian Silva           | Torres Vedras    |
| Federação de Santarém           | Hugo Costa            | Santarém         |
| Federação de Setúbal            | André Pinotes Batista | Setúbal          |
| Federação de Viana do Castelo   | Vítor Paulo Pereira   | Viana do Castelo |
| Federação de Vila Real          | Rui Santos            | Vila Real        |
| Federação de Viseu              | Armando Mourisco      | Viseu            |
| Fonte: Partido Socialista       |                       |                  |

## Organização, Estrutura e Organizações Autónomas
A organização de jovens do Partido Socialista chama-se Juventude Socialista e detêm uma organização própria e representantes de forma transversal nos vários órgãos, locais, federativos e nacionais do Partido.
O PS tem uma organização interna em que se organizam as militantes mulheres, a Mulheres Socialistas – Igualdade e Direitos, que detêm uma organização própria e representantes em vários órgãos federativos e nacionais do Partido.
Os trabalhadores socialistas, organizados em estruturas de ação sectorial, organizam-se na Tendência Sindical Socialista, que é um organismo autónomo representativo de todos os trabalhadores sindicalizados e filiados no PS. Esta estrutura é obrigatoriamente ouvida pelos órgãos diretivos do Partido e o seu coordenador é convocado para as reuniões do Secretariado Nacional, sempre que estiver em causa a definição das políticas a prosseguir pelo Partido nas áreas laboral, económica e social.
Os Autarcas do PS também têm uma organização de Autarcas denominada Associação Nacional dos Autarcas Socialistas, que detêm uma organização própria e representantes em vários órgãos nacionais do Partido.

### Organização e Estrutura do Partido[39]

#### Organização Política Concelhia
As Concelhias são as estruturas responsáveis pela coordenação da intervenção política do Partido ao nível municipal e pela articulação entre as secções existentes.

##### Comissão Política Concelhia
A Comissão Política Concelhia é o órgão de definição da estratégia e de coordenação da atividade do Partido a nível municipal, competindo-lhe:
- Eleger, de entre os seus membros, na sua primeira reunião, a respetiva Mesa, constituída por um presidente e dois secretários, que não podem exercer simultaneamente funções no órgão executivo da Concelhia;
- Eleger, sob proposta do Presidente da Comissão Política Concelhia, o Secretariado Concelhio;
- Apreciar a situação política geral, e em especial os problemas da área do respetivo concelho;
- Criar grupos de trabalho para desenvolvimento de atividades de âmbito concelhio e dissolvê-los;
- Emitir parecer sobre a criação, fusão e extinção de estruturas de base, na área do respetivo concelho;
- Desencadear e assegurar o cumprimento do processo de designação dos candidatos autárquicos municipais;
- Aprovar as restantes listas de candidatos aos órgãos autárquicos municipais do respetivo concelho;
- Coordenar, sob orientação da Federação, as atividades das estruturas de base existentes no concelho e dinamizar o seu funcionamento;
- Assegurar uma adequada coordenação entre os autarcas eleitos para os órgãos locais e as estruturas do Partido, tendo em vista a definição conjunta da política autárquica a prosseguir no âmbito do concelho;
- Organizar duas reuniões anuais dos socialistas do concelho, na qual participem designadamente, e por direito próprio, todos os membros da Comissão Política Concelhia, com e sem direito de voto, todos os autarcas socialistas eleitos e em funções, assim como, pelo menos, cinco representantes da JS indicados pela sua estrutura competente;
- Aprovar o orçamento da Comissão Política Concelhia;
- Aprovar anualmente as contas da Comissão Política Concelhia.

##### Mesa da Comissão Política Concelhia
Compete à Mesa da Comissão Política Concelhia:
- Convocar, presidir e orientar os trabalhos da CPC;
- Coordenar os atos eleitorais da concelhia e demais processos eleitorais na concelhia, quando não existam secções no respetivo concelho.

##### Presidente da Concelhia
Compete ao Presidente da Concelhia:
- Coordenar a atividade da Comissão Política Concelhia e do Secretariado Concelhio;
- Convocar as respetivas reuniões;
- Assegurar a articulação adequada com os secretariados das secções que existam na área do concelho;
- Propor à Comissão Política Concelhia a eleição e a substituição dos membros do Secretariado.

##### Secretariado da Concelhia
O Secretariado Concelhio é órgão executivo da Concelhia, competindo-lhe:
- Executar as deliberações e decisões dos órgãos nacionais e da respetiva Federação, bem como da Comissão Política Concelhia;
- Organizar e representar a Concelhia e superintender na sua atividade;
- Reunir, pelo menos de três em três meses, com os autarcas socialistas da área do concelho;
- Elaborar e executar programas de dinamização em articulação com a Comissão Política Concelhia;
- Angariar receitas e arrecadar as que lhe são próprias;
- Convocar o plenário concelhio de militantes;
- Autorizar e controlar as despesas no âmbito das suas competências e de acordo com o orçamento aprovado;
- Designar um membro responsável pela área financeira e prestação de contas da Concelhia;
- Exercer funções delegadas pela Comissão Política Concelhia.

#### Secções
As secções são estruturas do Partido constituídas para a definição, execução e divulgação da sua orientação política a nível local, setorial e temático.
As secções podem ser secções de residência, secções sectoriais e secções temáticas.
1. As secções de residência são as estruturas de base constituídas por um número mínimo de quinze residentes numa ou mais freguesias contíguas dentro do mesmo concelho. Secção do Bonfim, Porto.
2. As secções de ação setorial organizam-se em empresas, organizações ou setores de atividade.
3. As secções temáticas organizam-se para o acompanhamento e a iniciativa relacionados com temas, áreas e problemas das políticas públicas.

##### Assembleia Geral
A Assembleia Geral, constituída por todos os membros inscritos na secção, é o órgão deliberativo das estruturas de base, competindo-lhe:
- Eleger a própria Mesa, constituída por um presidente e dois secretários;
- Eleger o Secretariado da Secção;
- No caso das secções de residência, aprovar as candidaturas do PS às respetivas Assembleias de Freguesia.;
- Participar nas eleições dos órgãos concelhios, federativos e nacionais, nos termos estabelecidos nos presentes Estatutos;
- Organizar, em articulação com o Secretariado, uma receção anual aos novos militantes;
- Promover, em articulação com o Secretariado, uma iniciativa de interação com a comunidade onde está sediada a Secção;
- Acompanhar a ação do Secretariado da secção.

##### Secretariado
O Secretariado das secções é o órgão executivo das estruturas de base responsável pela execução da linha política do Partido definida pelos órgãos competentes.

#### Organização Política Distrital e Regional
As Federações são as estruturas responsáveis pela definição da orientação política do Partido a nível distrital ou regional e pela coordenação da ação desenvolvida pelas secções e pelas concelhias da sua área de intervenção.

##### Congresso da Federação
O Congresso da Federação é o órgão de apreciação da política do PS na área abrangida, competindo-lhe:
- Discutir e aprovar a moção de política global da Federação;
- Eleger a Comissão Política da Federação, a Comissão Federativa de Jurisdição e a Comissão Federativa de Fiscalização Económica e Financeira.

##### Comissão Política da Federação
A Comissão Política da Federação é órgão deliberativo máximo entre Congressos, competindo-lhe:
- Estabelecer a linha de atuação do Partido a nível distrital ou regional e velar pela sua aplicação;
- Eleger, de entre os seus membros, a Mesa, composta por um Presidente e dois Secretários, a qual dirigirá os trabalhos;
- Eleger o Vice-Presidente da Federação, mediante proposta do Presidente da Federação ou, na ausência ou impedimento deste, do Secretariado da Federação;
- Eleger o Secretariado da Federação, sob proposta do Presidente da Federação;
- Apreciar a situação política geral e, em especial, os problemas da área da Federação, bem como aplicar e velar pela aplicação, no respetivo âmbito, das deliberações e decisões dos órgãos nacionais e das recomendações do Congresso da Federação;
- Convocar extraordinariamente o Congresso da Federação;
- Eleger, de entre os seus membros, a Comissão Organizadora do Congresso, quer para o Congresso ordinário quer para os Congressos extraordinários;
- Estabelecer o número total de delegados ao Congresso;
- Aprovar os programas de ação política da Federação;
- Aprovar o orçamento da Federação, integrando os orçamentos das Secções e das Concelhias;
- Aprovar anualmente as contas da Federação integrando as contas das Secções e das Concelhias;
- Aprovar, sob proposta do Secretariado da Federação, o calendário, o número de membros e os regulamentos eleitorais para as Comissões Políticas Concelhias;
- Coordenar o processo de designação dos candidatos a deputados à Assembleia da República indicados pela Federação;
- Aprovar o regulamento interno da Federação e o regimento de funcionamento da Comissão Política da Federação;
- Eleger sob proposta conjunta do Presidente da Federação e do Presidente da Mesa da Comissão Política da Federação, o Presidente Honorário da Federação;
- Pronunciar-se sobre propostas de reorganização das estruturas de base concelhia no quadro dos poderes de auto-organização.

##### Presidente da Federação
Compete ao Presidente da Federação:
- Coordenar e assegurar a orientação política do Partido na área da Federação e velar pela aplicação das deliberações dos órgãos federativos;
- Uma vez eleito, submeter à aprovação do Congresso Federativo a moção de política global.;
- Convocar reuniões trimestrais conjuntas do Secretariado da Federação com os Presidentes das Comissões Políticas Concelhias, com os Secretários coordenadores das Secções, e com os primeiros eleitos socialistas das Câmaras Municipais e Assembleias Municipais.

##### Secretariado da Federação
O Secretariado da Federação é órgão executivo da Federação, competindo-lhe:
- Executar as deliberações e decisões dos órgãos nacionais e federativos;
- Convocar extraordinariamente a Comissão Política da Federação;
- Elaborar os programas de ação política da Federação e submetê-los à apreciação da Comissão Política da Federação;
- Elaborar o Relatório e as Contas do respetivo mandato e submetê-lo à apreciação do Congresso da Federação;
- Efetuar reuniões periódicas com as secções da área da Federação;
- Pronunciar-se sobre a criação, fusão ou extinção de secções;
- Orientar as atividades desempenhadas pelos funcionários afetos à respetiva federação;
- Propor o calendário, o número de membros e os regulamentos eleitorais para as Comissões Políticas Concelhias e organizar o processo eleitoral respetivo, nos termos definidos pela Comissão Nacional;
- Definir a estrutura dos departamentos federativos permanentes em articulação com os departamentos nacionais;
- Nomear os responsáveis pelos departamentos federativos, ouvida a Comissão Política da Federação, e assegurar através deles a iniciativa política de âmbito distrital ou regional;
- Acompanhar o processo de designação dos candidatos autárquicos municipais;
- Apresentar anualmente ao Secretariado Nacional o Relatório e as Contas da Federação, após parecer da Comissão de Fiscalização Económica e Financeira da Federação;
- Designar um membro responsável pela área financeira e pela prestação de contas da Federação, competindo-lhe designadamente autorizar e controlar as despesas de acordo com o orçamento.

##### Comissão Federativa de Jurisdição
Compete à Comissão Federativa de Jurisdição:
- Funcionar como instância de julgamento de conflitos e de exercício de competência disciplinar ao nível da respetiva Federação;
- Instruir e julgar processos disciplinares em que sejam arguidos membros inscritos em secções da área da Federação;
- Decretar a suspensão preventiva dos arguidos após audição destes, quando a gravidade dos factos imputados, a existência de indícios suficientes da verdade da imputação, ou exigências indeclináveis da própria instrução do processo a justificarem, por período não superior a 60 dias, renovável por sucessivos períodos de 30 dias, até ao máximo de cento e oitenta;
- Instruir e julgar os conflitos de competência entre órgãos da área da Federação;
- Instruir e julgar processos de impugnação da validade das deliberações das Comissões Políticas Concelhias e dos órgãos das Secções da área da Federação;
- Instruir e julgar os processos de impugnação da validade das deliberações e decisões dos órgãos federativos;
- Proceder a inquéritos, por sua iniciativa ou a solicitação de quaisquer órgãos da Federação, de Secções ou das Comissões Políticas Concelhias;
- Submeter ao Congresso da Federação um relatório das suas atividades.

##### Comissão Federativa de Fiscalização Económica e Financeira
Compete à Comissão Federativa de Fiscalização Económica e Financeira:
- Fiscalizar a gestão económica e financeira do Partido, defender o seu património e pugnar pela exatidão das suas contas, ao nível da Federação;
- Fiscalizar e assegurar a atualização anual do inventário dos bens do Partido, na área da Federação;
- Fiscalizar a legalidade, o respeito pelos Estatutos, o rigor e a transparência da gestão administrativa e financeira dos órgãos das Secções, das Comissões Políticas Concelhias e da Federação;
- Emitir parecer sobre as contas anuais da Federação e fiscalizar a sua fidedignidade, e a dos respetivos documentos justificativos, bem como as contas das Secções e das Comissões Políticas Concelhias;
- Proceder a inquéritos por sua iniciativa, ou a solicitação de qualquer órgão da área da Federação, sobre factos relacionados com a sua esfera de atuação;
- Participar à Comissão Federativa de Jurisdição quaisquer irregularidades passíveis de procedimento disciplinar ou outro;
- Emitir parecer sobre a alienação ou oneração de bens imóveis pelo Secretariado da Federação;
- Submeter ao Congresso da Federação um relatório das suas atividades.

#### Cimeira Interfederativa
A Cimeira Interfederativa reúne os Presidentes de Federação do Partido, por área territorial correspondente às NUT II, e assegura a coordenação e articulação da ação e orientação política do Partido, nas matérias com incidência nessa unidade territorial.
Compete à Cimeira Interfederativa em especial:
- Apreciar a situação política regional e, em especial, os problemas da área territorial;
- Velar pela aplicação, no respetivo âmbito, das deliberações e decisões dos órgãos nacionais e das federações com incidência em matérias de competência dos órgãos supramunicipais.

A Cimeira Interfederativa reúne trimestralmente e a direção dos seus trabalhos é exercida de forma rotativa entre os membros daquele órgão.

#### Organização Política a nível nacional

##### Congresso Nacional
O Congresso Nacional é o órgão de apreciação e definição das linhas gerais da política nacional do Partido, competindo-lhe:
- Aprovar, no momento próprio, a Moção de Política Global;
- Aprovar, no momento próprio, o programa de legislatura;
- Eleger o Presidente do Partido, a Comissão Nacional, a Comissão Nacional de Jurisdição e a Comissão Nacional de Fiscalização Económica e Financeira.;
- Aprovar alterações aos Estatutos e à Declaração de Princípios;
- Debater e votar as Moções apresentadas pelas Organizações Autónomas, pelas MS/ID, bem assim Moções Políticas desde que estas 32 sejam subscritas por um mínimo de 10% dos delegados eleitos ao Congresso.

O Congresso Nacional reúne, ordinariamente, antecedido da eleição direta do Secretário-geral e, extraordinariamente, mediante convocação da Comissão Nacional, do Secretário-geral ou da maioria das Comissões Políticas das Federações que representem também a maioria dos membros inscritos no partido.

##### Comissão Nacional
A Comissão Nacional é o órgão deliberativo máximo do Partido entre Congressos, competindo-lhe:
- Estabelecer a linha da atuação do Partido, nomeadamente na esfera da sua ação política e velar pela sua aplicação;
- Eleger, sob proposta do Secretário-geral, o Secretariado Nacional e o Secretário-geral Adjunto;
- Eleger a Comissão Política Nacional;
- Eleger, sob proposta conjunta do Secretário-Geral e do Presidente do Partido, o Presidente Honorário do Partido;
- Aprovar o programa de ação política do Secretariado Nacional;
- Convocar eleições diretas abertas a simpatizantes;
- Eleger os substitutos dos membros dos órgãos nacionais do Partido, por si eleitos, em caso de vacatura do cargo ou de impedimento prolongado;
- Eleger, de entre os seus membros, as comissões especializadas que delibere constituir;
- Eleger os Diretores dos órgãos da Imprensa Oficial do Partido, sob proposta do Secretariado Nacional;
- Marcar a data e o local de reunião do Congresso Nacional, aprovar os respetivos Regulamento e Regimento e eleger a Comissão Organizadora do Congresso;
- Aprovar, sob proposta do Secretariado Nacional, o Orçamento Geral do Partido;
- Aprovar, sob proposta do Secretariado Nacional, todos os Regulamentos referentes ao funcionamento do Partido;
- Aprovar, sob proposta do Secretariado Nacional, os regulamentos eleitorais, nomeadamente os Regulamento para a eleição direta do Secretário-Geral, dos Presidentes de Federação e dos Delegados aos Congressos Nacionais e Federativos;
- Aprovar anualmente o Relatório e Contas do Partido;
- Aprovar o Regulamento Processual e Disciplinar, por proposta da Comissão Nacional de Jurisdição;
- Aprovar o Regulamento de Assiduidade e Faltas dos eleitos para cargos dirigentes do Partido;
- Aprovar a suspensão preventiva de qualquer militante, após a audição deste, quando julgue essa medida necessária à salvaguarda da unidade, do prestígio e do bom nome do Partido, atenta a gravidade dos factos imputados, as repercussões internas ou externas que os mesmos possam provocar, bem como a existência de indícios suficientes da verdade da imputação;
- Aprovar, por proposta do Secretariado Nacional, e após prévia audição do respetivo órgão executivo, a dissolução de Secção, Concelhia ou Federação que deliberada ou sistematicamente viole a Declaração de Princípios, o Programa do Partido, os Estatutos ou os Regulamentos do Partido;
- Convocar referendos para auscultação dos militantes;
- Marcar a data e o local de reunião da Convenção Nacional, aprovar os respetivos Regulamento e Regimento e eleger a Comissão organizadora da Convenção, sob proposta do Secretariado Nacional;
- Fixar o ratio nacional mínimo entre o número de militantes com capacidade eleitoral ativa e o número de delegados a eleger para os congressos nacionais ou federativos.

A Comissão Nacional reúne ordinariamente, pelo menos de três em três meses, e, extraordinariamente, por iniciativa do Presidente do Partido ou a pedido do Secretário-Geral, da Comissão Política Nacional ou de, pelo menos, um quarto dos seus membros, mediante aviso contendo menção do local, do dia e da hora da reunião e da respetiva ordem de trabalhos, enviada a todos os seus membros com a antecedência mínima de dez dias.

##### Presidente do Partido
Compete ao Presidente do Partido:
- Presidir ao Congresso Nacional e à Comissão Nacional com todos os direitos inerentes, tendo também assento em todos os demais órgãos do Partido com exceção, quanto ao direito de voto, do Secretariado Nacional, da Comissão Nacional de Jurisdição e da Comissão Nacional de Fiscalização Económica e Financeira;
- Presidir aos atos solenes da vida interna do Partido;
- Acumular as funções de Secretário-Geral em caso de ausência ou impedimento prolongados do respetivo titular

O Presidente do Partido empenha a sua magistratura moral na defesa da unidade e coesão do Partido e no respeito pelos princípios e valores da sua Declaração de Princípios e Programa do Partido.

##### Presidente Honorário do Partido
O Presidente Honorário do Partido tem assento na Comissão Nacional e colabora com o Presidente do Partido, empenhando a sua magistratura moral na defesa da unidade e coesão do Partido.

##### Comissão Política Nacional
A Comissão Política Nacional é o órgão deliberativo do Partido no intervalo das reuniões da Comissão Nacional, competindo-lhe:
- Aplicar e velar pela execução das deliberações da Comissão Nacional nos intervalos das suas reuniões;
- Convocar extraordinariamente a Comissão Nacional;
- Definir linhas de orientação política aos grupos de representantes e parlamentares perante si responsáveis;
- Designar membros de cargos políticos de âmbito nacional que caiba ao Partido Socialista indicar e definir as formas de relacionamento destes com os órgãos do Partido;
- Ratificar o modelo da estrutura organizativa e funcional dos serviços do Partido, sob proposta do Secretariado Nacional;
- Ratificar o Estatuto e o Sistema de Carreiras dos Funcionários do Partido, sob proposta do Secretariado Nacional;
- Propor à Comissão Nacional o sistema de quotização e a respetiva atualização;
- Aprovar, sob proposta do Secretariado Nacional, um plano de ação para a Democracia Participativa, o qual será objeto de relatório anual a submeter à apreciação da Comissão Política Nacional;
- Aprovar a suspensão preventiva de qualquer militante, após audição deste, quando julgue essa medida necessária à salvaguarda da unidade, do prestígio e do bom nome do Partido, atenta a gravidade dos factos imputados, as repercussões internas ou externas que os mesmos possam provocar, bem como a existência de indícios suficientes da verdade da imputação.

A Comissão Política Nacional reúne ordinariamente de dois em dois meses por iniciativa do Secretário-Geral, mediante aviso contendo menção do local, do dia, da hora da reunião e da respetiva ordem de trabalhos, enviada a todos os seus membros com a antecedência 41 mínima de quinze dias.
A Comissão Política Nacional reúne, extraordinariamente, sempre que convocada pelo Secretário-Geral, por iniciativa própria ou a solicitação de um quarto dos seus membros, mediante aviso contendo menção do local, do dia e da hora da reunião, bem como a respetiva ordem de trabalhos, enviada a todos os seus membros com a antecedência mínima de quarenta e oito horas, redutível a metade em caso de urgência.

##### Secretário-Geral
Compete ao Secretário-Geral:
- Coordenar e assegura a sua orientação política;
- Velar pelo seu funcionamento harmonioso e pela aplicação das deliberações dos órgãos nacionais;
- Presidir às reuniões da Comissão Política e do Secretariado Nacional, com voto de qualidade, tendo assento em todos os demais órgãos do Partido;
- Submeter à aprovação do Congresso Nacional, uma vez eleito, a Moção Política Global contendo as linhas gerais da política nacional do Partido;
- Convocar o Secretariado Nacional e dirigir os seus trabalhos;
- Propor à aprovação da Comissão Nacional programas de ação política;
- Apresentar ao Congresso Nacional o Relatório das Atividades desenvolvidas pelo Secretariado Nacional, e à Comissão Nacional o Relatório e a Conta Geral do Partido, sendo esta acompanhada do parecer da Comissão Nacional de Fiscalização Económica e Financeira;
- Convocar trimestralmente reuniões conjuntas do Secretariado Nacional com os Presidentes das Federações;
- Propor à Comissão Nacional a convocação de referendos internos;
- Representar o Partido em juízo e fora dele;
- Propor à Comissão Política Nacional a substituição de qualquer dos membros do Secretariado Nacional, em caso de impedimento ou exoneração.

##### Secretariado Nacional
O Secretariado Nacional é o órgão executivo da Comissão Política Nacional, competindo-lhe:
- Assegurar a execução das deliberações e decisões dos órgãos nacionais do Partido;
- Tomar as deliberações necessárias à direção do Partido;
- Assegurar o coeso e regular funcionamento da estrutura partidária;
- Designar a Comissão de Gestão e a administração do património do Partido;
- Propor à Comissão Política Nacional o modelo da estrutura organizativa e funcional dos serviços, o estatuto e o sistema de carreiras dos funcionários do Partido;
- Propor à Comissão Nacional a aprovação do Orçamento Geral do Partido e das respetivas contas anuais;
- Propor à Comissão Nacional, o Regulamento de Militância e Participação, o Regulamento de Quotização e o Regulamento Financeiro;
- Propor à Comissão Nacional os regulamentos para eleição do Secretário-Geral, dos Presidentes das Federações e dos delegados aos Congressos Nacionais e Federativos;
- Convocar plenários federativos de militantes, cujas reuniões são conduzidas pela Mesa da Comissão Política da Federação respetiva;
- Aprovar a suspensão preventiva de qualquer militante, após a audição deste, quando julgue essa medida necessária à salvaguarda da unidade, do prestígio e do bom nome do Partido, atenta a gravidade dos factos imputados, as repercussões internas ou externas que os mesmos possam provocar, bem como a existência de indícios suficientes da verdade da imputação;
- Determinar a perda de qualidade de Simpatizante quando, ouvido previamente o visado, quando julgue essa medida necessária à salvaguarda da unidade, do prestígio e do bom nome do Partido.

##### Secretário-Geral Adjunto
Compete ao Secretário-Geral Adjunto:
- Coordenar a gestão política quotidiana do PS;
- Coordenar a Comissão Permanente;
- Exercer as competências que lhe forem delegadas pelo Secretário-geral.

##### Comissão Permanente
A Comissão Permanente apoia o Secretário-geral Adjunto na gestão política quotidiana do PS e exercerá as competências atribuídas ao Secretariado Nacional no intervalo das suas reuniões.

##### Comissão Nacional de Jurisdição
A Comissão Nacional de Jurisdição é o órgão jurisdicional máximo do Partido, competindo-lhe:
- Julgar definitivamente os recursos das decisões das Comissões de Jurisdição das Federações;
- Instruir e julgar os processos de impugnação da validade das deliberações e decisões dos órgãos nacionais;
- Instruir e julgar conflitos de competência ou jurisdição entre órgãos nacionais do Partido;
- Instruir e julgar os processos disciplinares em que sejam arguidos membros dos órgãos nacionais ou das Federações do Partido;
- Decretar, por maioria de dois terços, a suspensão da execução de declarações ou deliberações de órgãos do Partido, objeto de recurso, desde que essa execução implique lesão de interesses fundamentais do Partido;
- Decretar a suspensão preventiva dos arguidos, após audição destes, por período não superior a 60 dias, renovável por sucessivos períodos de igual tempo, até ao máximo de 180 dias, mediante justificação;
- Proceder a averiguações preliminares com vista à determinação de eventuais infrações disciplinares por solicitação dos órgãos nacionais do Partido;
- Aplicar a pena de expulsão;
- Dar parecer sobre a interpretação ou o suprimento das lacunas das disposições estatutárias ou regulamentares, a solicitação dos órgãos nacionais ou federativos do Partido;
- Participar nos processos de revisão estatutária;
- Propor à Comissão Nacional a alteração do Regulamento Processual e Disciplinar do Partido;
- Submeter ao Congresso Nacional um relatório das suas atividades.

##### Comissão Nacional de Fiscalização Económica e Financeira
A Comissão Nacional de Fiscalização Económica e Financeira é o órgão máximo de fiscalização económica e financeira do partido, competindo-lhe:
- Defender o património do Partido e pugnar pela exatidão das suas contas;
- Fiscalizar e assegurar a verdade e a atualização do inventário dos bens do Partido;
- Fiscalizar a legalidade, o respeito pelos Estatutos, o rigor e a transparência da gestão administrativa e financeira do Partido;
- Fiscalizar a fidedignidade das contas e dos respetivos documentos justificativos;
- Emitir anualmente parecer sobre o Relatório e a Conta Geral do Partido;
- Emitir parecer sobre a alienação ou oneração de bens imóveis pelo Secretariado Nacional;
- Proceder a inquéritos, por sua iniciativa ou a solicitação de qualquer órgão nacional, sobre factos relacionados com a sua esfera de atuação;
- Participar à Comissão Nacional de Jurisdição quaisquer irregularidades de que tenha conhecimento, passíveis de procedimento disciplinar ou outro;
- Submeter ao Congresso Nacional um relatório das suas atividades.

#### Grupos de Representantes e Parlamentares
Os eleitos em listas do Partido em quaisquer órgãos autárquicos não deliberativos organizam-se em grupos de representantes.
Os eleitos em listas do Partido em qualquer assembleia deliberativa (em especial no Parlamento Europeu, na Assembleia da República, nas Assembleias Legislativas Regionais dos Açores e da Madeira, nas Assembleias Regionais, nas Assembleias Metropolitanas, nas Assembleias Municipais, nas Assembleias de Freguesia e noutros órgãos autárquicos deliberativos) organizam-se em Grupos Parlamentares.
Os Grupos Parlamentares definem a sua própria estrutura diretiva, criando os órgãos adequados.
Os Grupos de Representantes e parlamentares nos órgãos autárquicos de uma determinada área devem organizar-se para a defesa de interesses e para a execução de ações comuns.

##### Responsabilidades dos Grupo de Representantes e Parlamentares Socialistas
Os Grupos de Representantes e Parlamentares Socialistas são responsáveis:
- Perante a Comissão Política Concelhia, quando se trate de cargos de âmbito local ou concelhio;
- Perante a Comissão Política da Federação Distrital, quando se trate de cargos de âmbito distrital;
- Perante a Comissão Política da Federação Regional, quando se trate de cargos de âmbito regional;
- Perante os órgãos próprios do PS-Açores e PS-Madeira, quando se trate de cargos do âmbito das regiões autónomas;
- Perante a Comissão Política Nacional, quando se trate de cargos de âmbito nacional.

##### Competência
Compete aos Grupos Parlamentares:
- Eleger, de entre os seus membros, a Direção do Grupo, órgão que assegura a representação política do grupo no âmbito da respetiva competência;
- Designar os candidatos do Partido aos cargos internos e externos, sob proposta da Direção, em conformidade com as orientações da Comissão Política Nacional;
- Distribuir os Deputados pelas Comissões Parlamentares, sob proposta da Direção;
- Aprovar o regulamento interno do Grupo Parlamentar;
- Pronunciar-se sobre todas as questões submetidas aos órgãos deliberativos a que pertencem e as posições que perante elas devam ser adotadas.

Os Grupos de representantes exercem as competências previstas no número anterior com as devidas adaptações.

#### Mulheres Socialistas – Igualdade e Direitos
A “Mulheres Socialistas – Igualdade e Direitos”, tem como objetivo promover uma efetiva igualdade de direitos entre as mulheres e os homens, bem como a participação paritária em todos os domínios da vida política, económica, cultural e social bem como a sua intervenção na atividade do Partido, e adota a sigla “MS-ID”.
A MS-ID é objeto da regulamentação prevista no seu Regulamento Interno.
A Presidente e os restantes órgãos da MS-ID são eleitos por todas as militantes inscritas no Partido Socialista, nos termos dos Regulamentos Eleitorais aprovados para a eleição dos órgãos nacionais do PS. A nível federativo e concelhio podem constituir-se estruturas da MS-ID, com forma e objetivos similares à Organização Nacional do PS, as quais são eleitas por todas as militantes da respetiva área de atuação, nos termos dos Regulamentos Eleitorais aprovados para a eleição dos órgãos federativos e concelhios do PS. As estruturas da MS-ID devem ter uma representante nas estruturas de organização de processos eleitorais.
À direção da MS-ID compete promover as condições necessárias à plena concretização do representante nas estruturas de organização de processos eleitorais, acompanhando especialmente o cumprimento do princípio da paridade, bem como as propostas para o seu integral cumprimento.
O Partido Socialista tem o dever de apoiar material, técnica e financeiramente a atividade da MS-ID, nos termos de protocolos de cooperação válidos por períodos de dois anos.
O Regulamento Interno da MS-ID, depois de aprovado na Comissão Nacional da MS-ID, é submetido à ratificação da Comissão Nacional do Partido.

#### Gabinete de Estudos
O Gabinete de Estudos é a estrutura permanente de investigação e apoio técnico do Partido, funcionando junto do Secretariado Nacional, com direção por este designada e segundo Regulamento aprovado pela Comissão Política Nacional.
O Gabinete de Estudos presta apoio a todos os órgãos do Partido e em especial às comissões especializadas da Comissão Nacional, aos Grupos Parlamentares e de Representantes, bem como aos membros do Partido que desempenhem funções de relevância política.
Junto dos Secretariados das Federações devem funcionar, como estruturas de consulta, Gabinetes de Estudos Federativos.

#### Departamento Nacional de Simpatizantes
O Secretariado Nacional criará um Departamento Nacional de Simpatizantes com o propósito de discutir, aprofundar e formular propostas de política pública, agregando os simpatizantes aderentes ao Partido.
O Departamento Nacional de Simpatizantes é coordenado por um membro do Secretariado Nacional que deverá, com regularidade semestral submeter um relatório síntese da atividade desenvolvida.

#### Departamentos Nacionais Temáticos
O Secretariado Nacional pode criar Departamentos Nacionais Temáticos com o propósito de discutir, aprofundar e formular propostas de política pública, agregando militantes, simpatizantes e independentes.
Os Departamentos Nacionais Temáticos são coordenados por um membro do Secretariado Nacional que deverá, com regularidade semestral submeter um relatório síntese da atividade desenvolvida.
Os DN podem funcionar tendencialmente ou exclusivamente em plataformas digitais.

#### Clubes de política
Qualquer militante pode promover a criação de uma estrutura informal de debate sobre temas políticos de relevo, envolvendo militantes e pessoas não ligadas ao Partido Socialista, denominado clube de política.
Os clubes de política formados ao abrigo do presente preceito podem utilizar as sedes do Partido Socialista, desde que os seus promotores informem os órgãos responsáveis da sua intenção e não ponham em causa o bom nome do Partido Socialista.
Ponderado o interesse relevante da iniciativa, pode o secretariado territorialmente competente conceder apoio logístico suplementar ao funcionamento de clubes de política

#### Estruturas de militância digital
As estruturas de militância digital são plataformas de exercício da atividade partidária, de participação e debate político, de promoção dos princípios e valores do Partido e de afirmação da sua estratégia política.
As estruturas de militância digital têm âmbito nacional, são criadas, articulam e coordenam as suas atividades com o Secretariado Nacional.
Cada estrutura de militância digital será constituída por um número mínimo de quinze militantes, dinamizada por um Coordenador.
O Secretariado Nacional poderá, em regulamento próprio por si aprovado, determinar a constituição de uma estrutura, com âmbito nacional, para o acompanhamento, organização e estímulo da militância digital.

### Organizações Autónomas

#### Juventude Socialista
A organização de juventude do Partido Socialista é a Juventude Socialista (JS).
A Juventude Socialista dispõe de autonomia organizativa e de ação no respeito pela Declaração de Princípios, pelo Programa do Partido, pelos Estatutos e pela orientação política genérica dimanada dos órgãos do Partido.
A Juventude Socialista goza de autonomia financeira, mas o Partido Socialista tem o dever de apoiar material, técnica e financeiramente a sua atividade, nos termos de protocolos de cooperação válidos por períodos renováveis de dois anos.

#### Tendência Sindical Socialista
A Tendência Sindical Socialista (TSS) é a organização autónoma representativa dos trabalhadores/as militantes no PS, bem como dos simpatizantes que partilhem o conteúdo do Programa do PS e da Declaração de Princípios do Partido, organizados em sindicatos.
Os trabalhadores socialistas organizados em estruturas de ação setorial e a Tendência Sindical Socialista devem ser ouvidos, pelos órgãos diretivos do Partido, em tudo o que lhes diga especialmente respeito.

#### Associação Nacional dos Autarcas Socialistas
A Associação Nacional dos Autarcas Socialistas é a estrutura representativa dos autarcas das Freguesia e dos Municípios, à qual pertencem por direito próprio os Presidentes das Assembleias de Freguesia, os Presidentes das Juntas de Freguesia, os Presidentes das Assembleias Municipais, os Presidentes das Câmaras Municipais, os líderes das bancadas do Partido nas Assembleias Municipais e os primeiros Vereadores de cada Município.
Os restantes autarcas poderão aderir a esta estrutura representativa dos eleitos pelo Partido.
A organização e o funcionamento da ANA PS é objeto da regulamentação prevista nos seus estatutos.
Os autarcas socialistas, preferencialmente através da Associação Nacional dos Autarcas Socialistas, devem ser ouvidos pelos órgãos diretivos do Partido em tudo o que lhes diga diretamente respeito, tendo direito ao apoio do Partido no exercício da sua ação militante.
Os Estatutos da ANA PS são submetidos à ratificação da Comissão Nacional do Partido.

### Comunicação do Partido

#### Imprensa do Partido
A Imprensa do Partido é constituída pelos jornais oficiais, pelos boletins e outras publicações periódicas de natureza informativa destinadas fundamentalmente aos membros do Partido.
São jornais oficiais do Partido o “Ação Socialista” e o “Portugal Socialista”, cujos Diretores são responsáveis, perante a Comissão Nacional e a Comissão Política Nacional.
A atividade editorial do Partido é da responsabilidade do Secretariado Nacional.

### Historial de cargos dentro do PS

#### Secretários-Gerais
- Mário Soares (1973–1986)
- Vítor Constâncio (1986–1989)Vítor Constâncio foi Secretário-Geral do PS entre 1986 e 1989
- Jorge Sampaio (1989–1992)
- António Guterres (1992–2002)

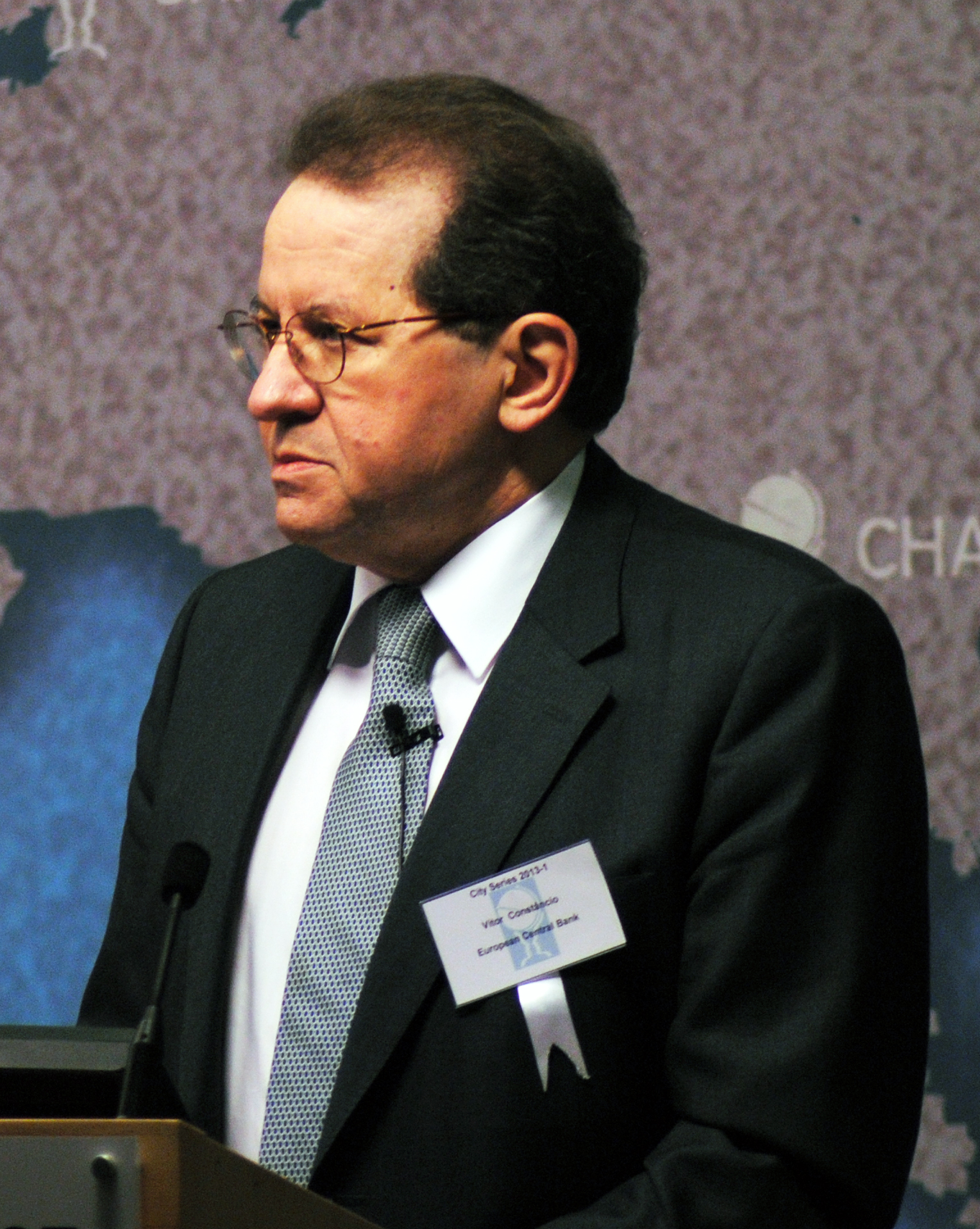
Vítor Constâncio foi Secretário-Geral do PS entre 1986 e 1989

- Eduardo Ferro Rodrigues (2002–2004)Eduardo Ferro Rodrigues foi Secretário-Geral do PS entre 2002 e 2004
- José Sócrates (2004–2011)
- António José Seguro (2011–2014)
- António Costa (2014–2024)
- Pedro Nuno Santos (2024–2025)

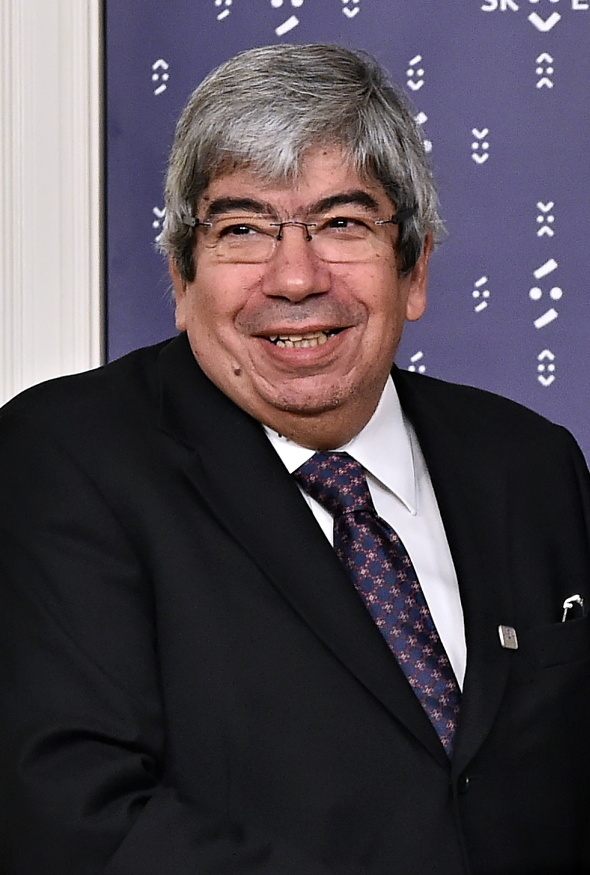
Eduardo Ferro Rodrigues foi Secretário-Geral do PS entre 2002 e 2004

- José Luís Carneiro (2025-Presente)

#### Secretários-Gerais Adjuntos
- Ana Catarina Mendes (2015–2019)
- José Luís Carneiro (2019–2022)
- João Torres (2022–2024)

#### Presidentes
- António Macedo (1973–1986)
- Manuel Tito de Morais (1986–1989)
- João Ferraz de Abreu (1989–1992)
- António de Almeida Santos (1992–2011)
- Maria de Belém Roseira (2011–2014)
- Carlos César (2014–presente)

#### Presidentes Honorários
- António Macedo (1986–1989)
- Manuel Tito de Morais (1989–1999)
- Fernando Valle (1999–2004)
- António de Almeida Santos (2011–2016)

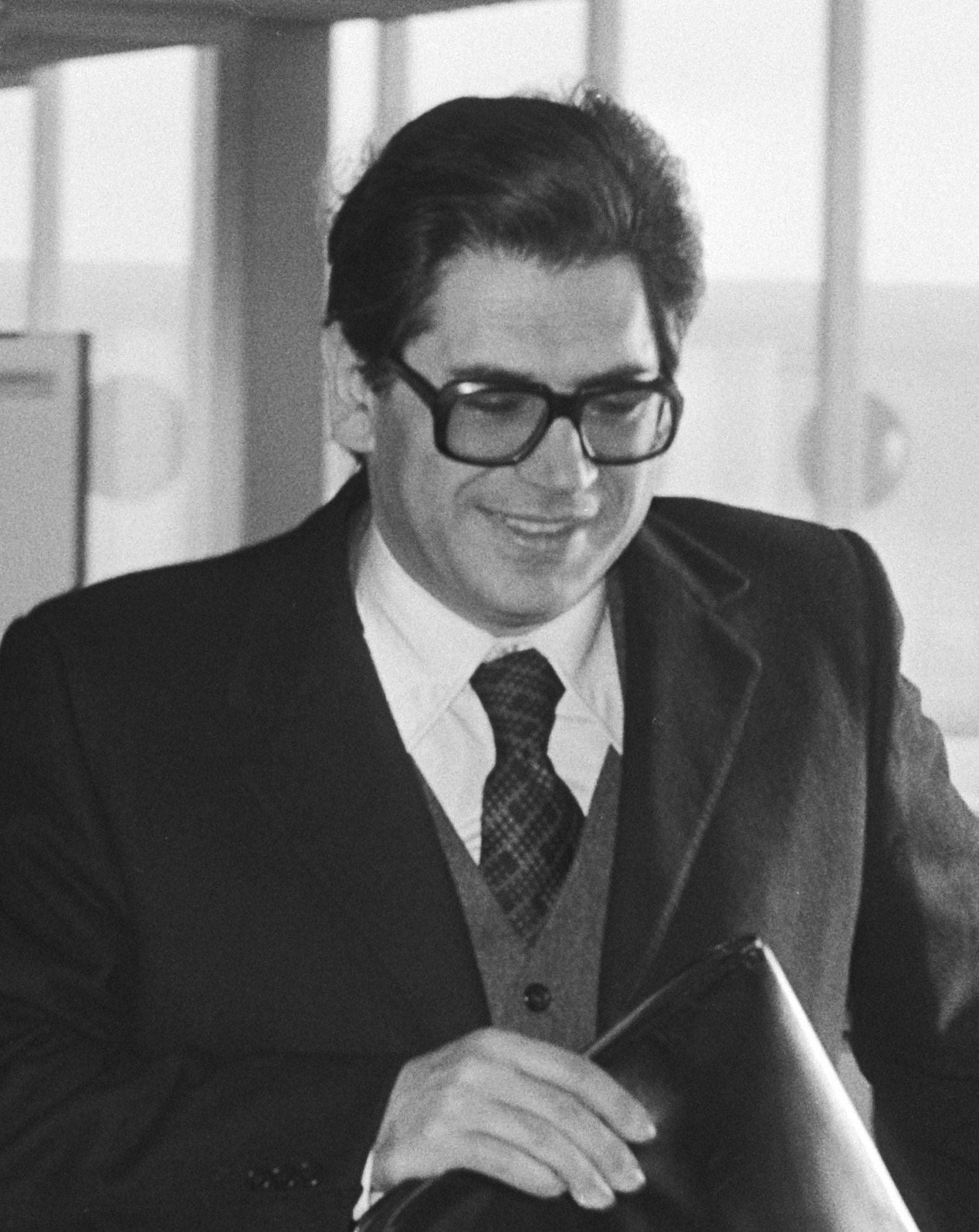
António Arnaut elaborou a lei que criou o Serviço Nacional de Saúde (Lei n.º 56/79, de 15 de Setembro) e foi Presidente Honorário do PS

- António Arnaut (2016–2018)António Arnaut elaborou a lei que criou o Serviço Nacional de Saúde (Lei n.º 56/79, de 15 de Setembro) e foi Presidente Honorário do PS
- Manuel Alegre (2024–presente)

#### Presidentes do Grupo Parlamentar[40]
| Legislatura             | Data da eleição         | GP/PS     | Líder                     | Período       |
| ----------------------- | ----------------------- | --------- | ------------------------- | ------------- |
| Assembleia Constituinte | 25 de abril de 1975     | 116 / 250 | António Lopes Cardoso     | 1975-1976     |
| I Legislatura           | 25 de abril de 1976     | 107 / 263 | Francisco Salgado Zenha   | 1976-1980     |
| I Legislatura           | 2 de dezembro de 1979   | 74 / 250  | Francisco Salgado Zenha   | 1976-1980     |
| II Legislatura          | 5 de outubro de 1980    | 66 / 250  | Francisco Salgado Zenha   | 1980-1983     |
| III Legislatura         | 25 de abril de 1983     | 101 / 250 | Walter Rosa               | 1983-1984     |
| III Legislatura         | 25 de abril de 1983     | 101 / 250 | José Luis Nunes           | 1985          |
| IV Legislatura          | 6 de outubro de 1985    | 57 / 250  | José Luis Nunes           | 1985          |
| IV Legislatura          | 6 de outubro de 1985    | 57 / 250  | João Ferraz de Abreu      | 1986-1987     |
| IV Legislatura          | 6 de outubro de 1985    | 57 / 250  | Jorge Sampaio             | 1986-1987     |
| V Legislatura           | 19 de julho de 1987     | 60 / 250  | Jorge Sampaio             | 1987-1988     |
| V Legislatura           | 19 de julho de 1987     | 60 / 250  | António Guterres          | 1989-1990     |
| VI Legislatura          | 6 de outubro de 1991    | 72 / 230  | Jaime Gama                | 1991-1994     |
| VI Legislatura          | 6 de outubro de 1991    | 72 / 230  | António de Almeida Santos | 1992-1993     |
| VII Legislatura         | 1 de outubro de 1995    | 112 / 230 | Jorge Lacão               | 1995-1996     |
| VII Legislatura         | 1 de outubro de 1995    | 112 / 230 | Francisco Assis           | 1997-1999     |
| VIII Legislatura        | 10 de outubro de 1999   | 115 / 230 | Francisco Assis           | 1999-2002     |
| IX Legislatura          | 17 de março de 2002     | 96 / 230  | António Costa             | 2002-2003     |
| IX Legislatura          | 17 de março de 2002     | 96 / 230  | António José Seguro       | 2004-2005     |
| X Legislatura           | 20 de fevereiro de 2005 | 121 / 230 | Alberto Martins           | 2005-2009     |
| XI Legislatura          | 27 de setembro de 2009  | 97 / 230  | Francisco Assis           | 2009-2011     |
| XII Legislatura         | 5 de junho de 2011      | 74 / 230  | Maria de Belém Roseira    | 2011          |
| XII Legislatura         | 5 de junho de 2011      | 74 / 230  | Carlos Zorrinho           | 2011-2013     |
| XII Legislatura         | 5 de junho de 2011      | 74 / 230  | Alberto Martins           | 2013-2014     |
| XII Legislatura         | 5 de junho de 2011      | 74 / 230  | Eduardo Ferro Rodrigues   | 2014-2015     |
| XIII Legislatura        | 4 de outubro de 2015    | 86 / 230  | Carlos César              | 2015-2019     |
| XIV Legislatura         | 6 de outubro de 2019    | 108 / 230 | Ana Catarina Mendes       | 2019-2022     |
| XV Legislatura          | 30 de janeiro de 2022   | 120 / 230 | Eurico Brilhante Dias     | 2022-2024     |
| XVI Legislatura         | 10 de março de 2024     | 78 / 230  | Alexandra Leitão          | 2024-2025     |
| XVII Legislatura        | 18 de maio de 2025      | 58 / 230  | Pedro Delgado Alves       | 2025          |
| XVII Legislatura        | 18 de maio de 2025      | 58 / 230  | Eurico Brilhante Dias     | 2025-presente |

## Militantes eleitos para altos cargos do Estado

### Presidentes da República

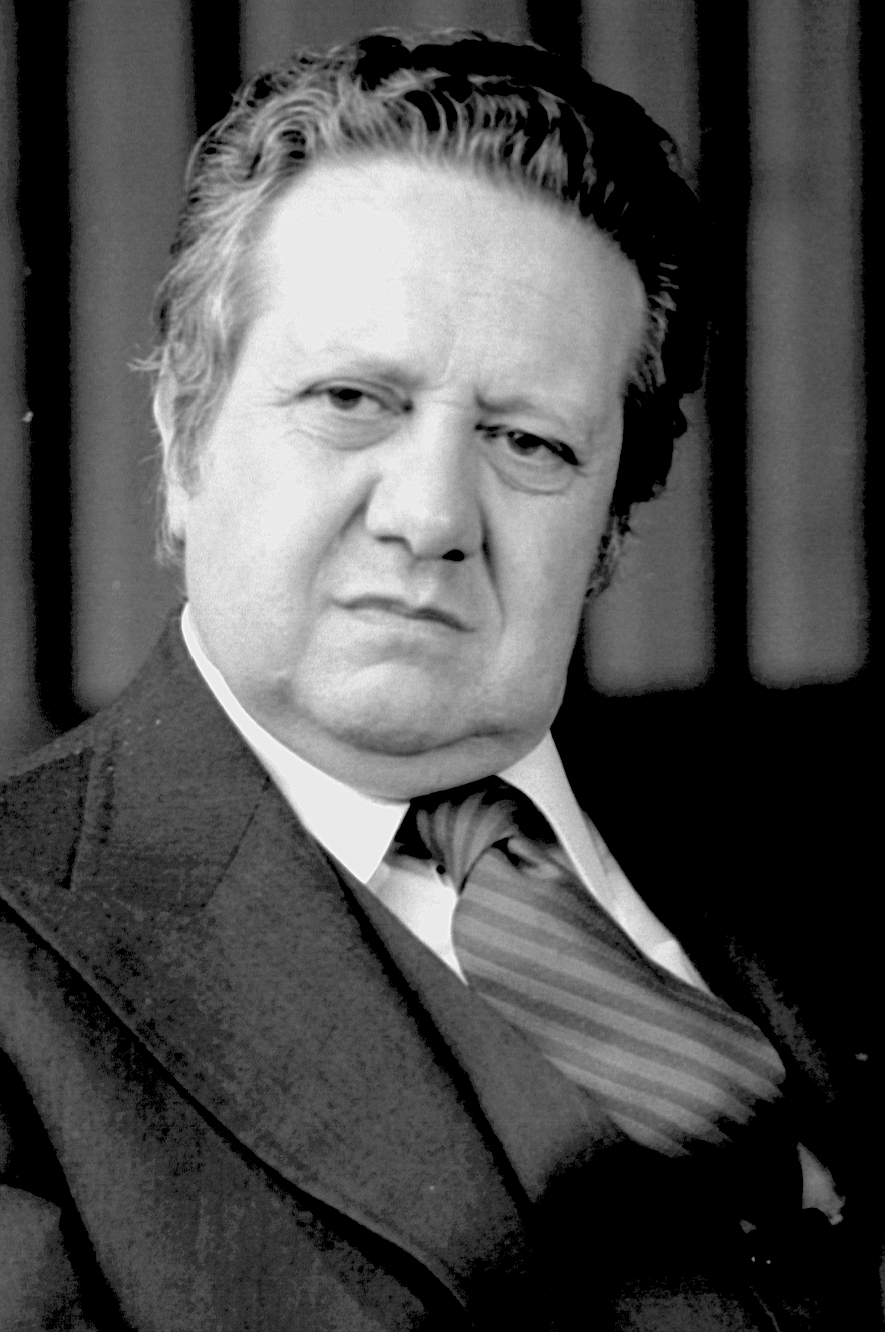
Mário Soares (1986-1996)
Jorge Sampaio (1996-2006)

### Presidentes da Assembleia da República

Henrique de Barros (1975-1976)
Vasco da Gama Fernandes (1976-1978)
Teófilo Carvalho dos Santos (1978-1980)
Manuel Tito de Morais (1983-1984)
António de Almeida Santos (1995-2002)
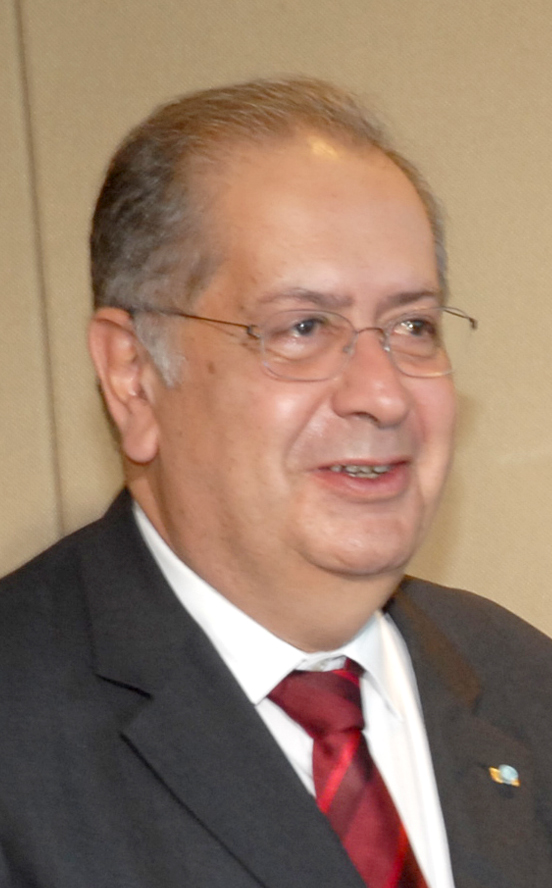
Jaime Gama (2005-2011)
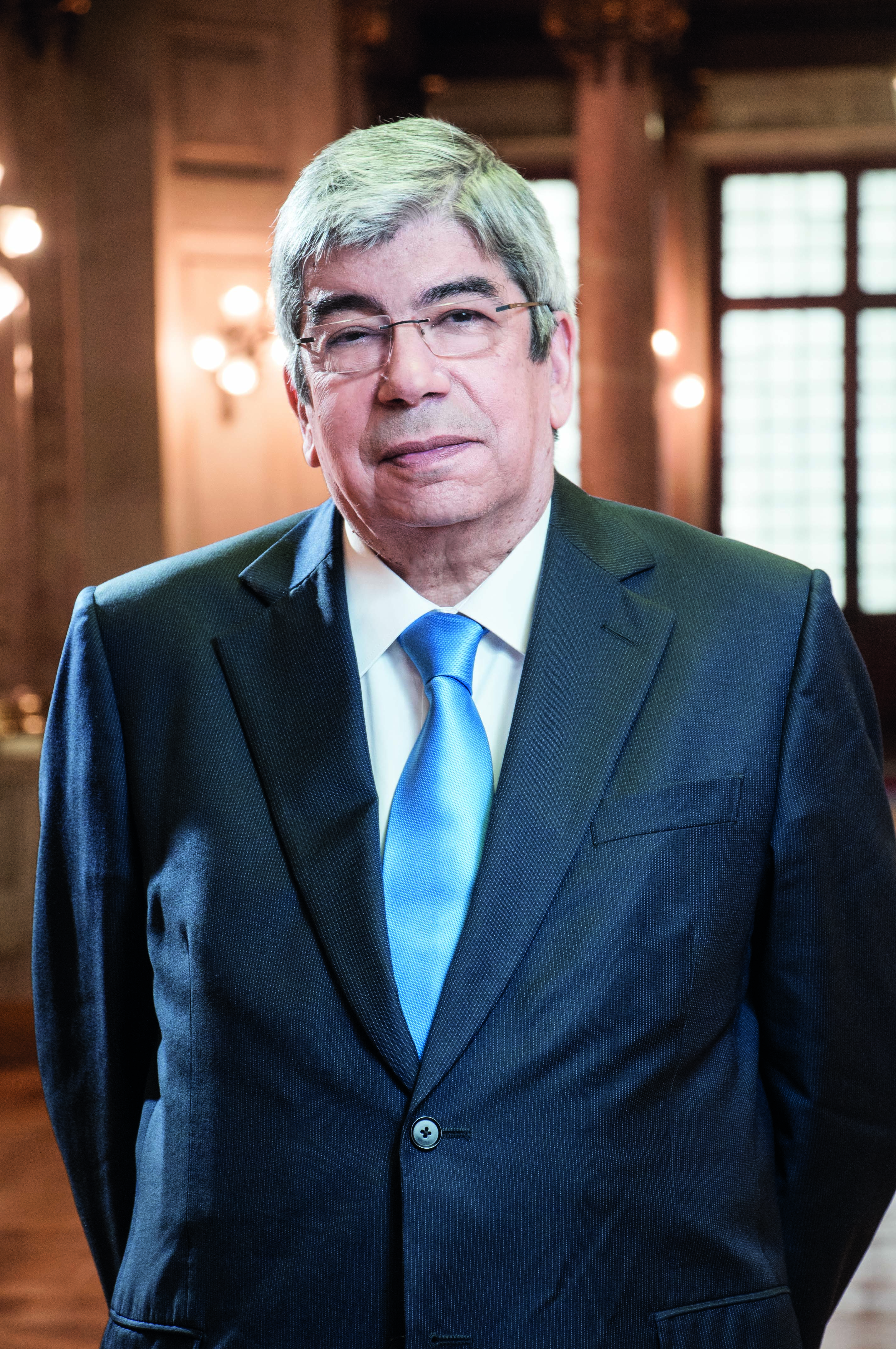
Eduardo Ferro Rodrigues (2015-2022)
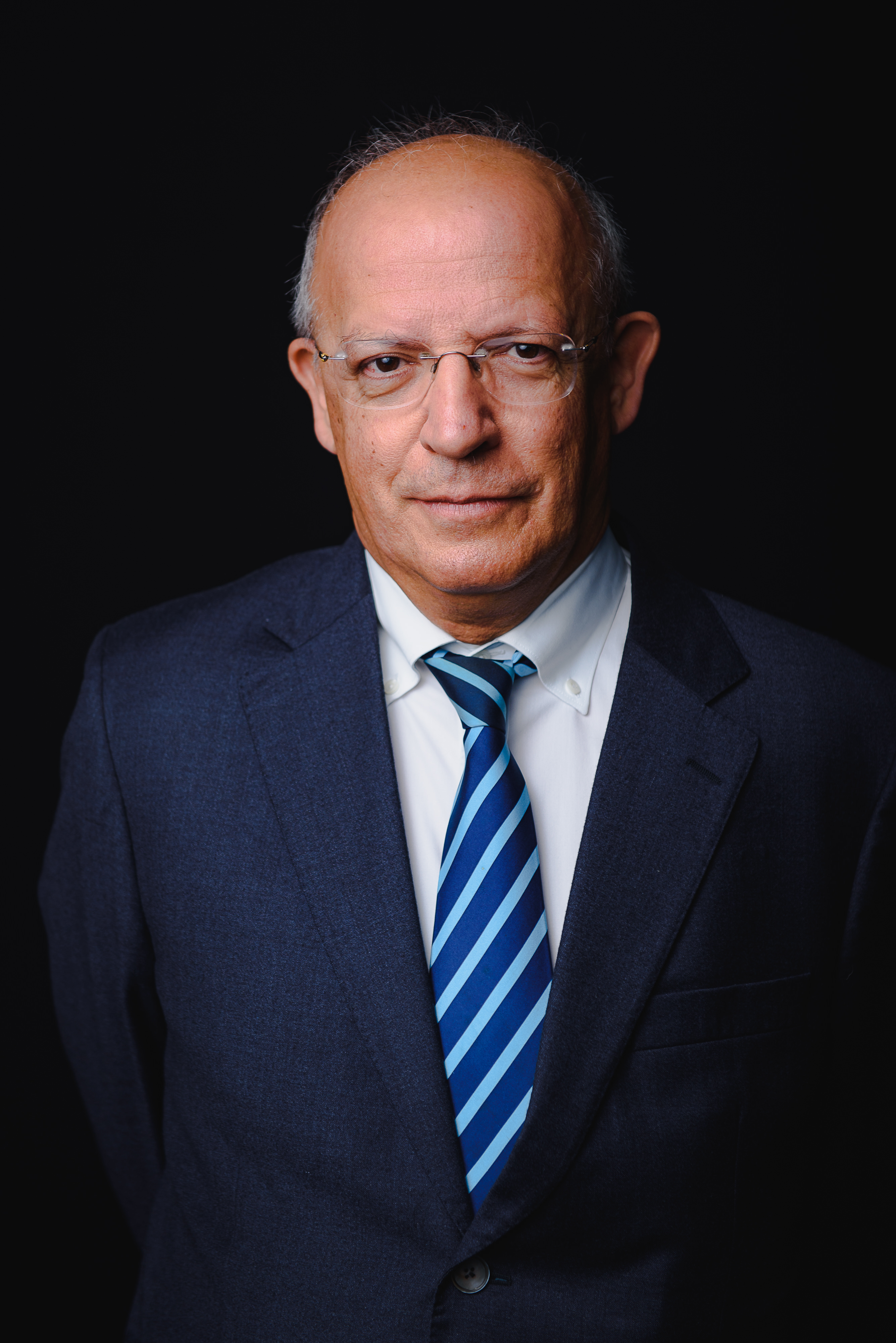
Augusto Santos Silva (2022-2024)

### Primeiros-Ministros

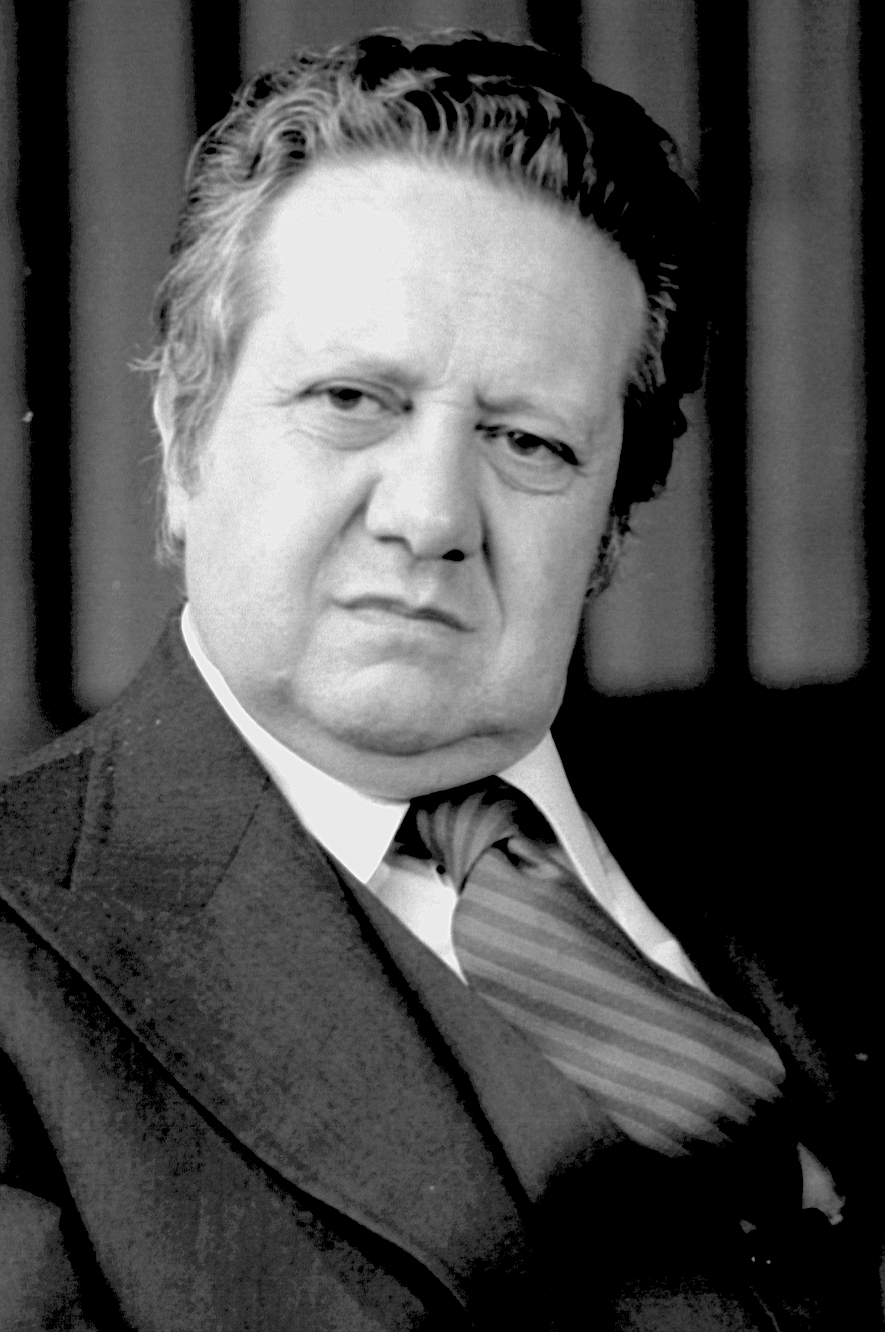
Mário Soares (1976-1978; 1983-1985)
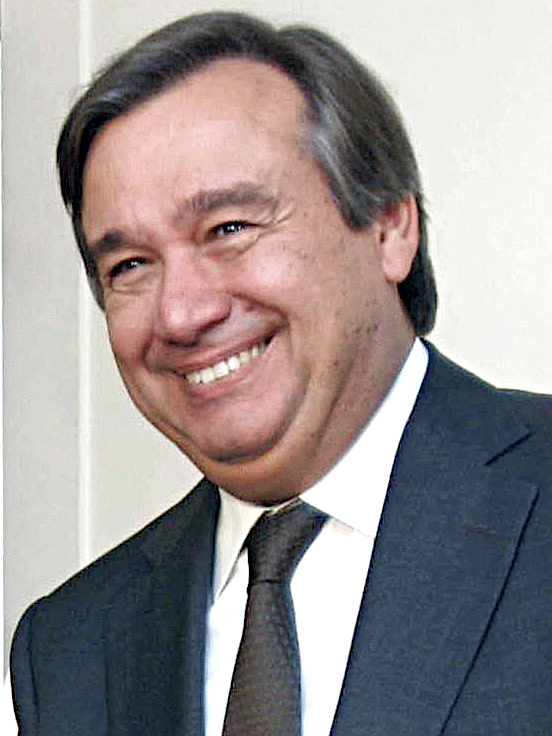
António Guterres (1995-2002)
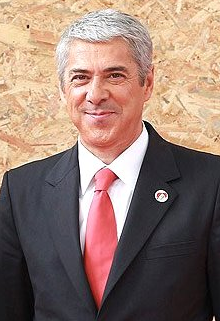
José Sócrates (2005-2011)
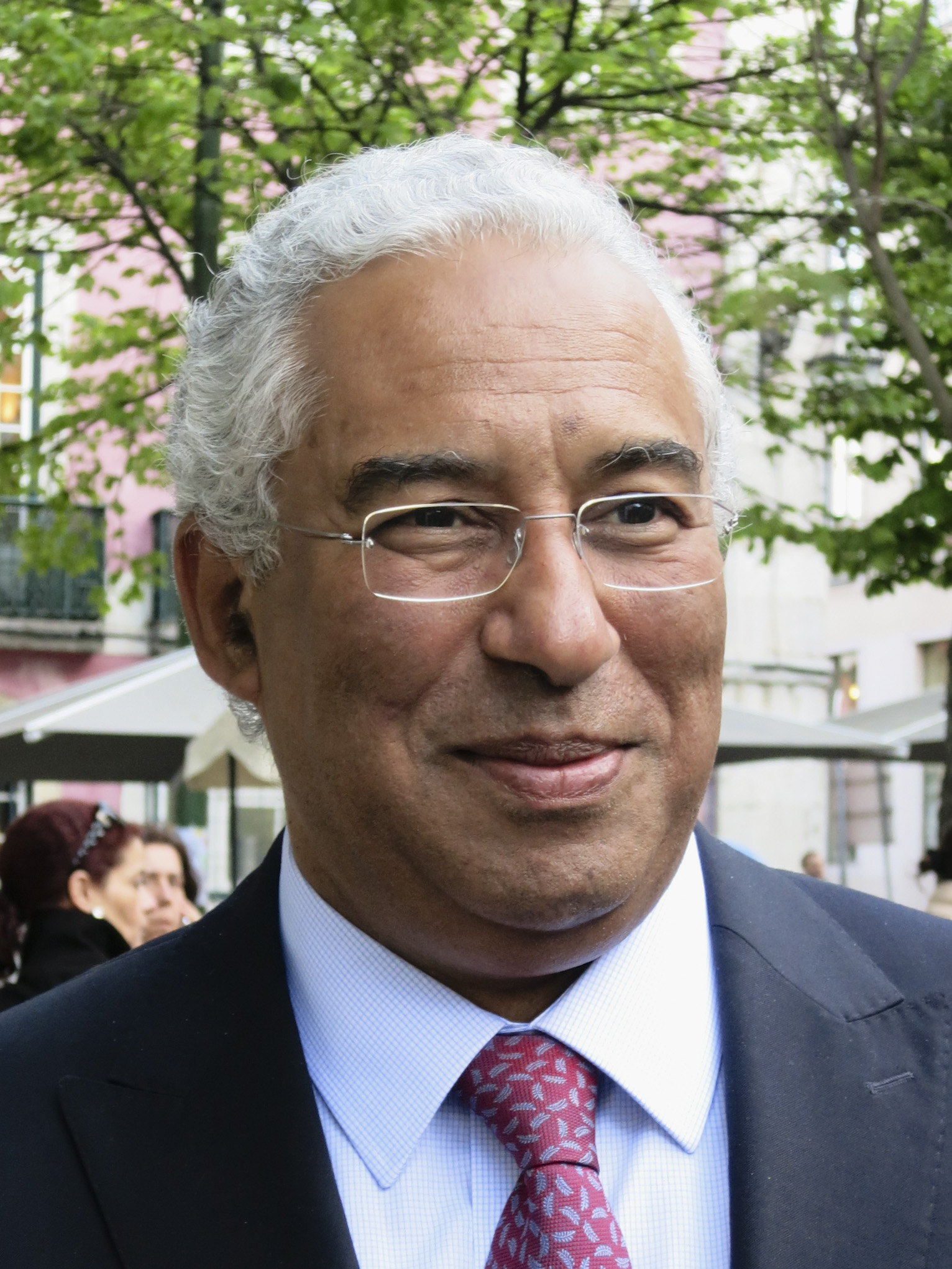
António Costa (2015-2024)

## Relações Internacionais[41]
O Partido Socialista é membro do Partido Socialista Europeu e da Internacional Socialista desde a sua fundação, em 1973. Até à sua morte, Mário Soares era um dos Presidentes Honorários da Internacional Socialista. O antigo Secretário-Geral do PS, António Guterres foi Presidente da Internacional Socialista entre 1999 e 2005.
No Parlamento Europeu, o Partido Socialista é membro do Grupo Parlamentar da Aliança Progressista dos Socialistas e Democratas, grupo parlamentar filiado ao Partido Socialista Europeu.